# Lijst van werken van Pisanello
Deze lijst geeft een overzicht van de werken van de 15e-eeuwse Italiaanse kunstschilder en medaille-ontwerper Pisanello.

## Schilderijen en fresco's
In deze tabel staan de bewaard gebleven schilderijen en fresco's die aan Pisanello worden toegeschreven.
| Afbeelding | Titel | Datering             | Techniek                      | Afmetingen h × b cm | Verblijfplaats                                                               | Opmerkingen                                                 |
| ---------- | --- | -------------------- | ----------------------------- | ------------------- | ---------------------------------------------------------------------------- | ----------------------------------------------------------- |
|            | Madonna met de kwartel (Madonna della quaglia)                                                                                         | ca. 1420             | tempera op paneel             | 54 × 32             | Verona, Museo di Castelvecchio Inv. nr. 164-1B-90                            | Gestolen in 2015, teruggevonden in 2016                     |
|            | Brenzoni-monument: De annunciatie | ca. 1424-1426        | fresco                        | 840 × 510           | Verona, San Fermo Maggiore, Capella Brenzoni                                 |                                                             |
|            | Hoofd van een vrouw |                      | fresco (fragment)             | 24 × 17             | Rome, Museo nazionale del Palazzo di Venezia (Palazzo Venezia) Inv. nr. 4217 |                                                             |
|            | Geschiedenis van Bohort: – Toernooi in een landschap met leeuwen – Ridders en dames onder een baldakijn – Fragmenten van een landschap | ca. 1430 of ca. 1440 | muurschildering (fragmenten)  |                     | Mantua, Palazzo Ducale                                                       | Deels is alleen de ondertekening (sinopia) bewaard gebleven |
|            | Visioen van Sint-Eustachius | ca. 1438-1442        | tempera op paneel             | 54,8 × 65,5         | Londen, National Gallery Inv. nr. NG1436                                     |                                                             |
|            | Sint-Joris en de prinses | 1433-1438            | fresco (overgebracht op doek) | 223 × 430           | Verona, Sant' Anastasia                                                      |                                                             |
|            | Pelgrim | 1433-1438            | fresco (overgebracht op doek) | 120 × 190           | Verona, Sant' Anastasia                                                      |                                                             |
|            | Portret van een prinses, mogelijk Margareta Gonzaga of Ginevra d'Este                                                                  | ca. 1439-1440        | tempera op paneel             | 42 × 29,3           | Parijs, Louvre                                                               | Als de datering klopt is het een postuum portret.           |
|            | Portret van Lionello d'Este | ca. 1441             | tempera op paneel             | 29,5 × 18,4         | Bergamo, Accademia Carrara                                                   |                                                             |
|            | Madonna met de heiligen Antonius-Abt en Joris of De verzoeking van de heilige Antonius                                                 | ca. 1445             | tempera op paneel (populier)  | 46,5 × 29           | Londen, National Gallery Inv. nr. NG776                                      |                                                             |

## Medailles
Dit is een overzicht van de medailles die zijn ontworpen door Pisanello. Verder wordt ook de medaille van Giovanni Pietro d'Avenza uit ca. 1450 aan Pisanello toegeschreven.

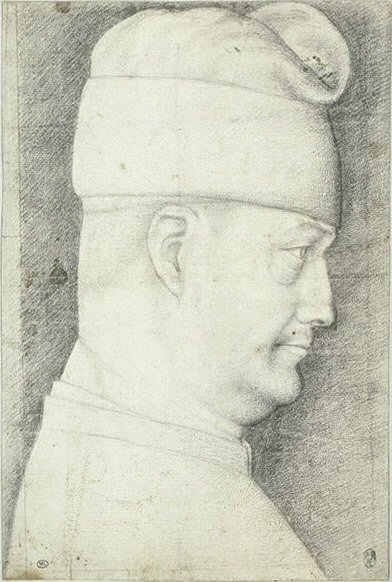
ontwerp voor volgende (Codex Vallardi 2483)
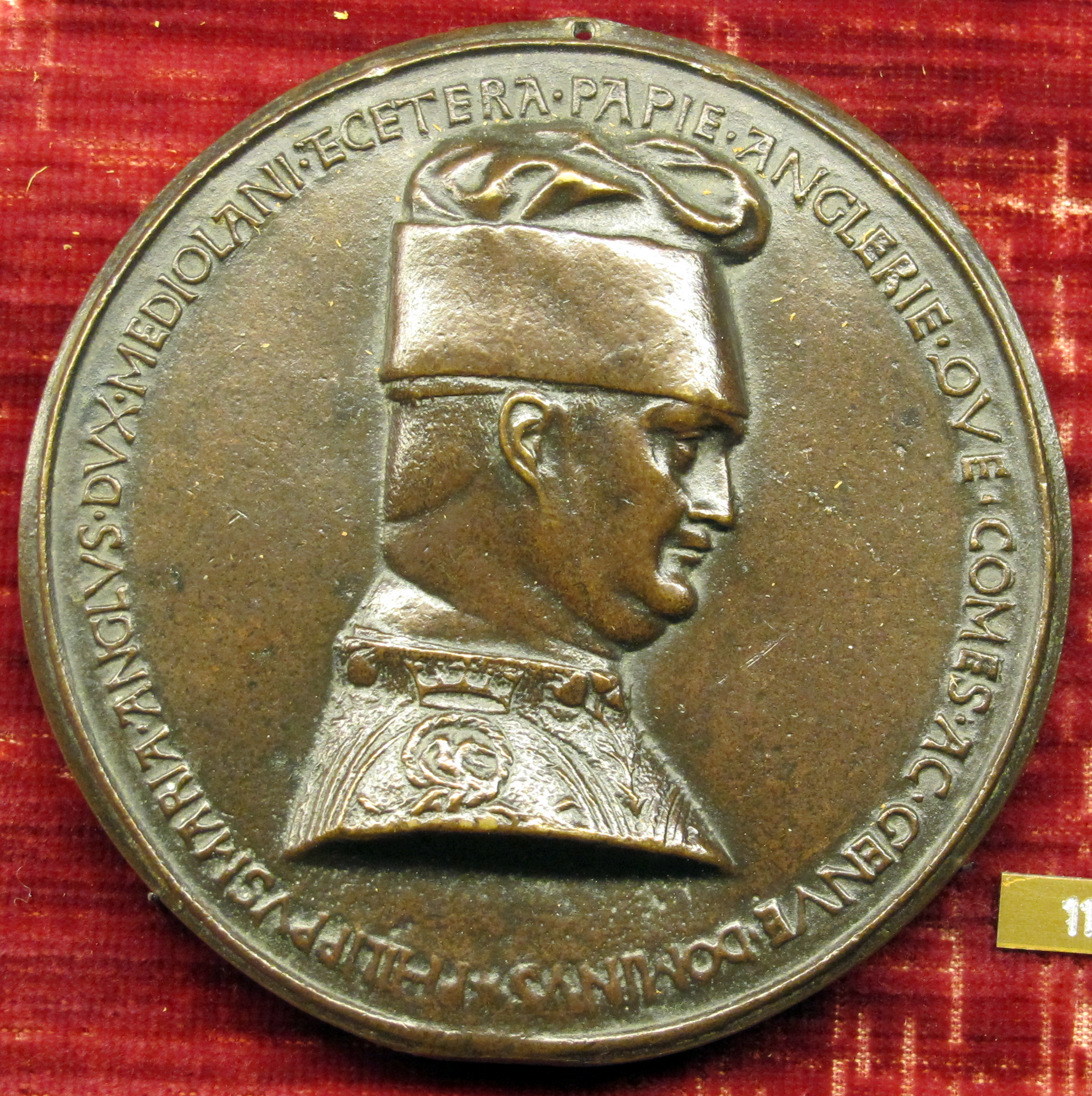
Filippo Maria Visconti, 1431?
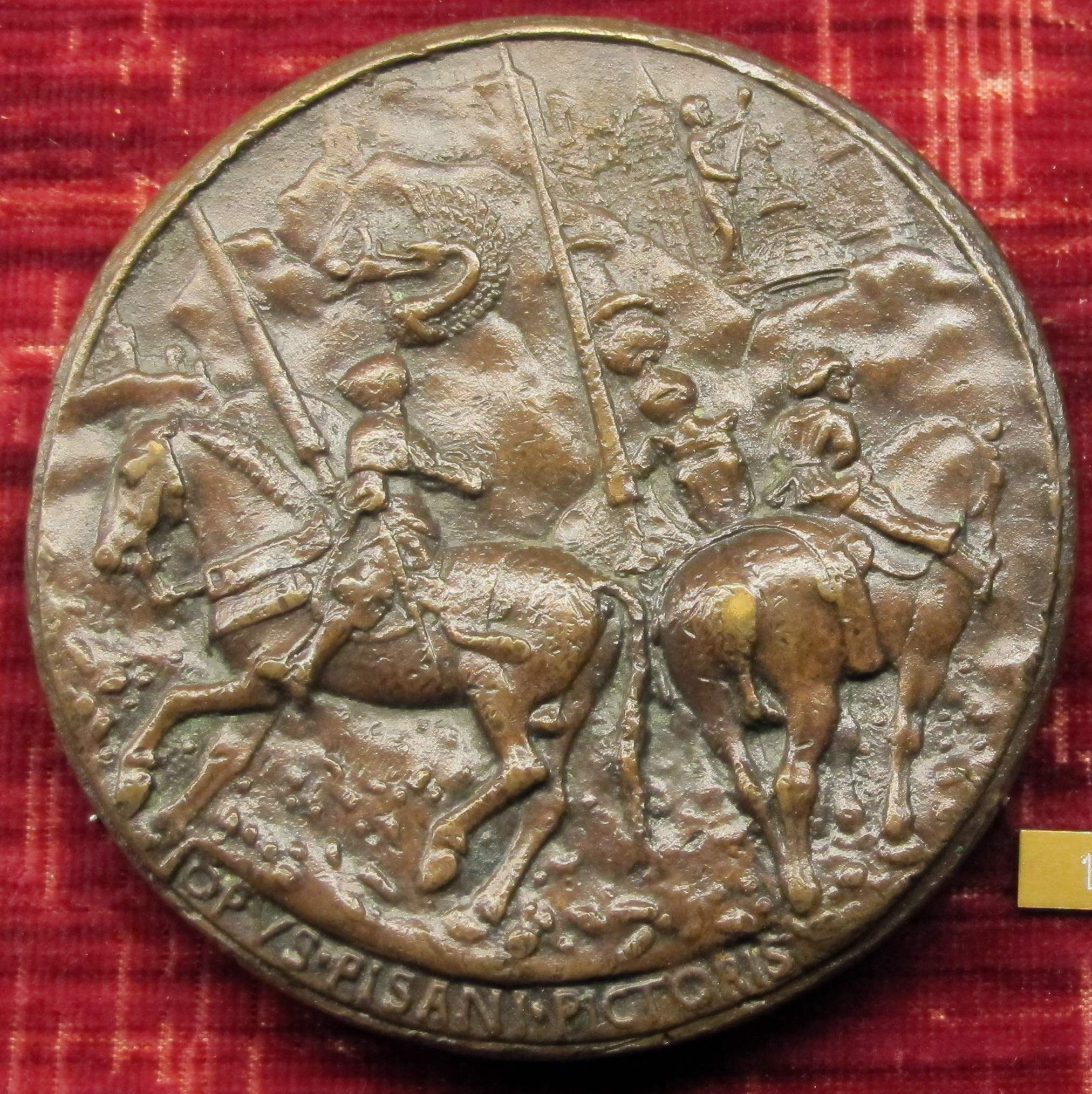
idem (verso)
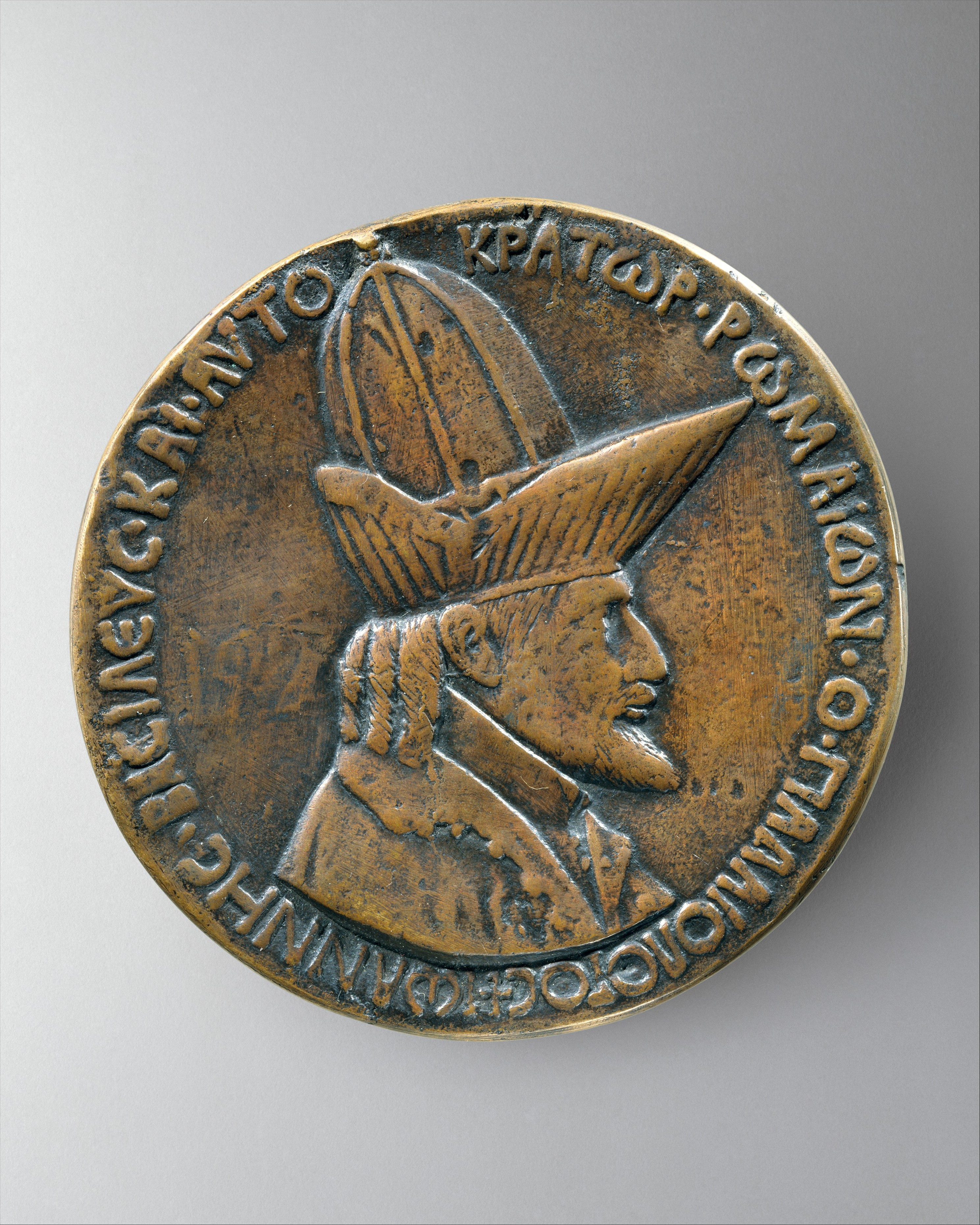
Johannes VIII Palaeologus, 1438-39
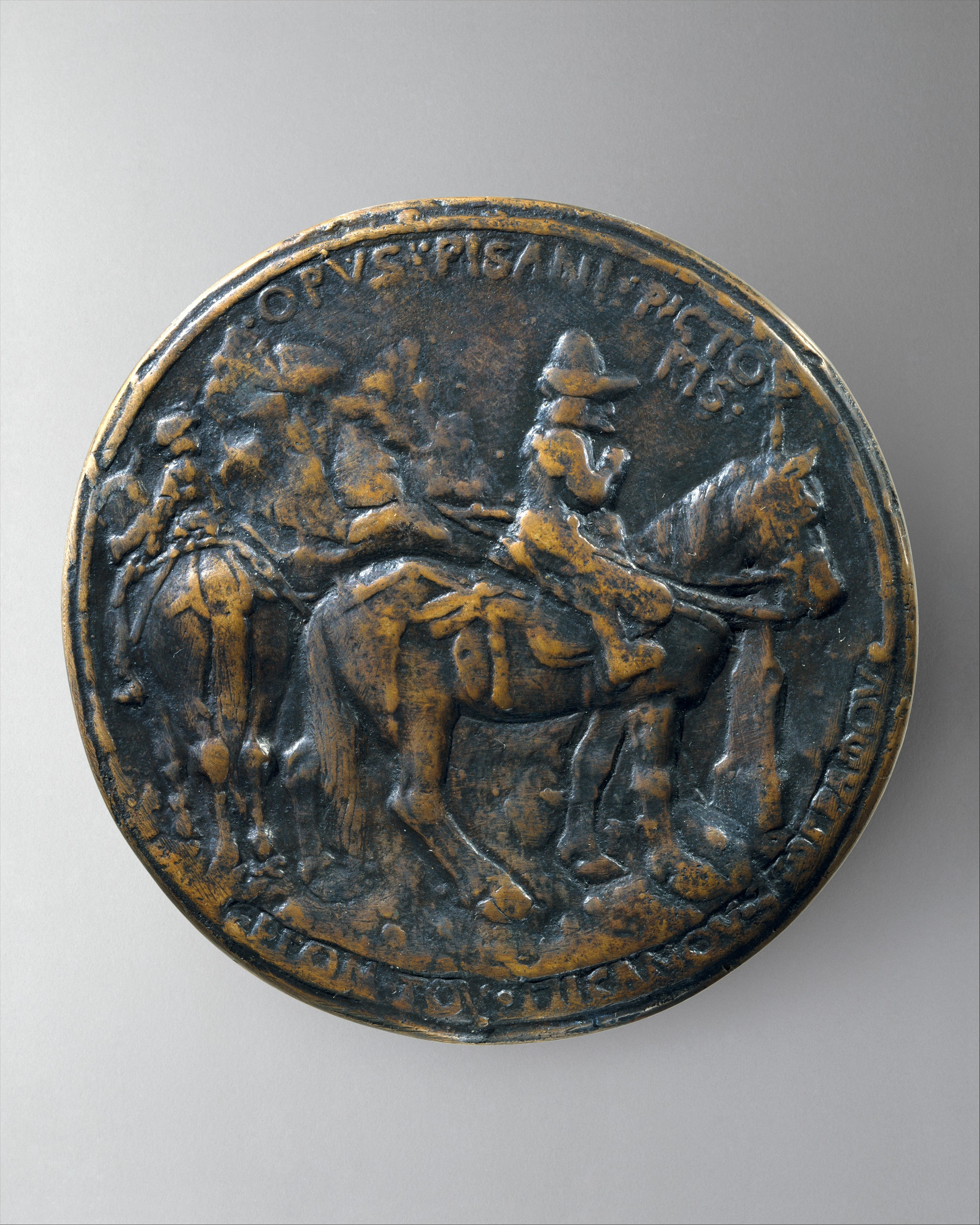
idem (verso)
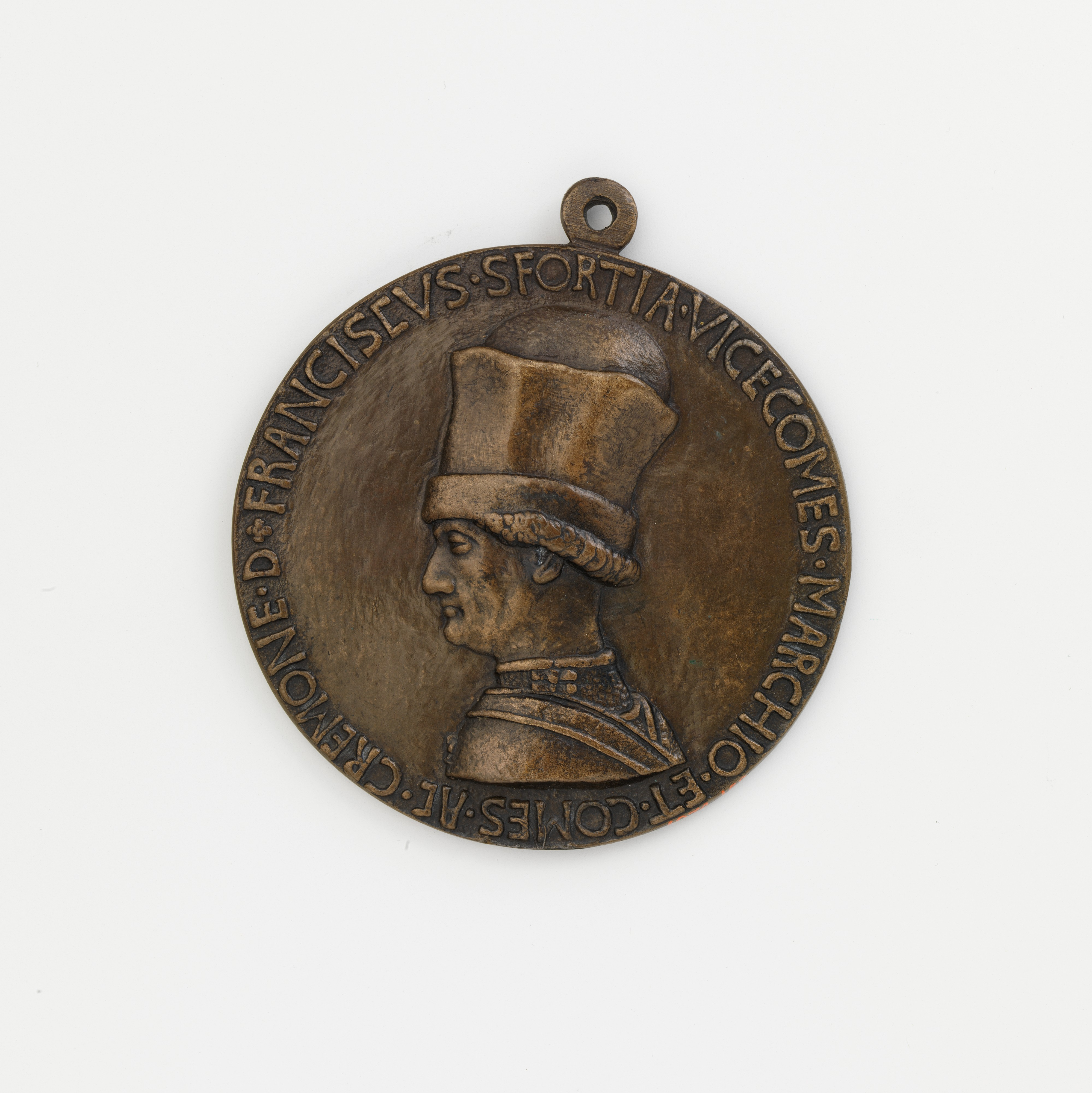
Francesco Sforza, 1441-1450
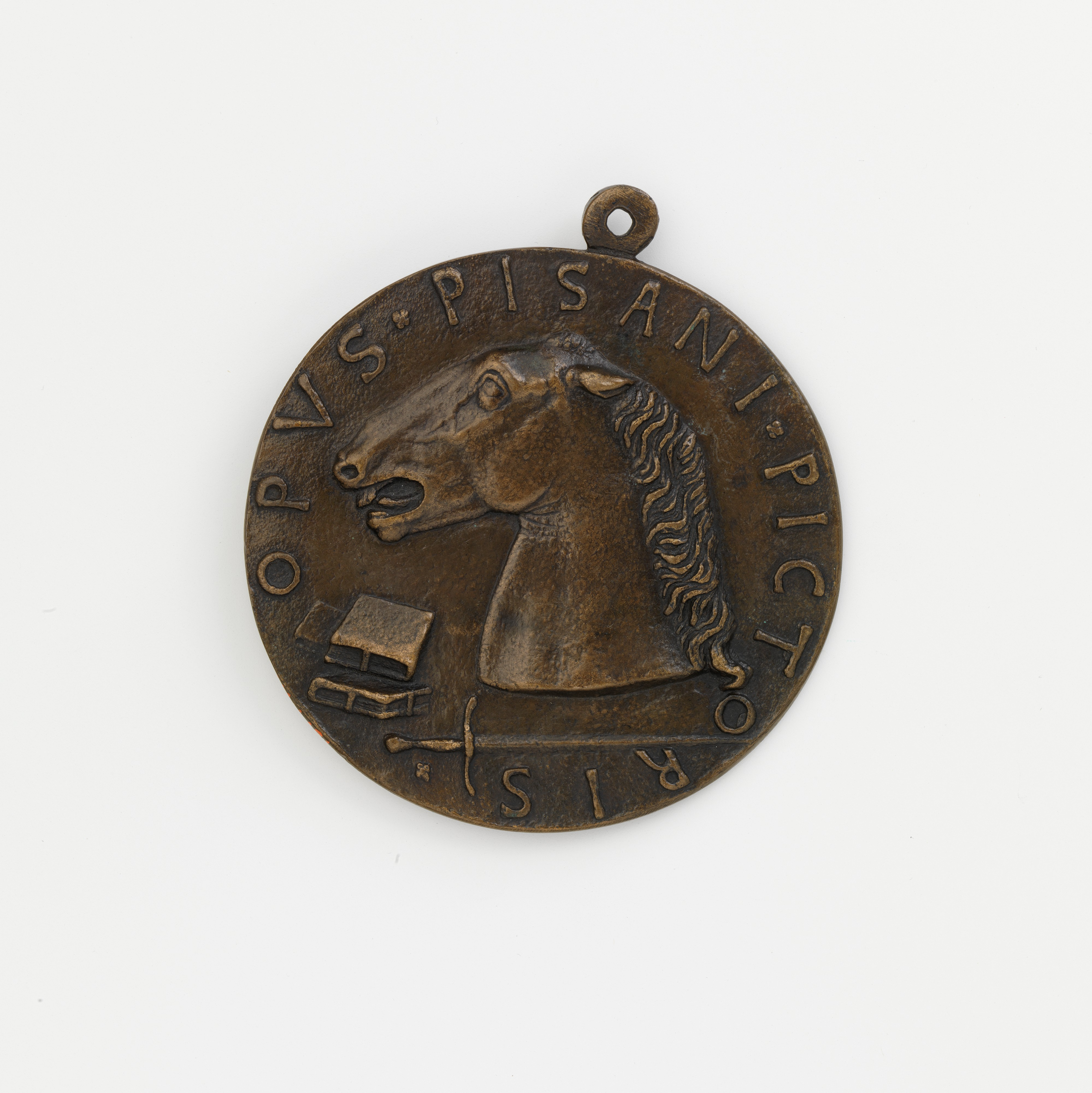
idem (verso)
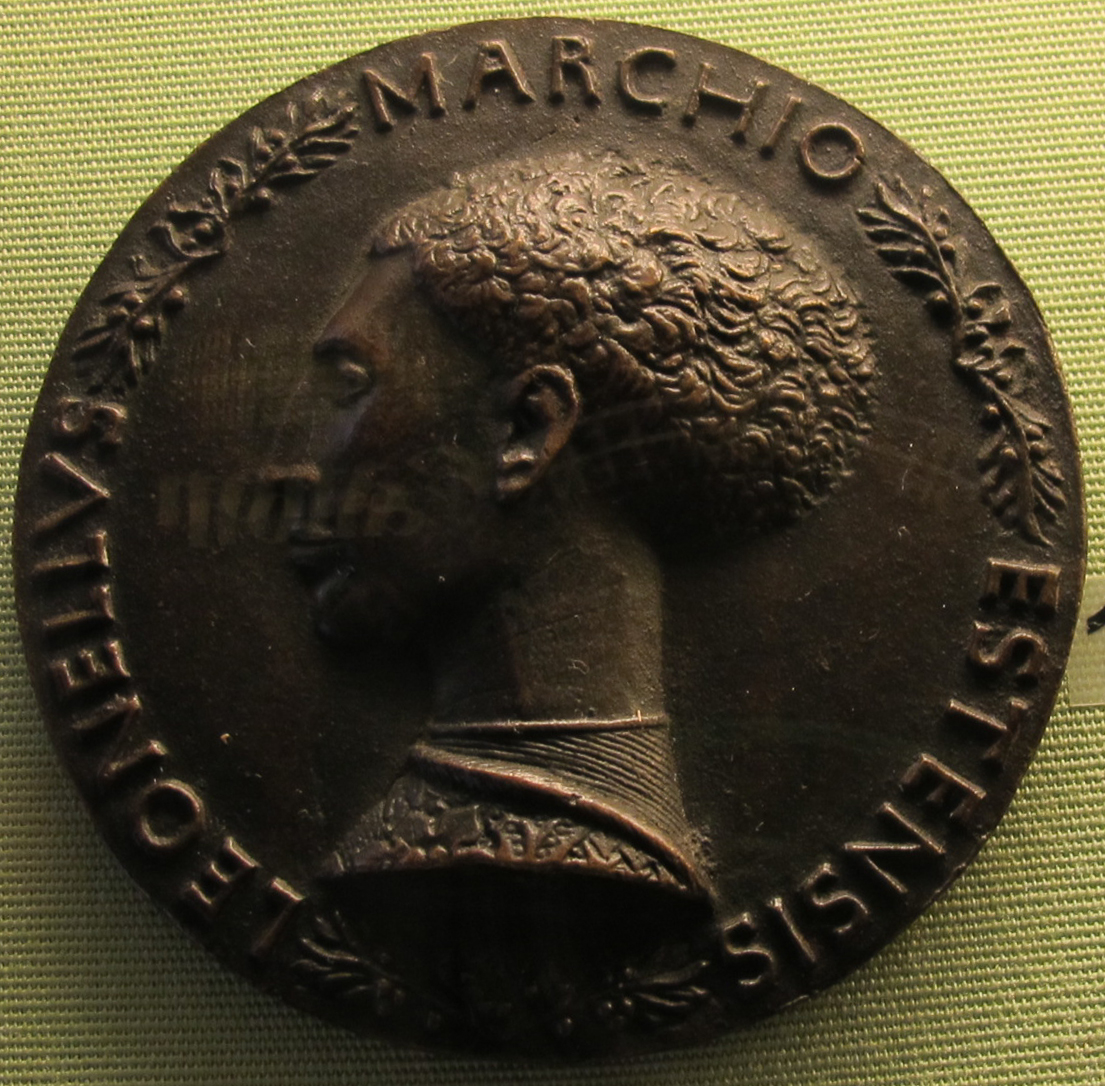
Lionello d'Este, 1441
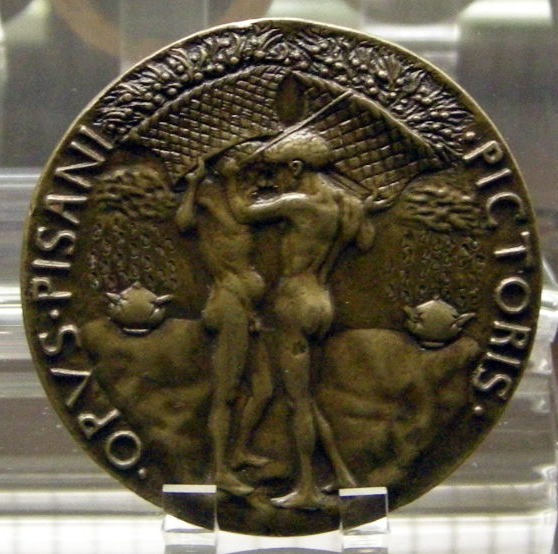
idem (verso)
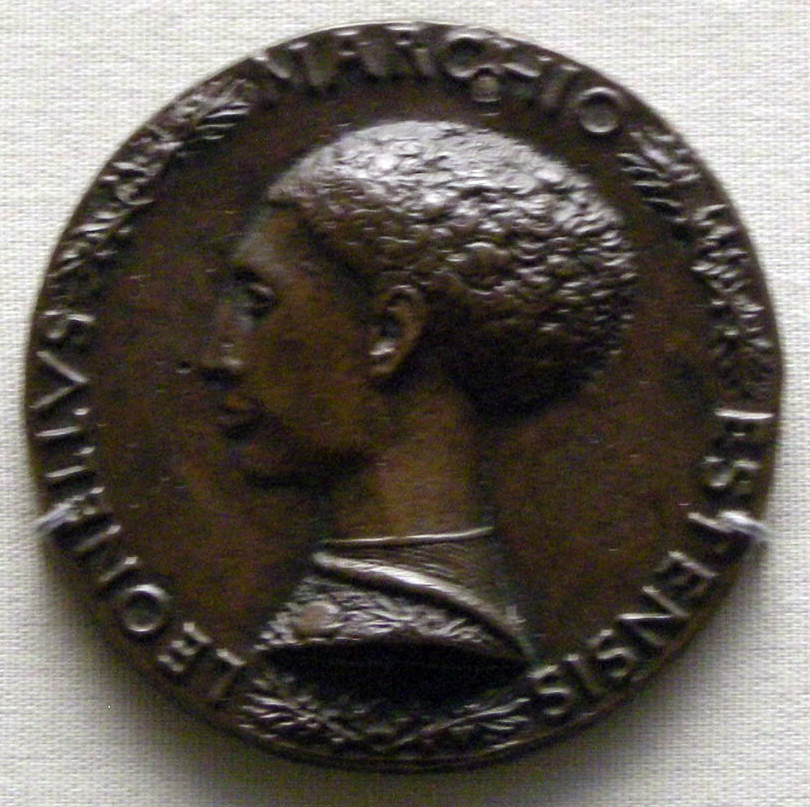
Lionello d'Este, 1441
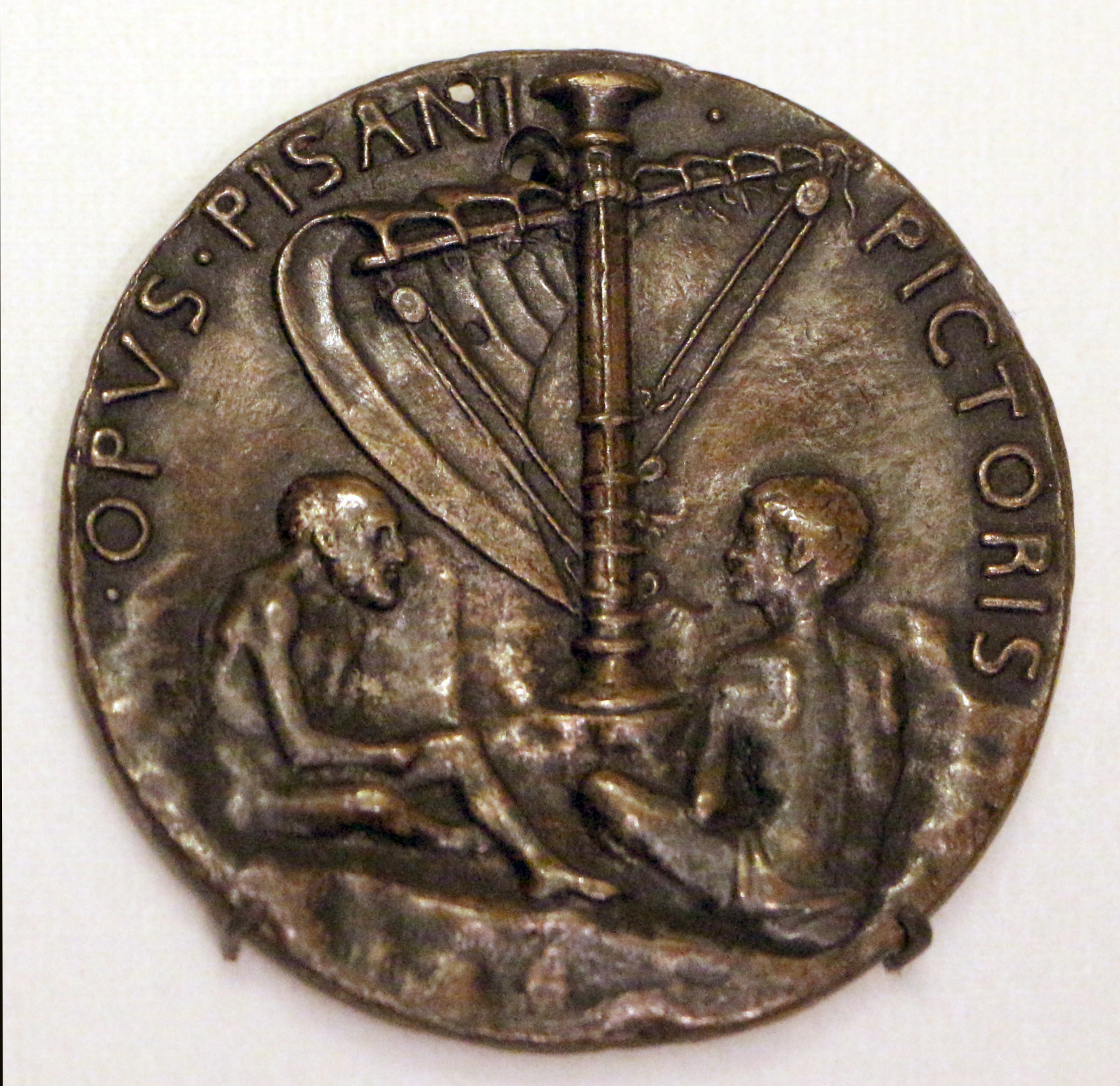
idem (verso)
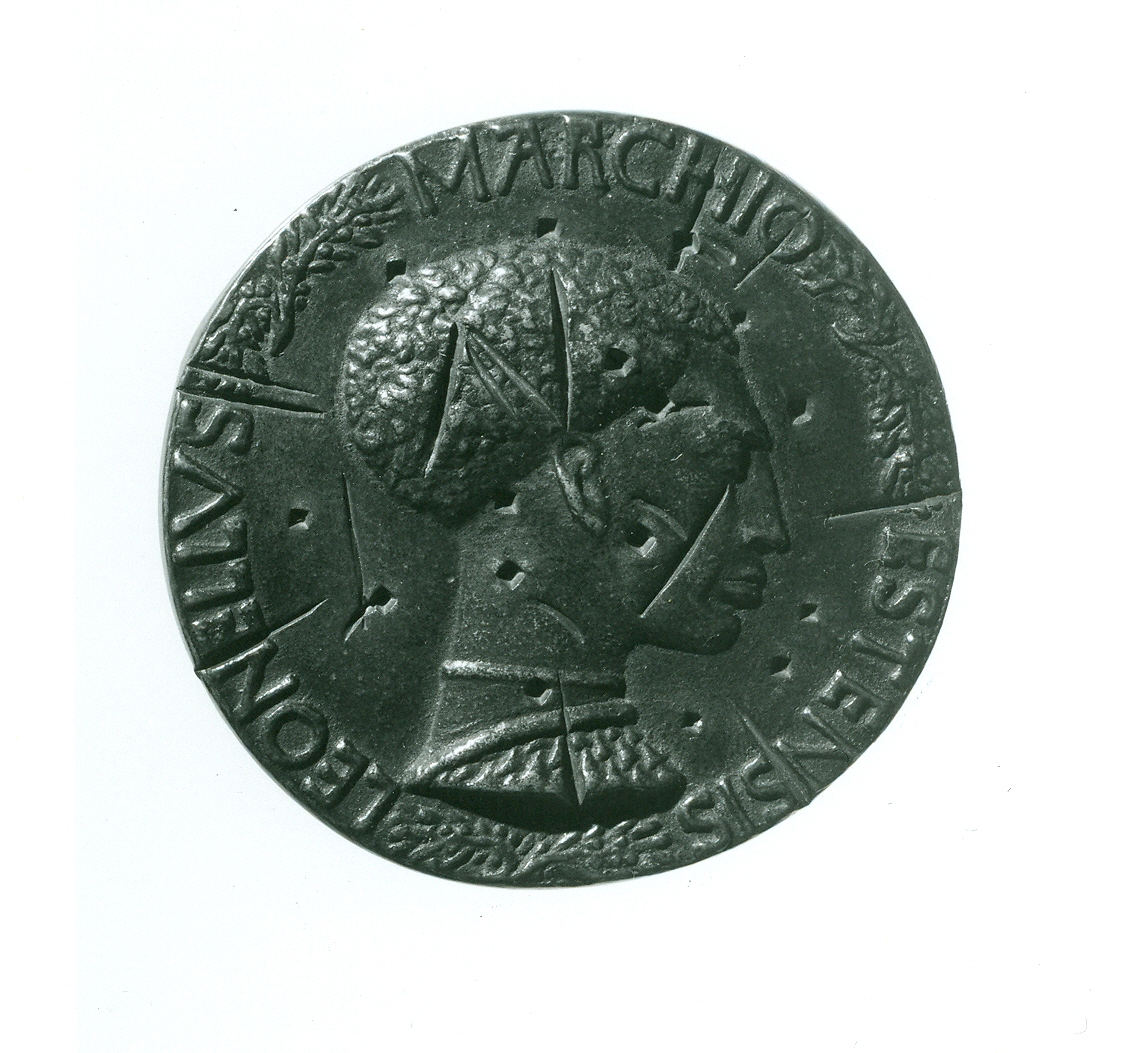
Lionello d'Este, 1441
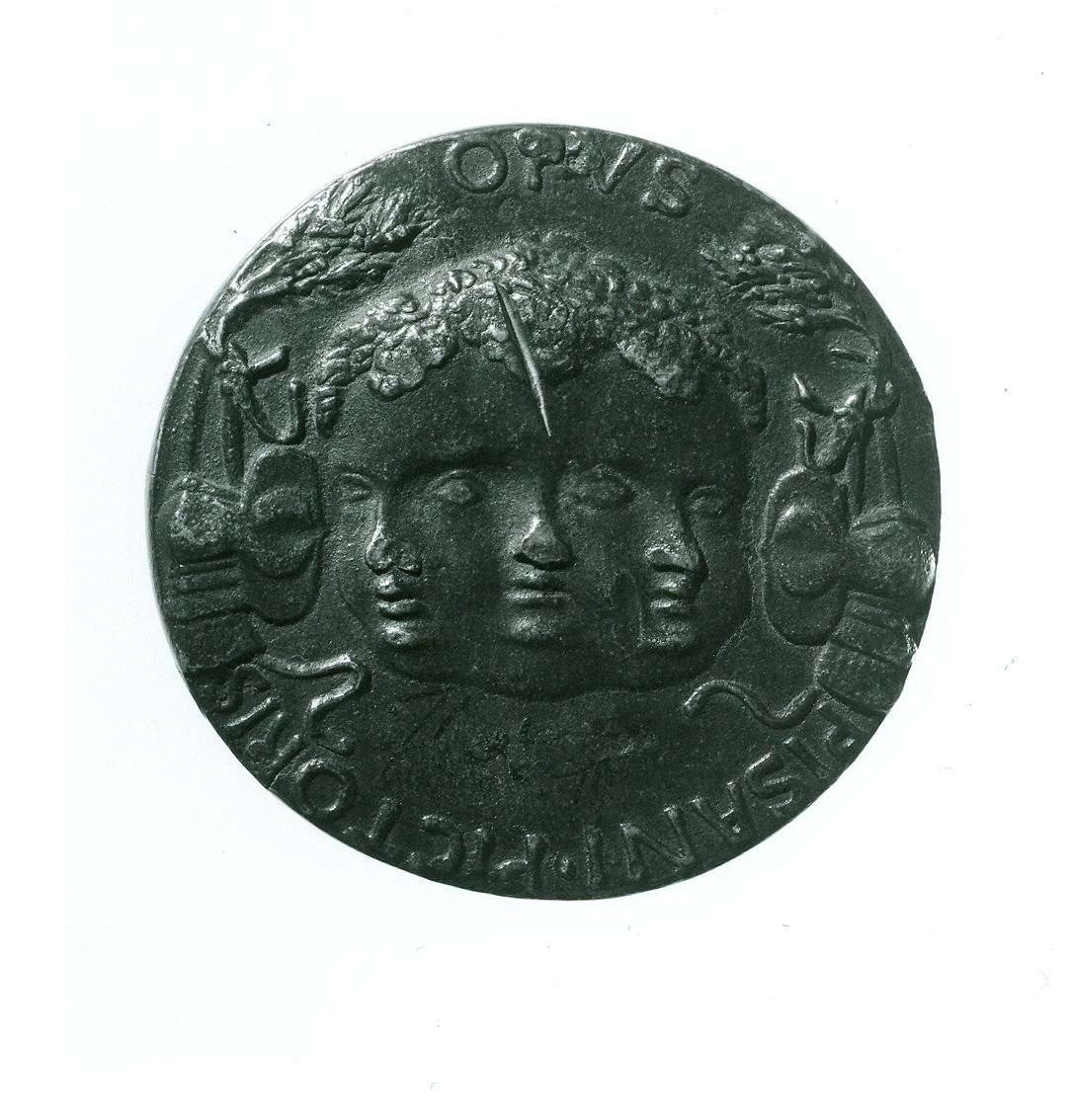
idem (verso)
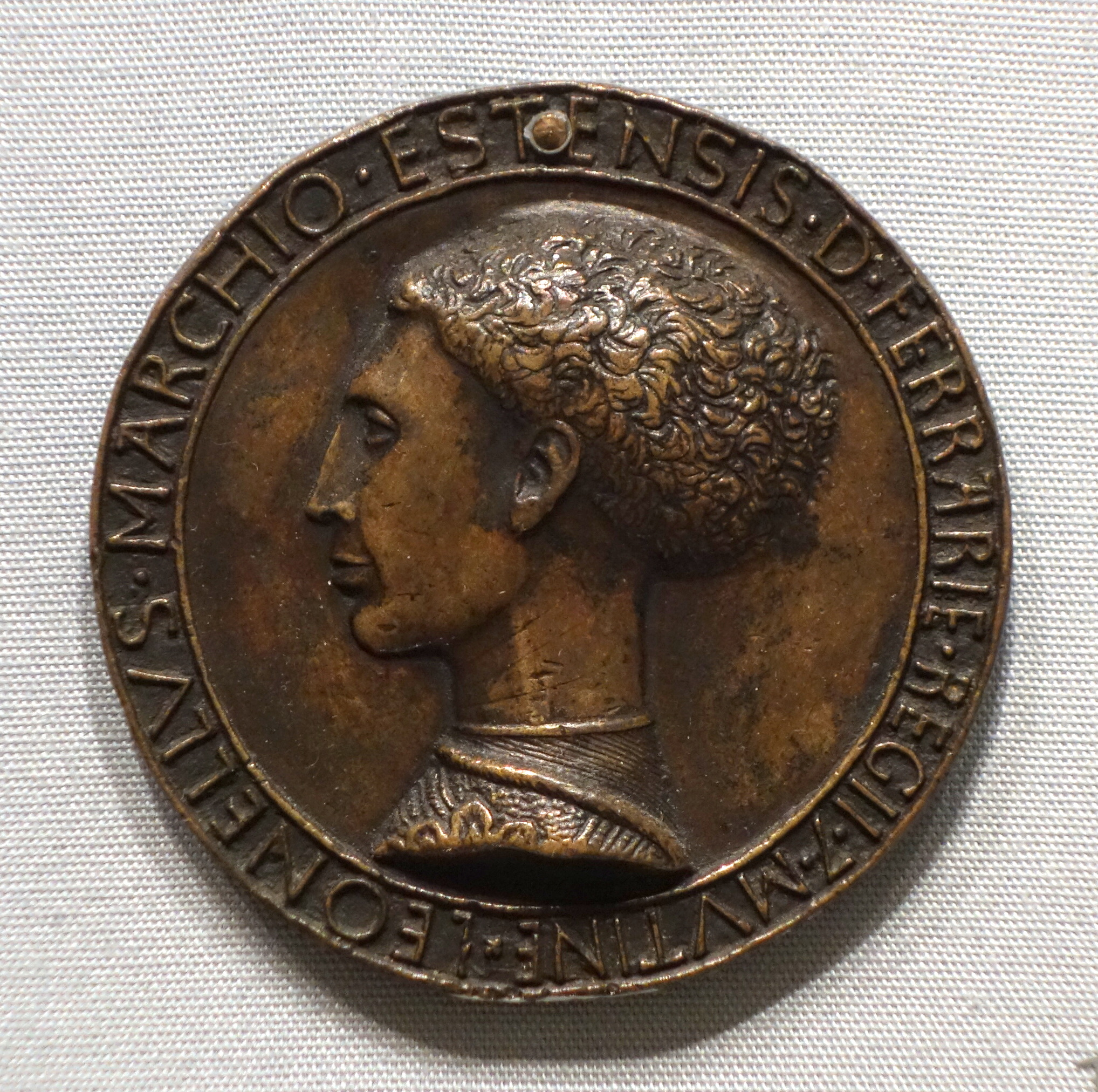
Lionello d'Este, 1441-1443
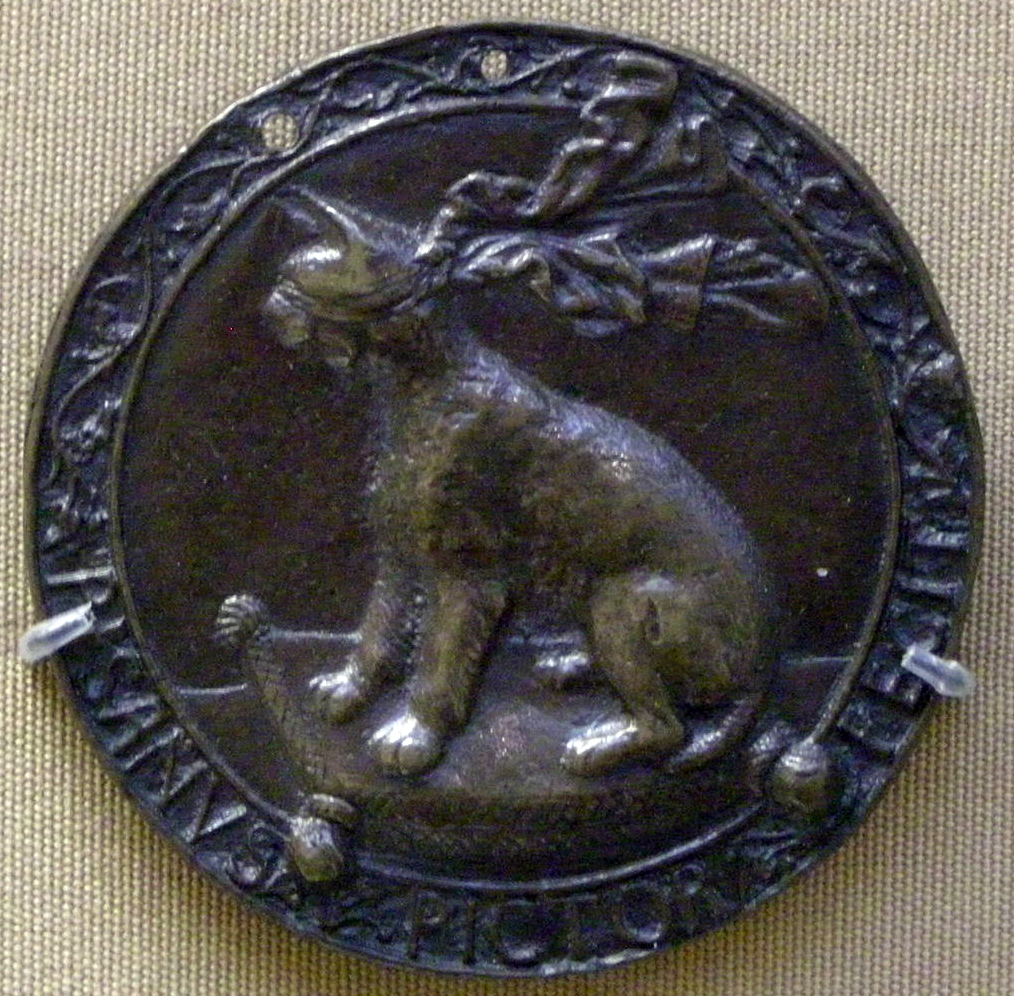
idem (verso)
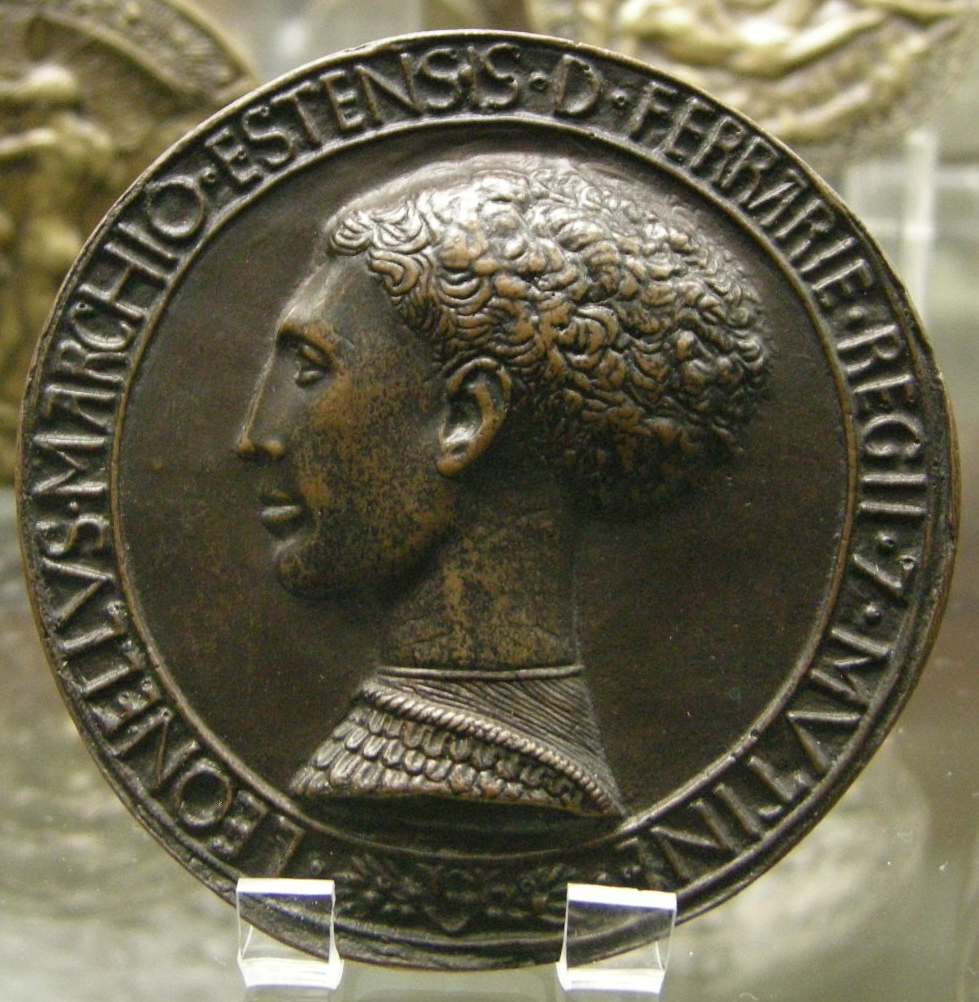
Lionello d'Este, 1441-1443
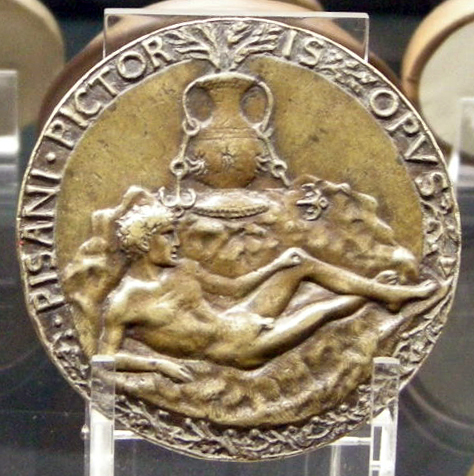
idem (verso)
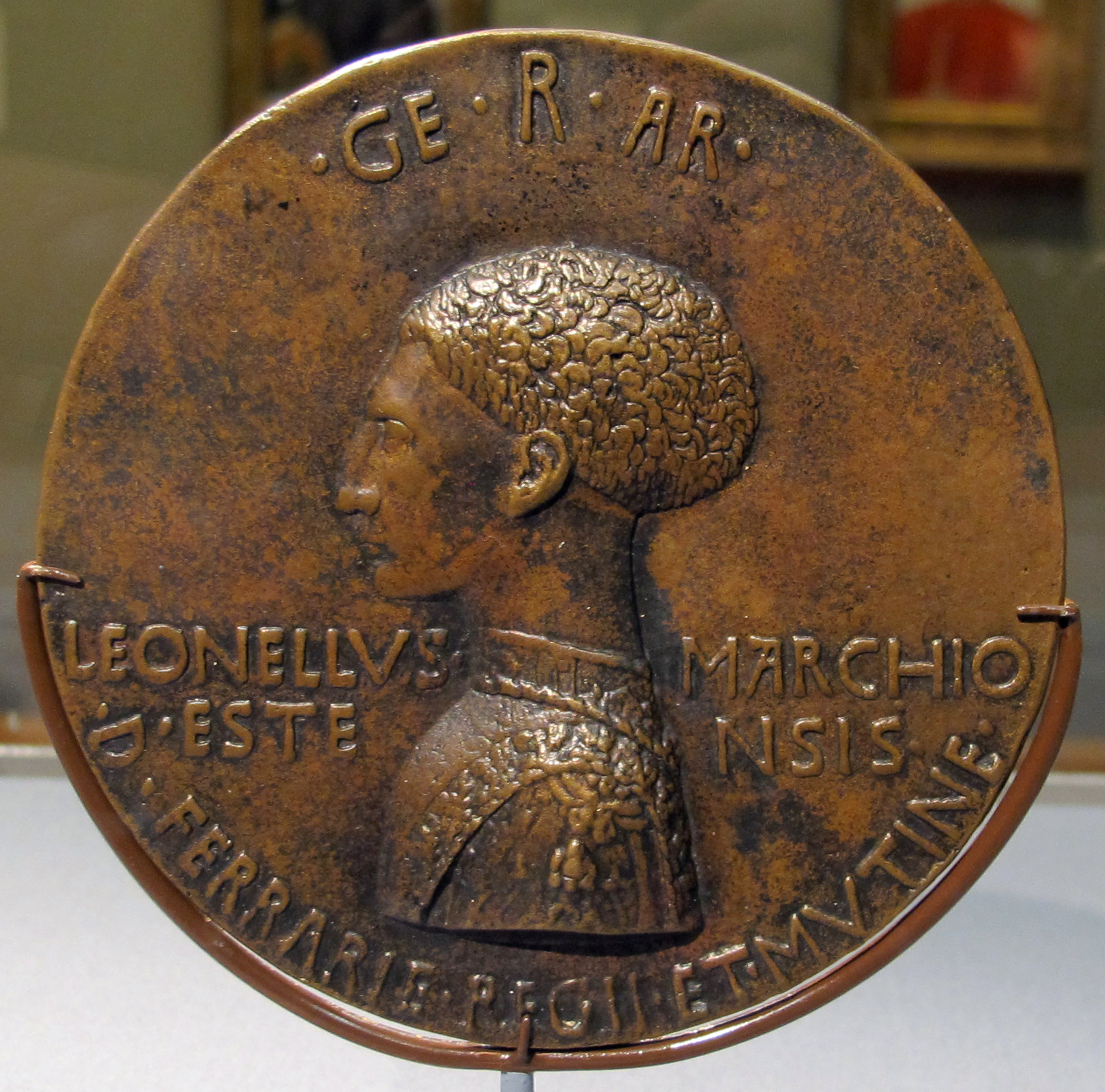
Lionello d'Este, 1441-1444
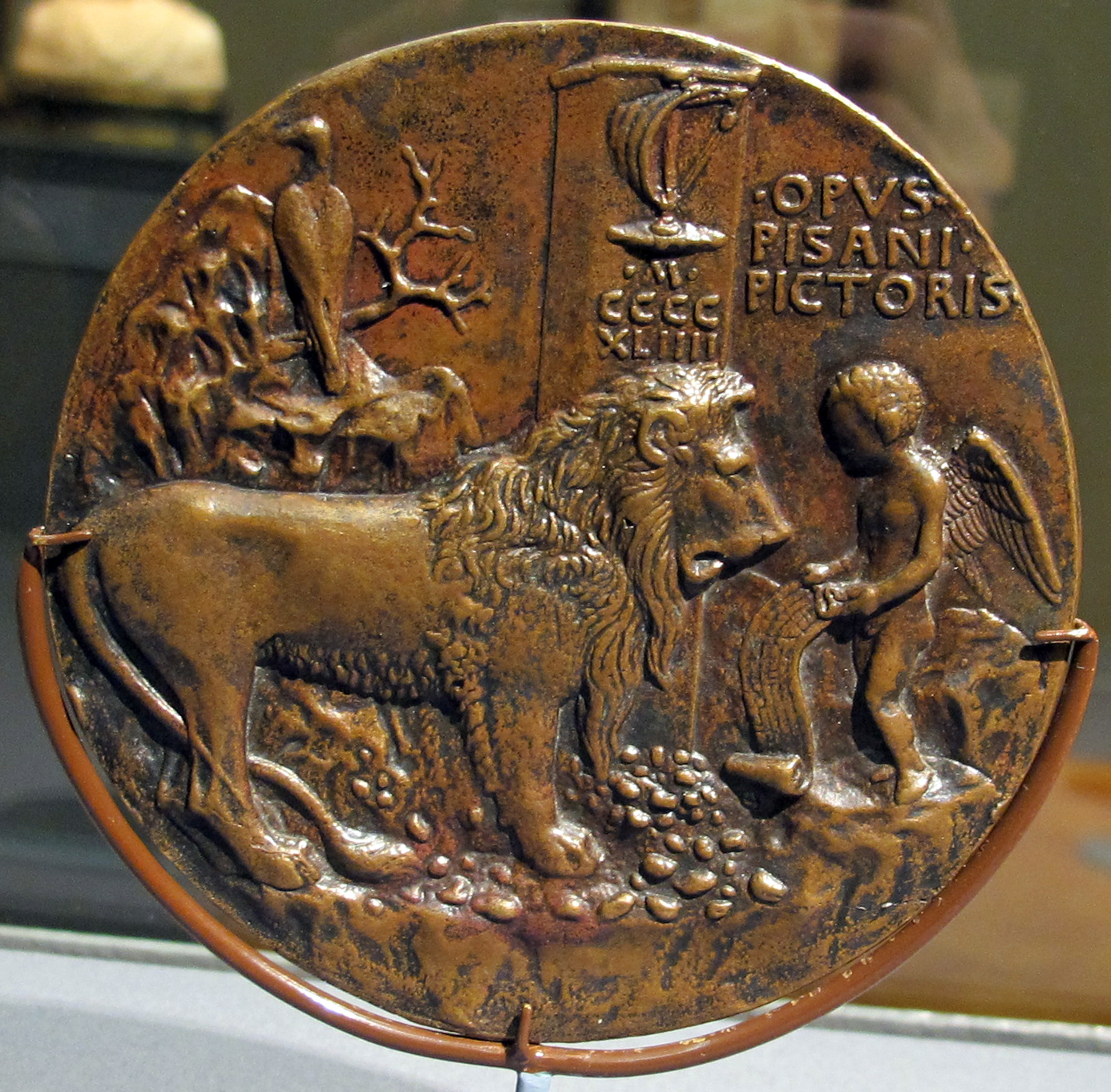
idem (verso)
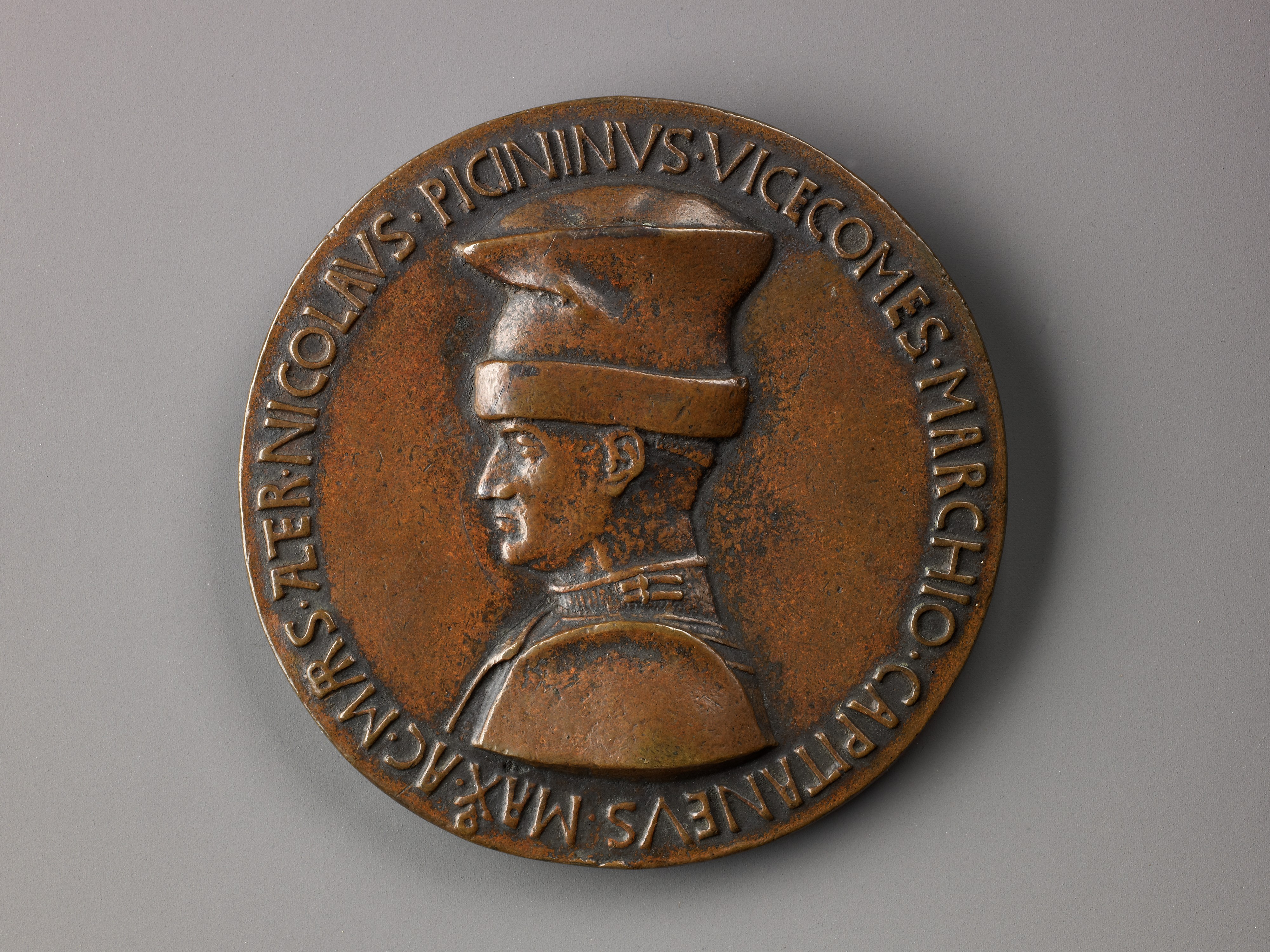
Niccolò Piccinino, ca. 1443
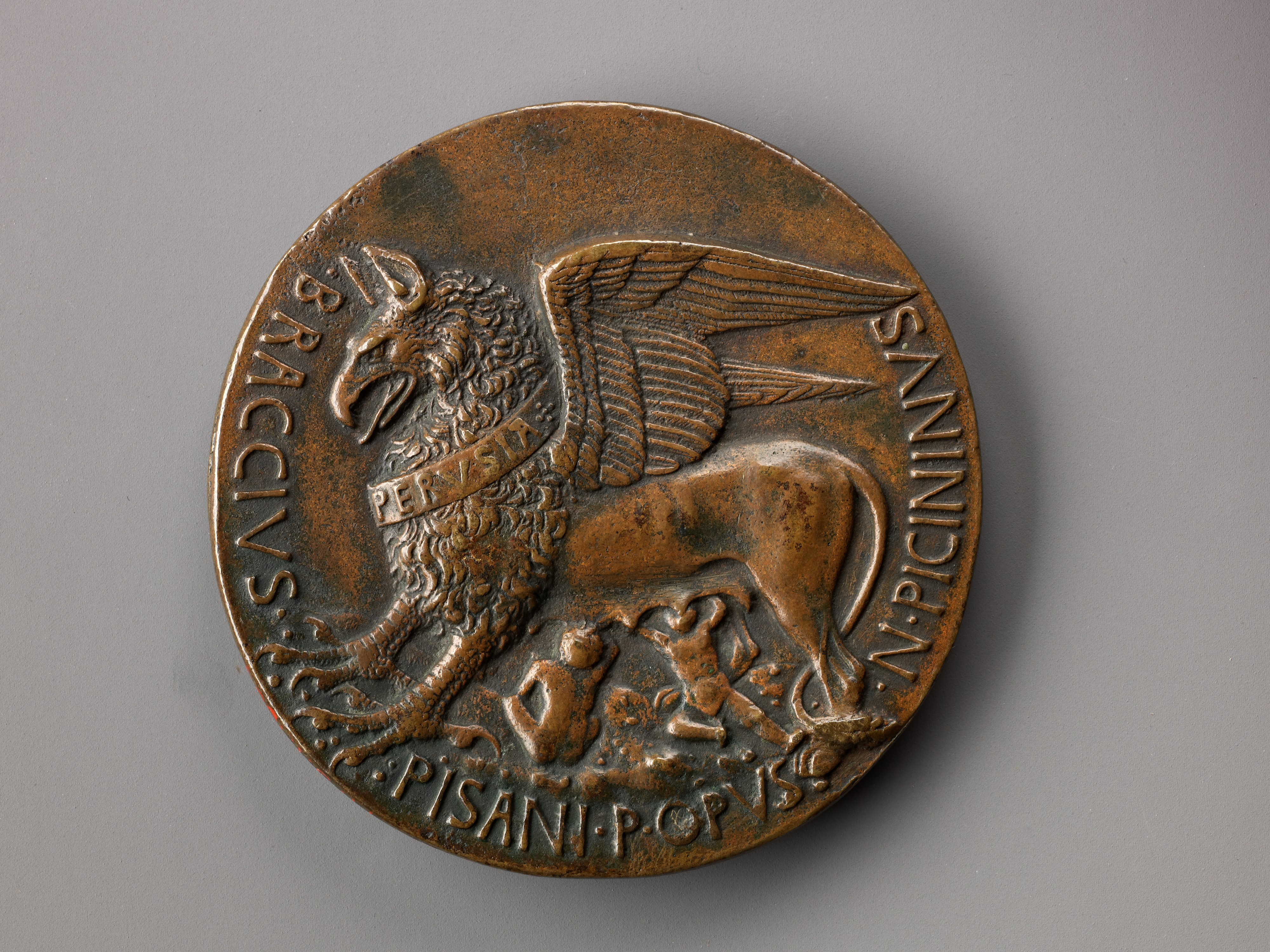
idem (verso)
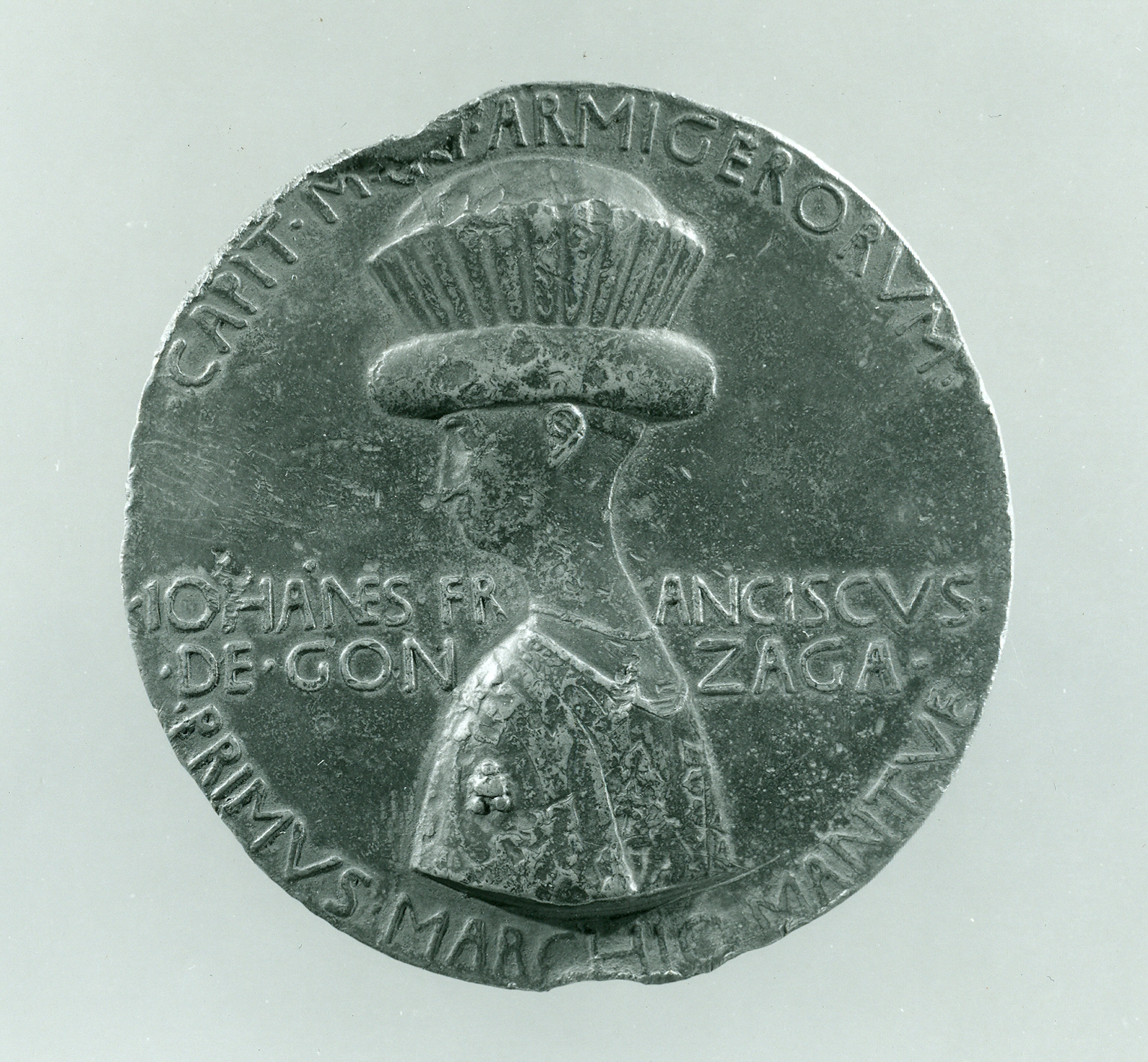
Gianfrancesco I Gonzaga, ca. 1444
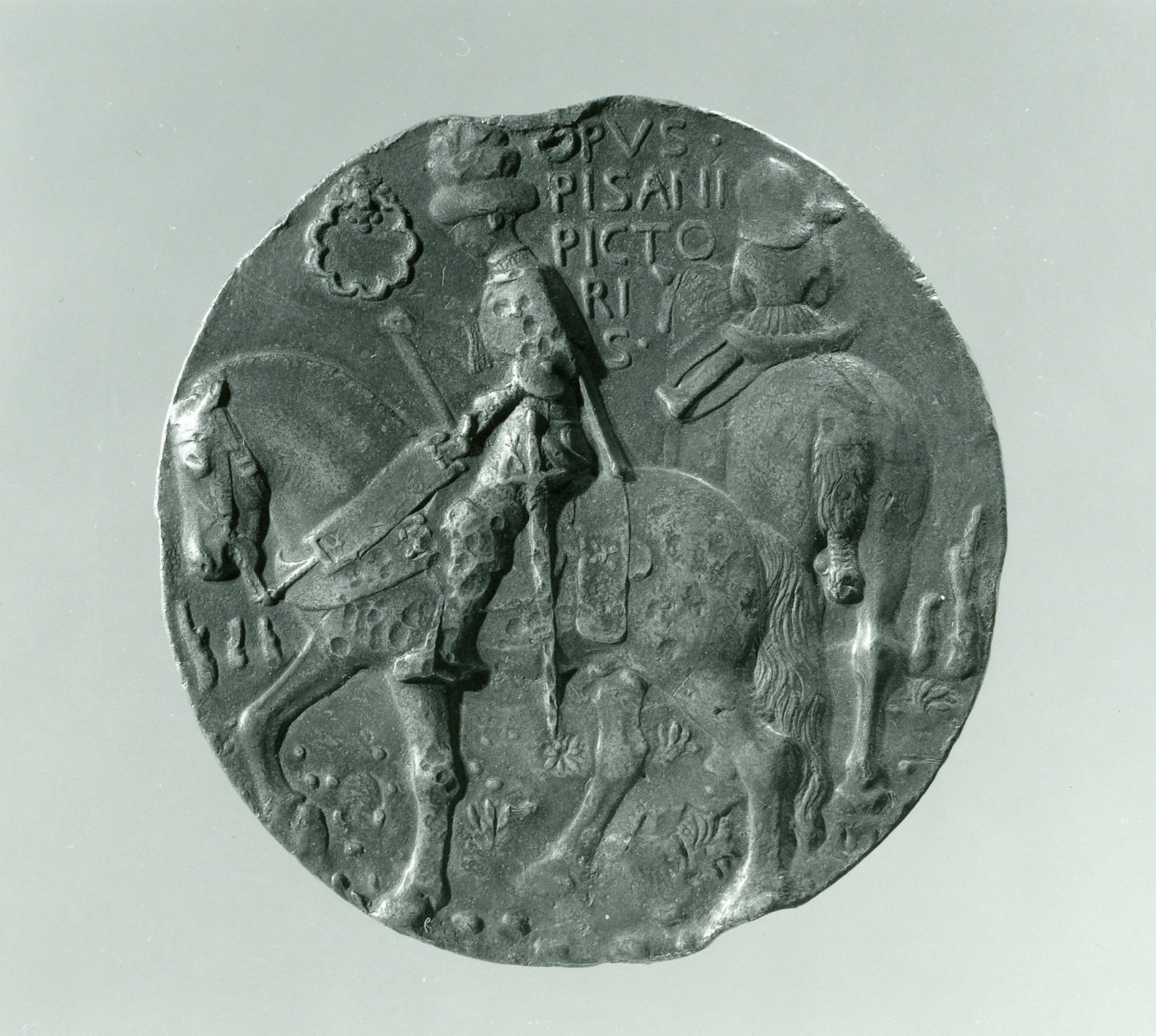
idem (verso)
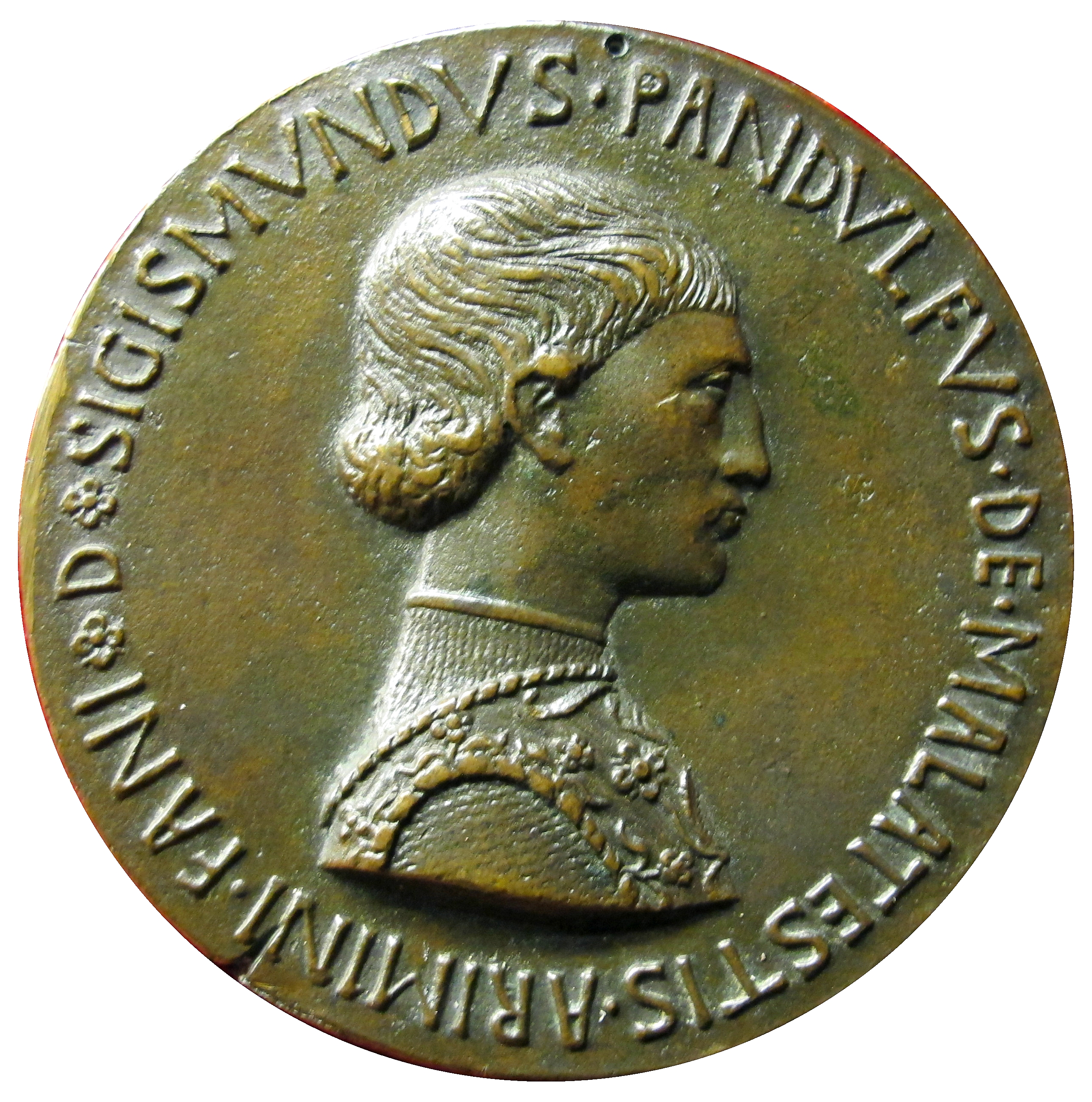
Sigismondo Pandolfo Malatesta, ca. 1443-1444
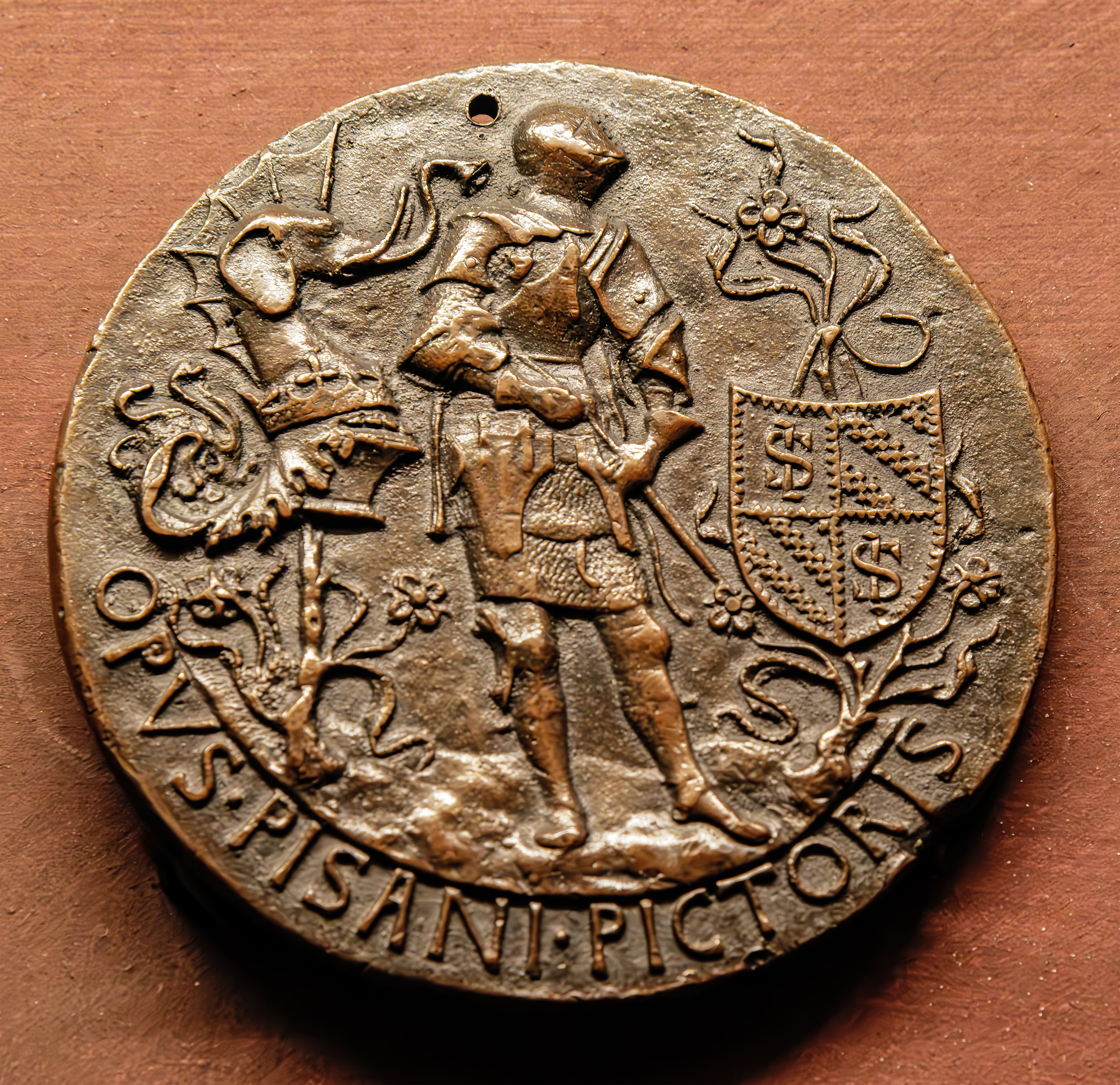
idem (verso)
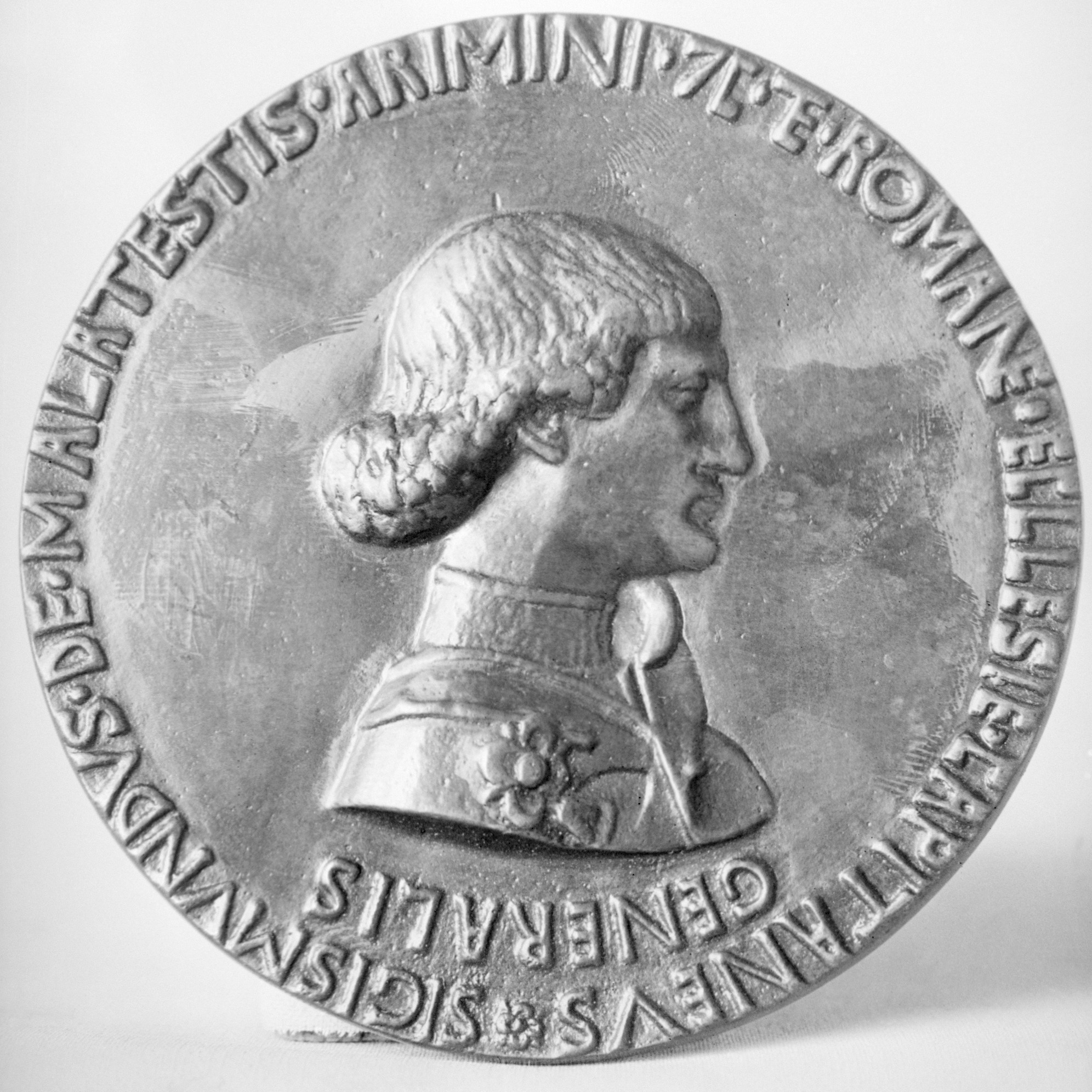
Sigismondo Pandolfo Malatesta, 1445
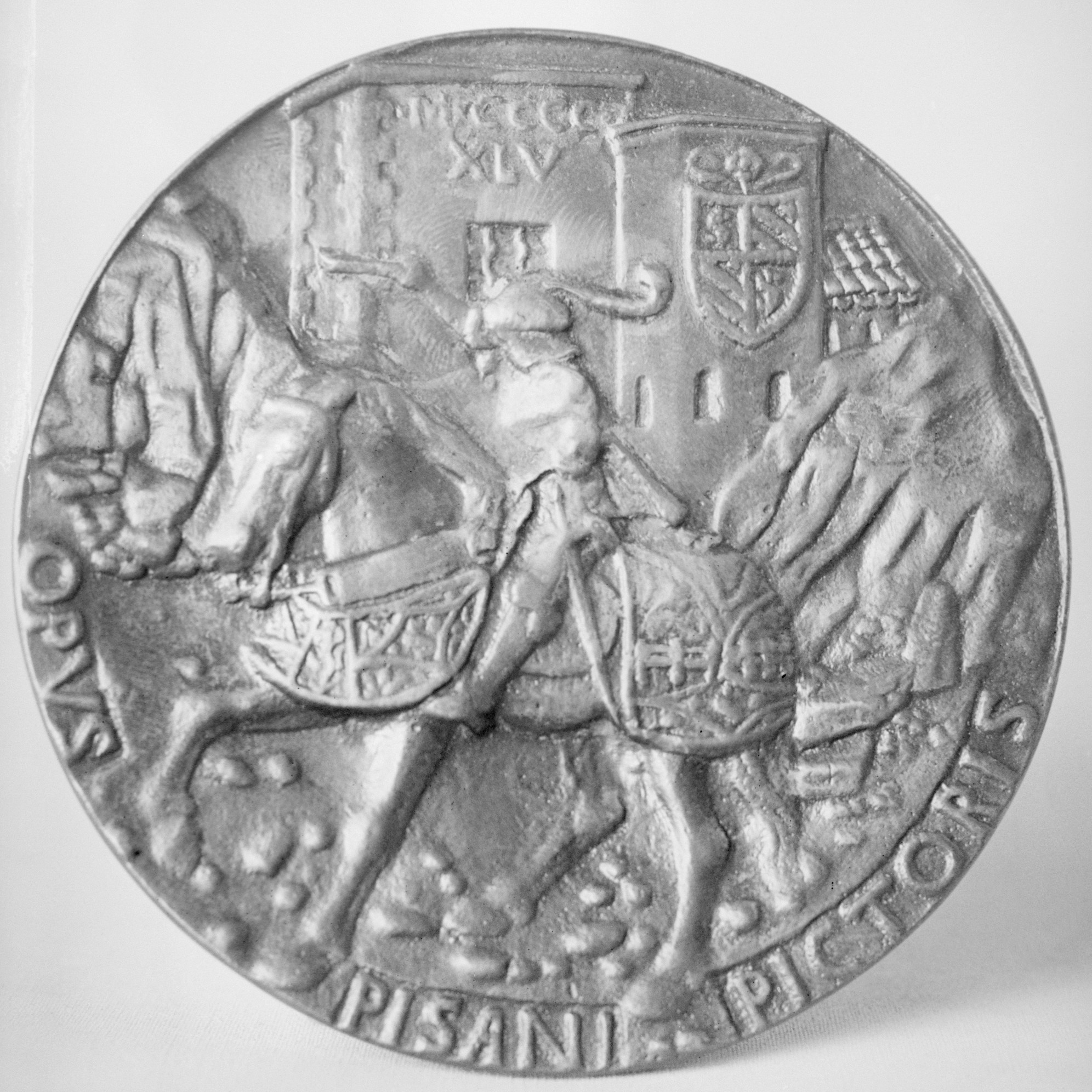
idem (verso)
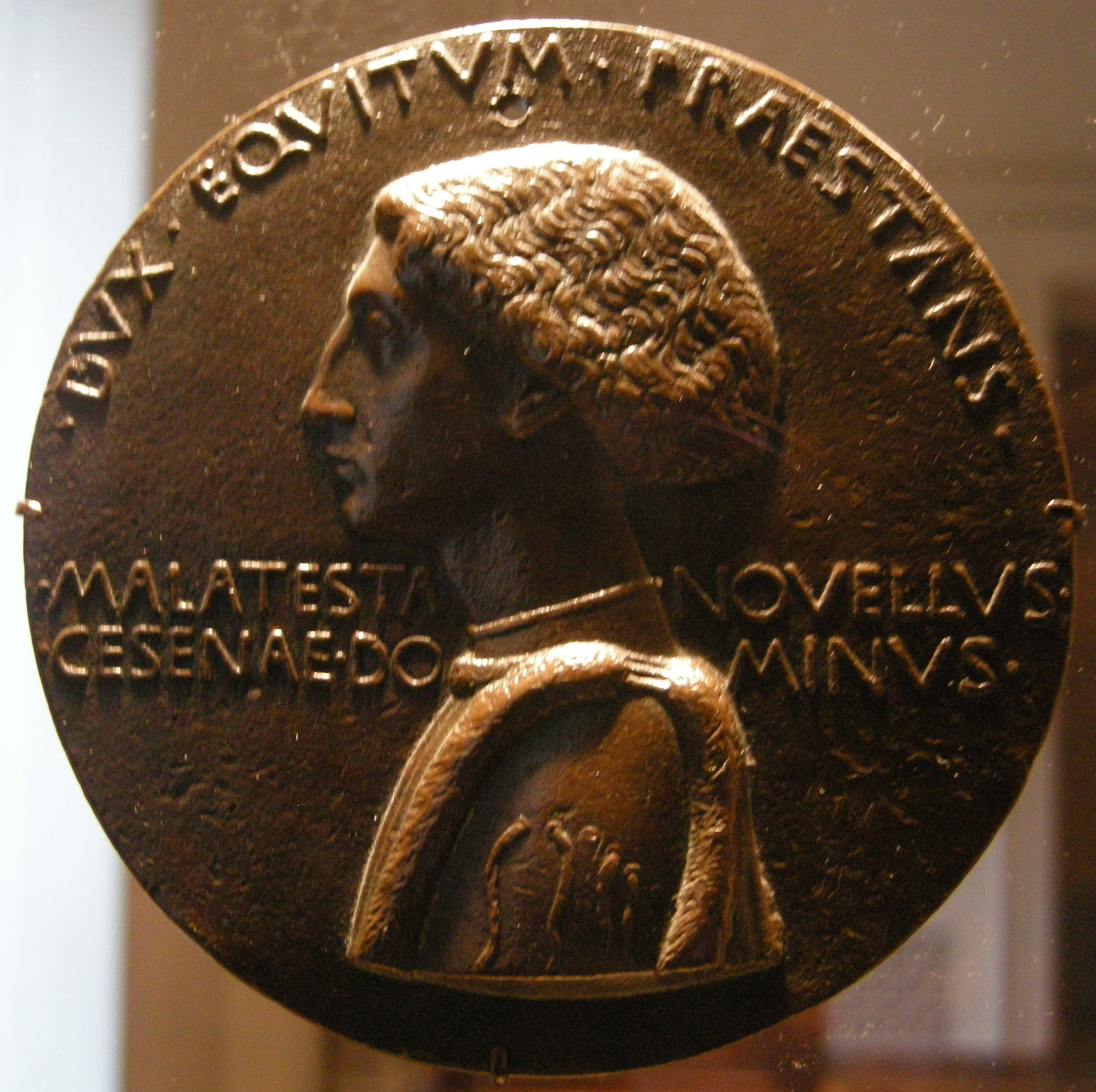
Domenico Novello Malatesta, ca. 1445
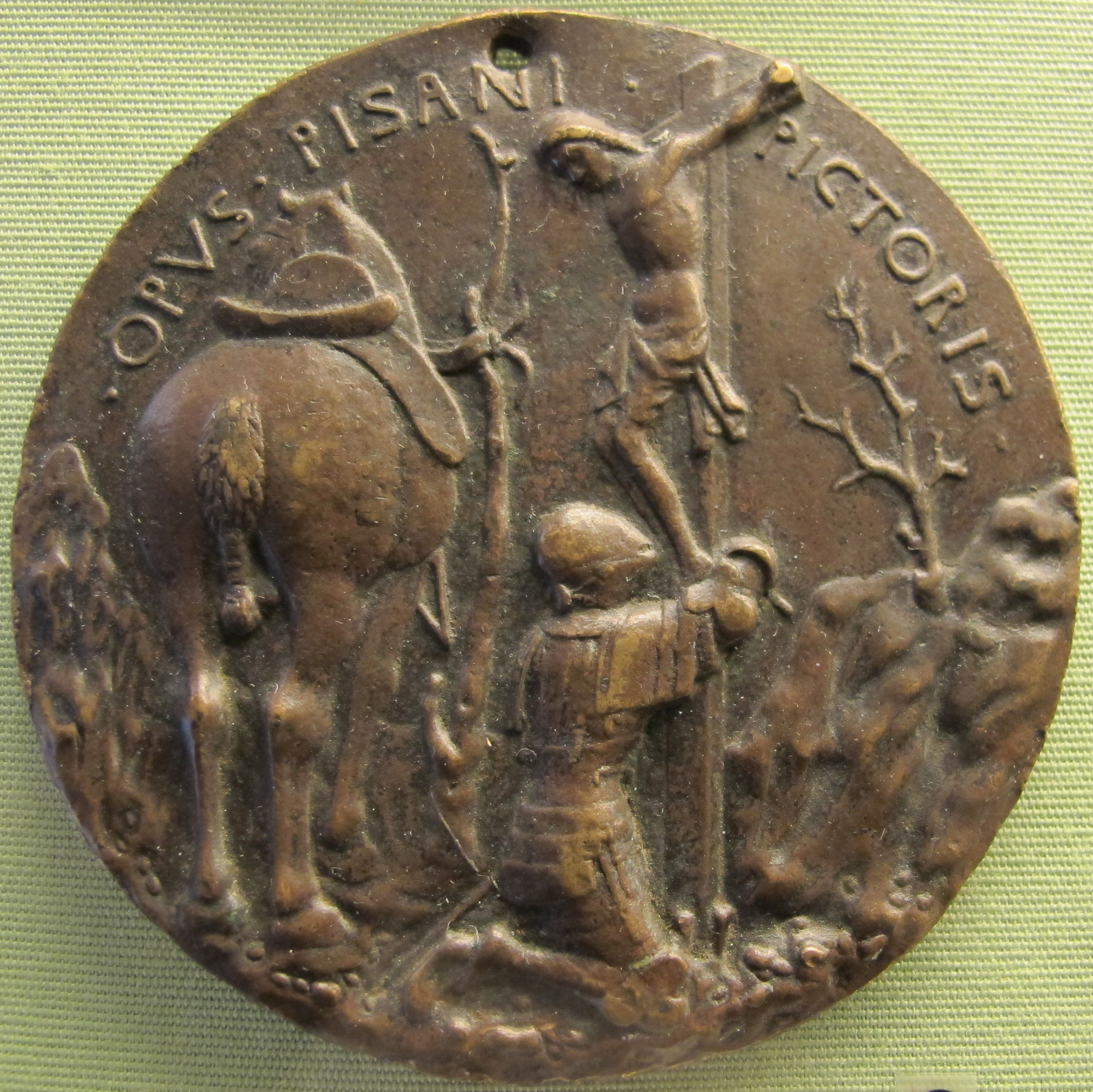
idem (verso)
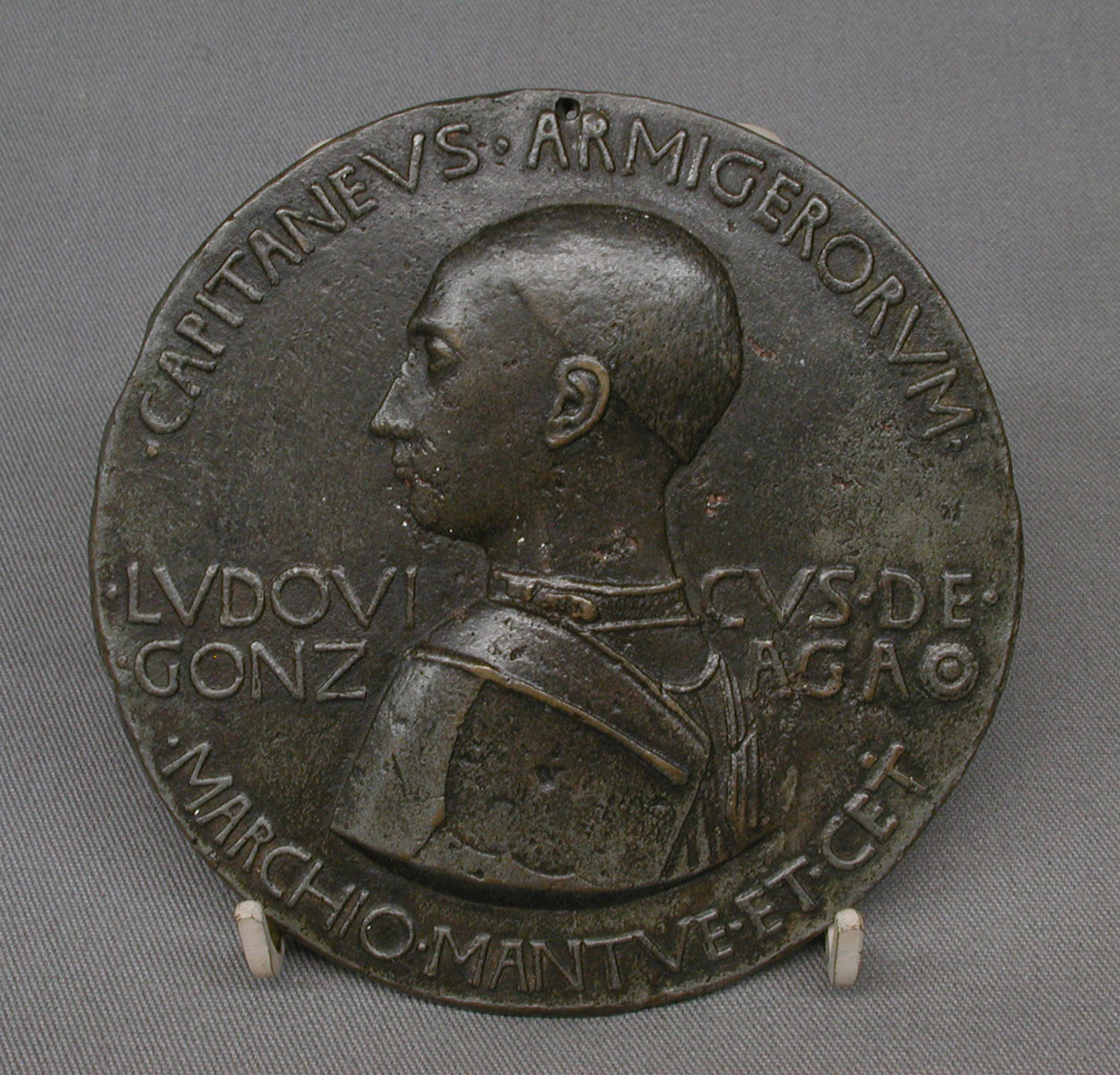
Ludovico III Gonzaga, 1447
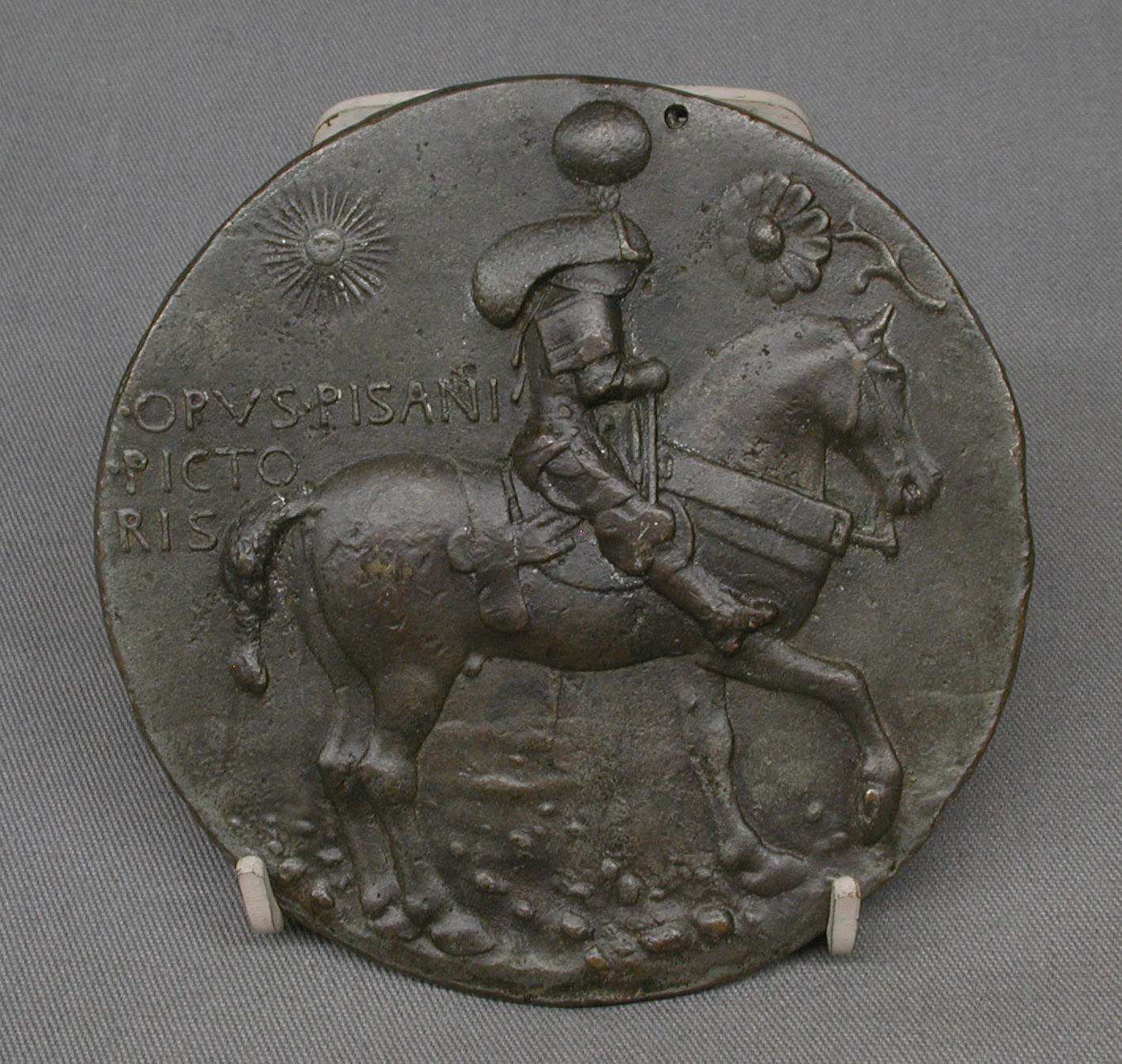
idem (verso)
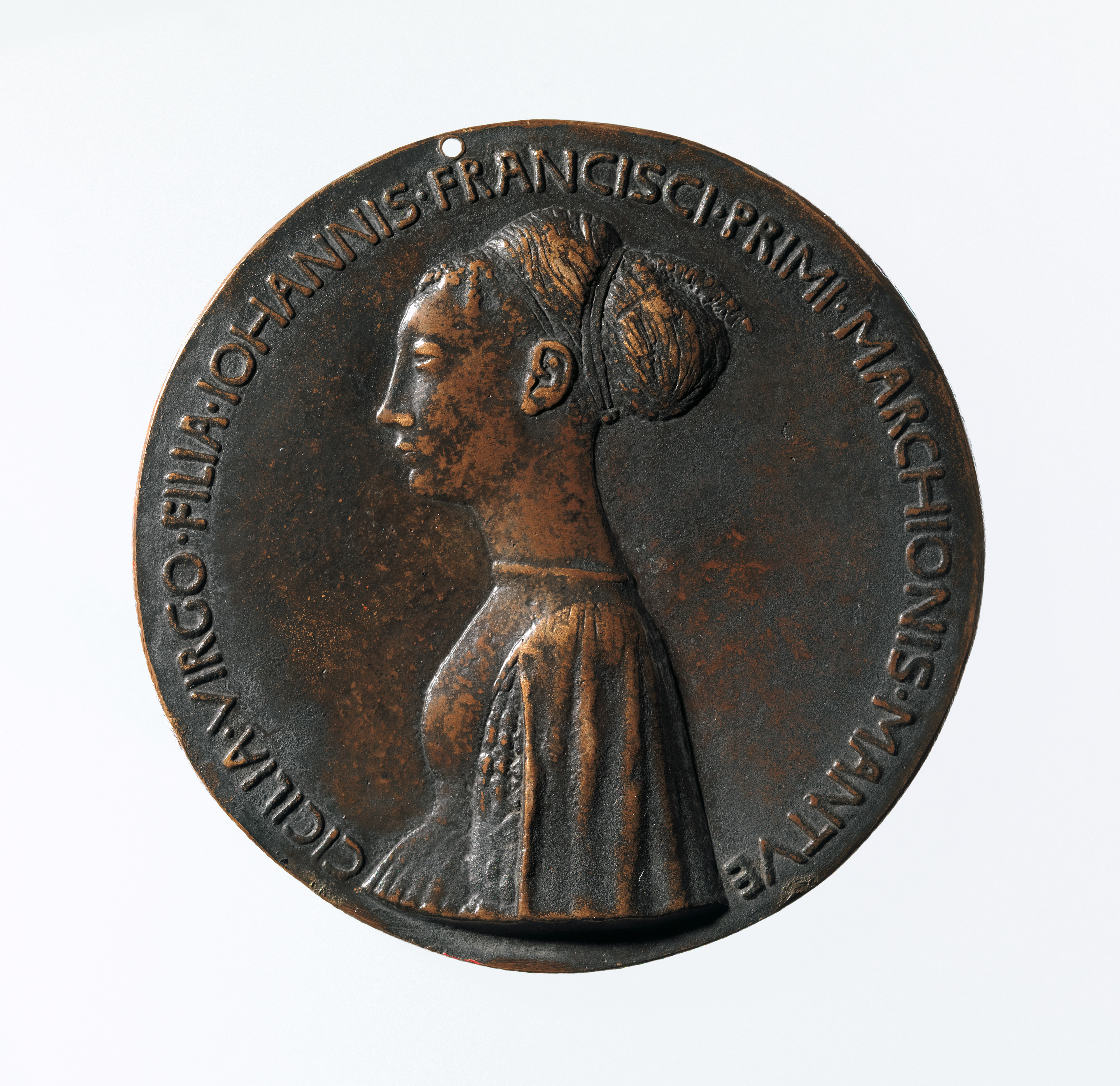
Cecilia Gonzaga, 1447
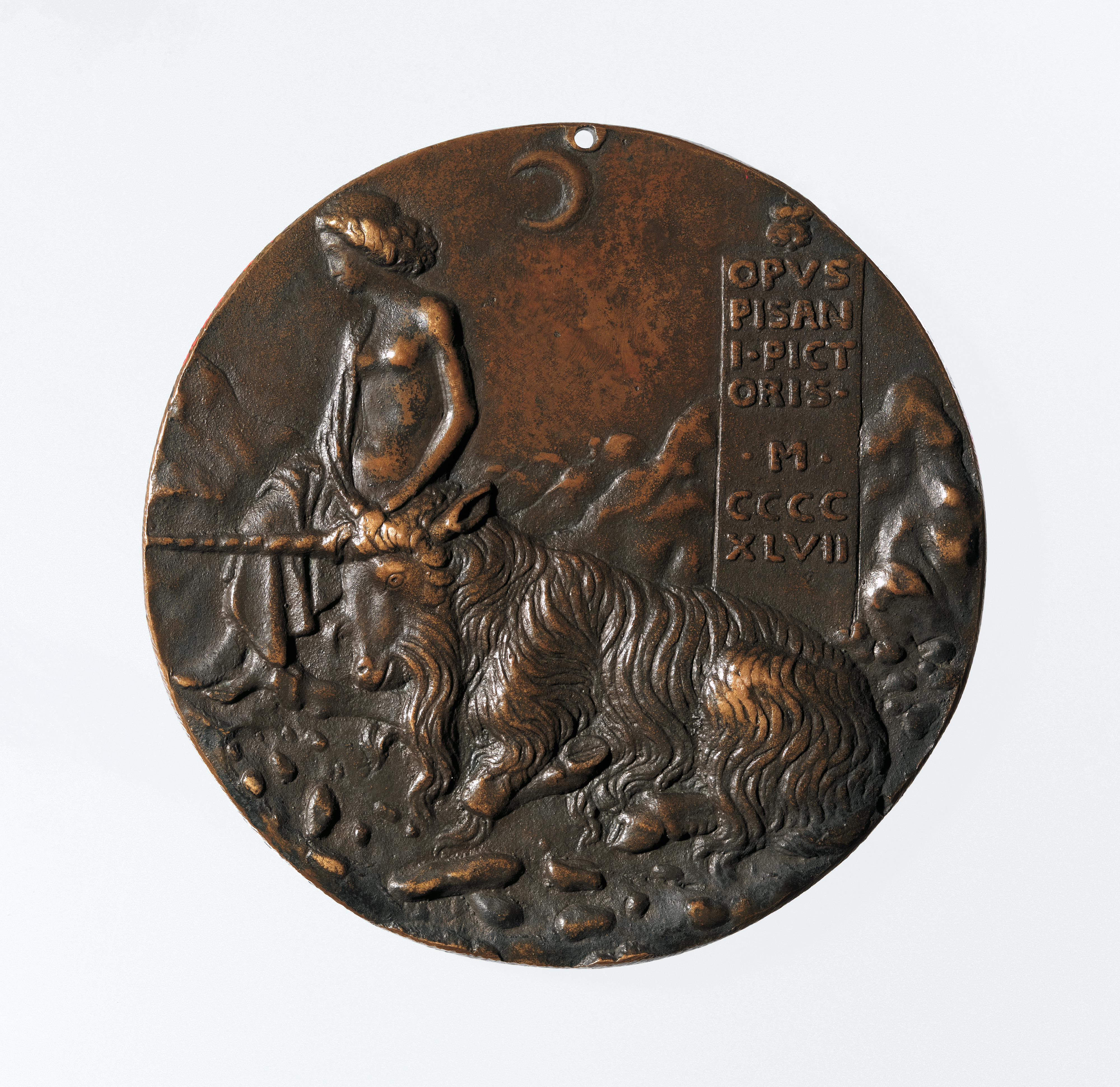
idem (verso)
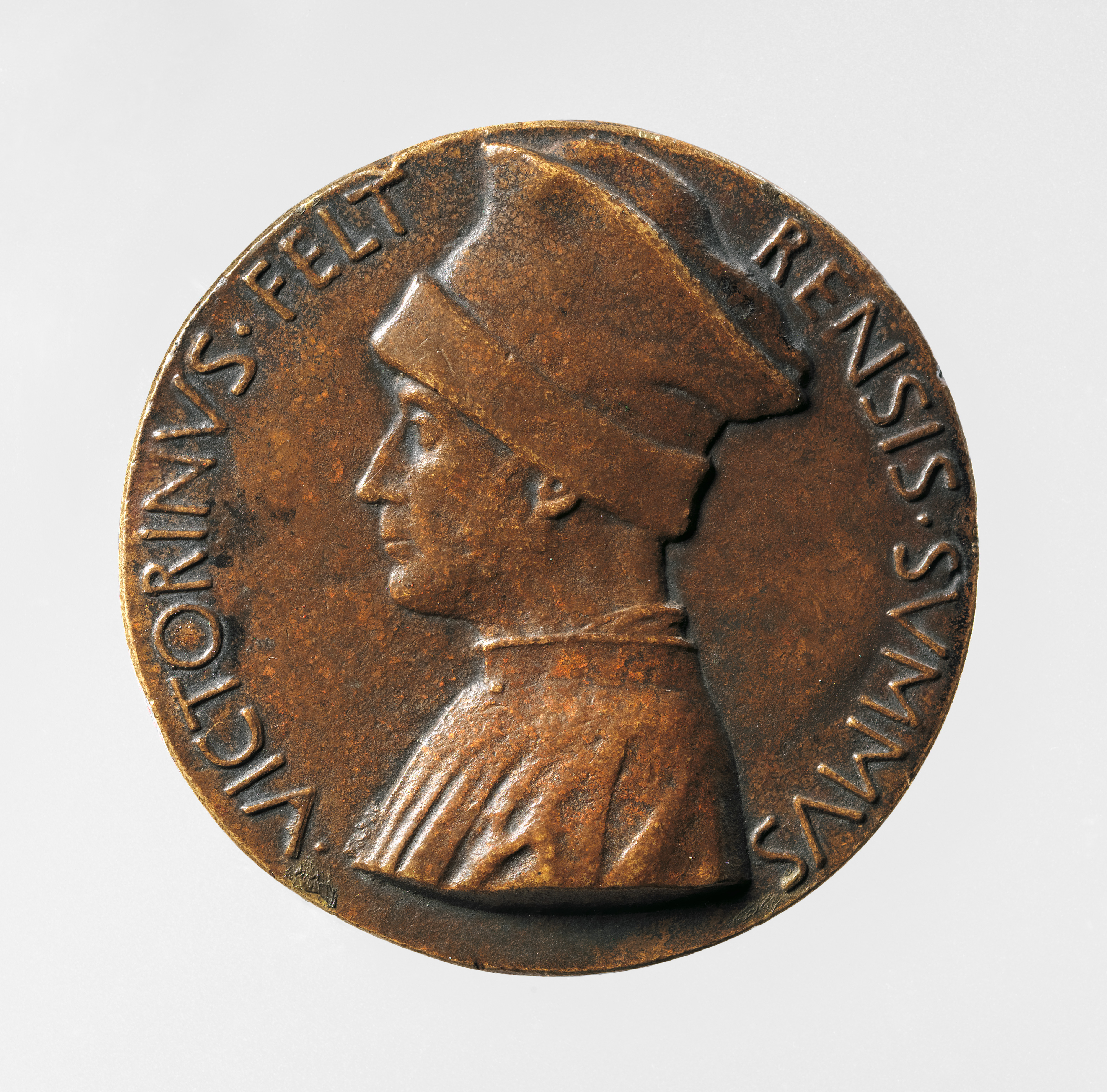
Vittorino Rambaldoni da Feltre, 1447
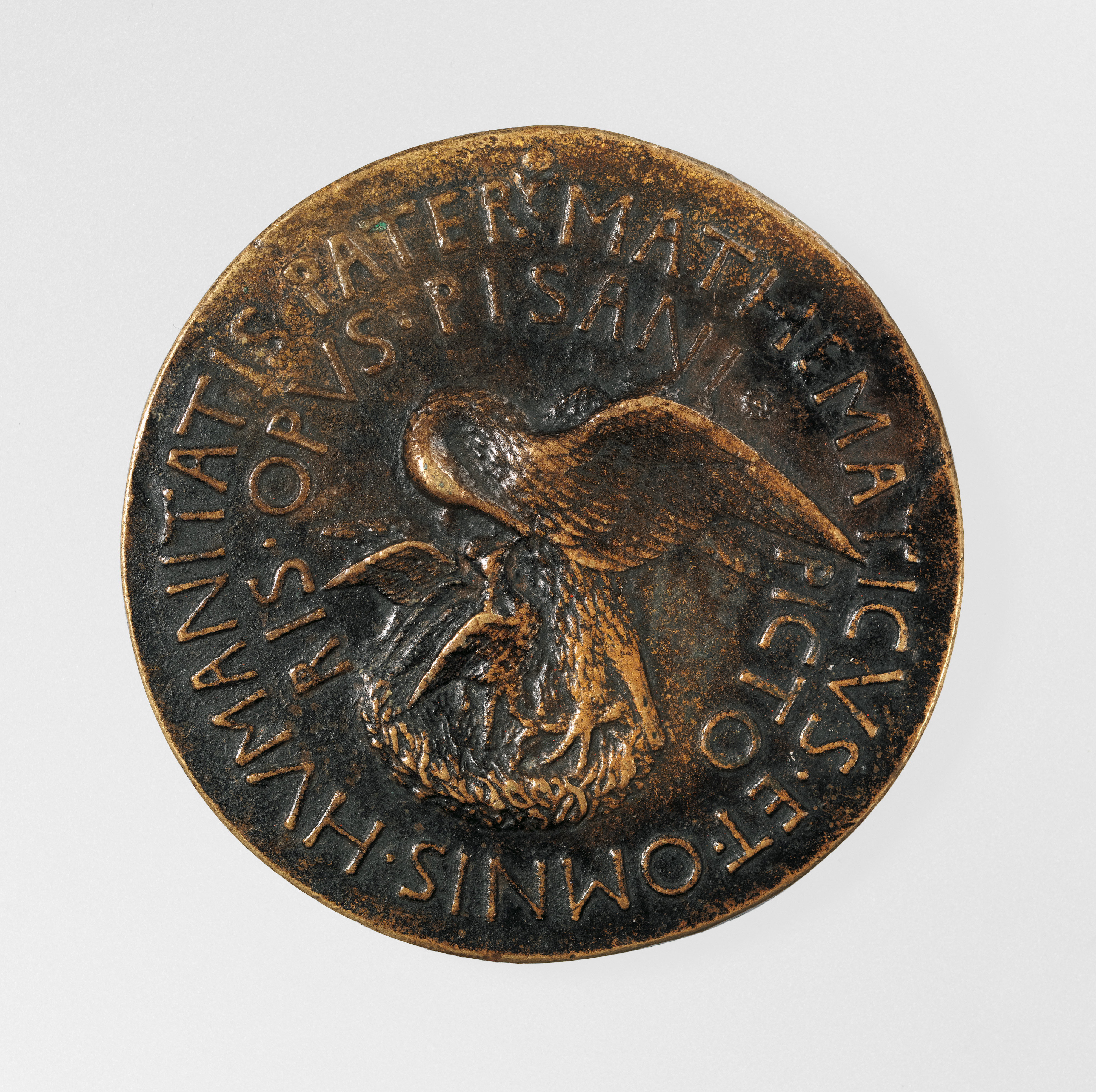
idem (verso)
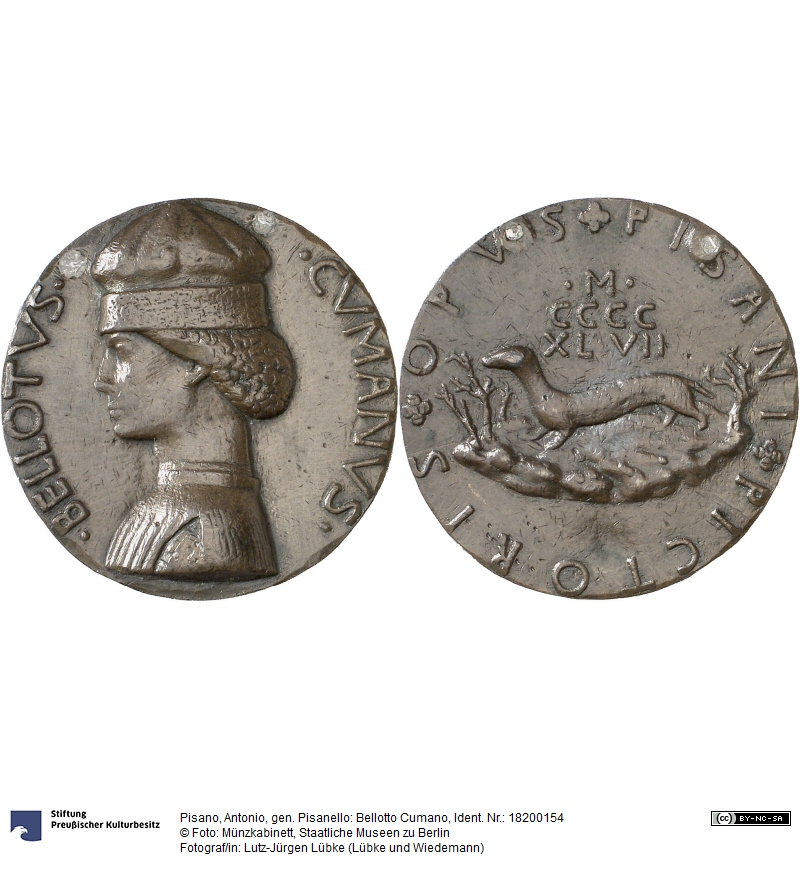
Belloto Cumano, 1447
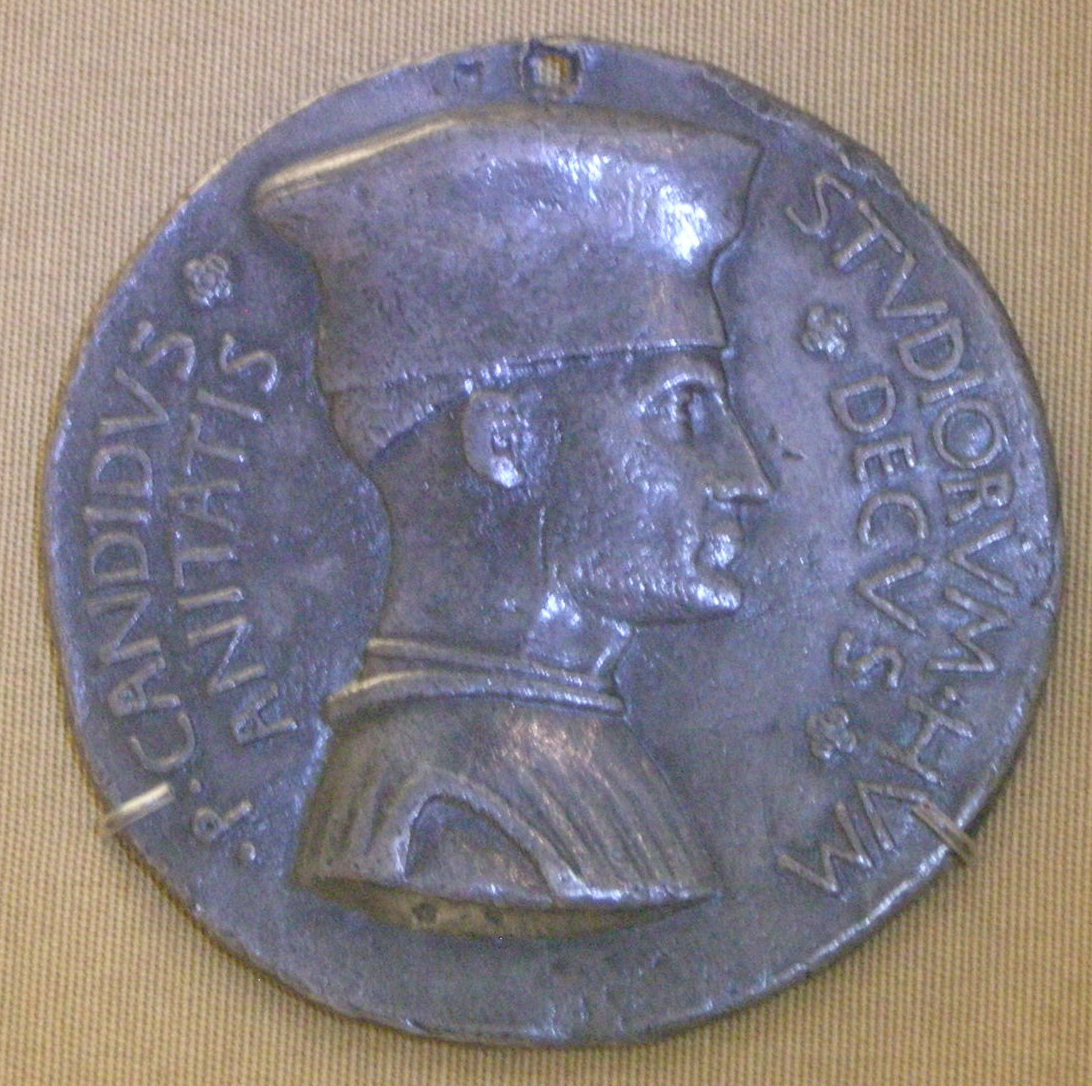
Pier Candido Decembrio, 1448
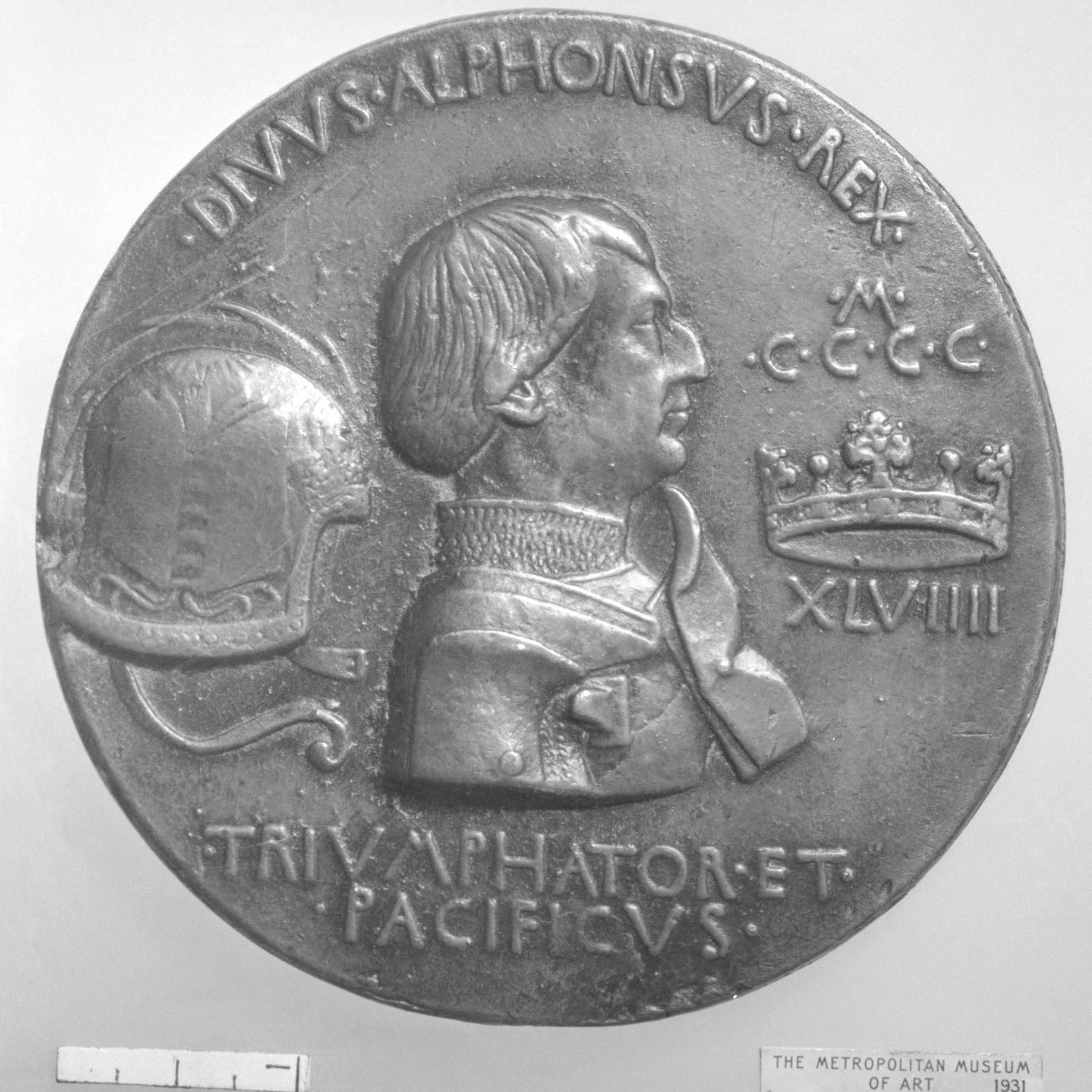
Alfonso V van Aragón, 1449
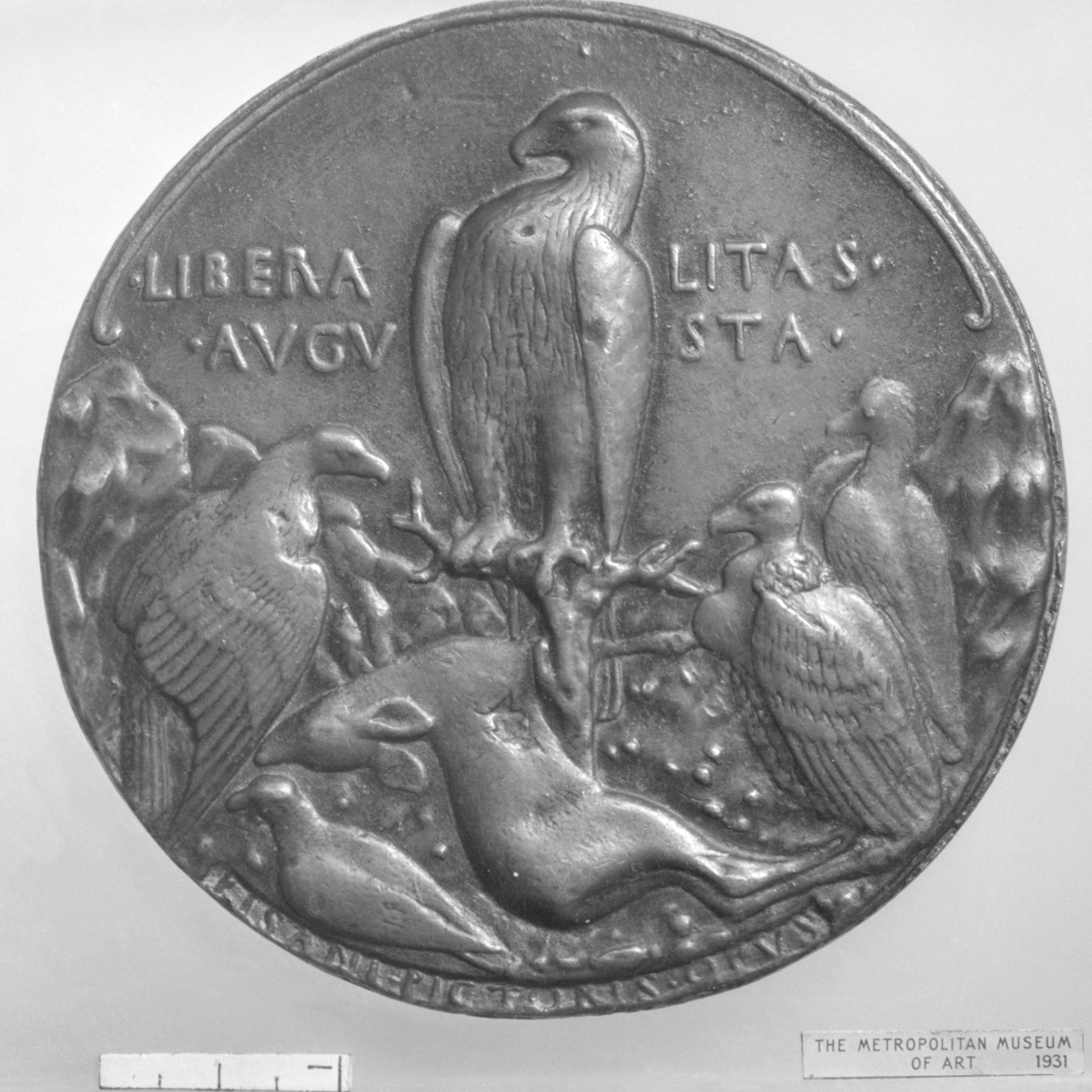
idem (verso)
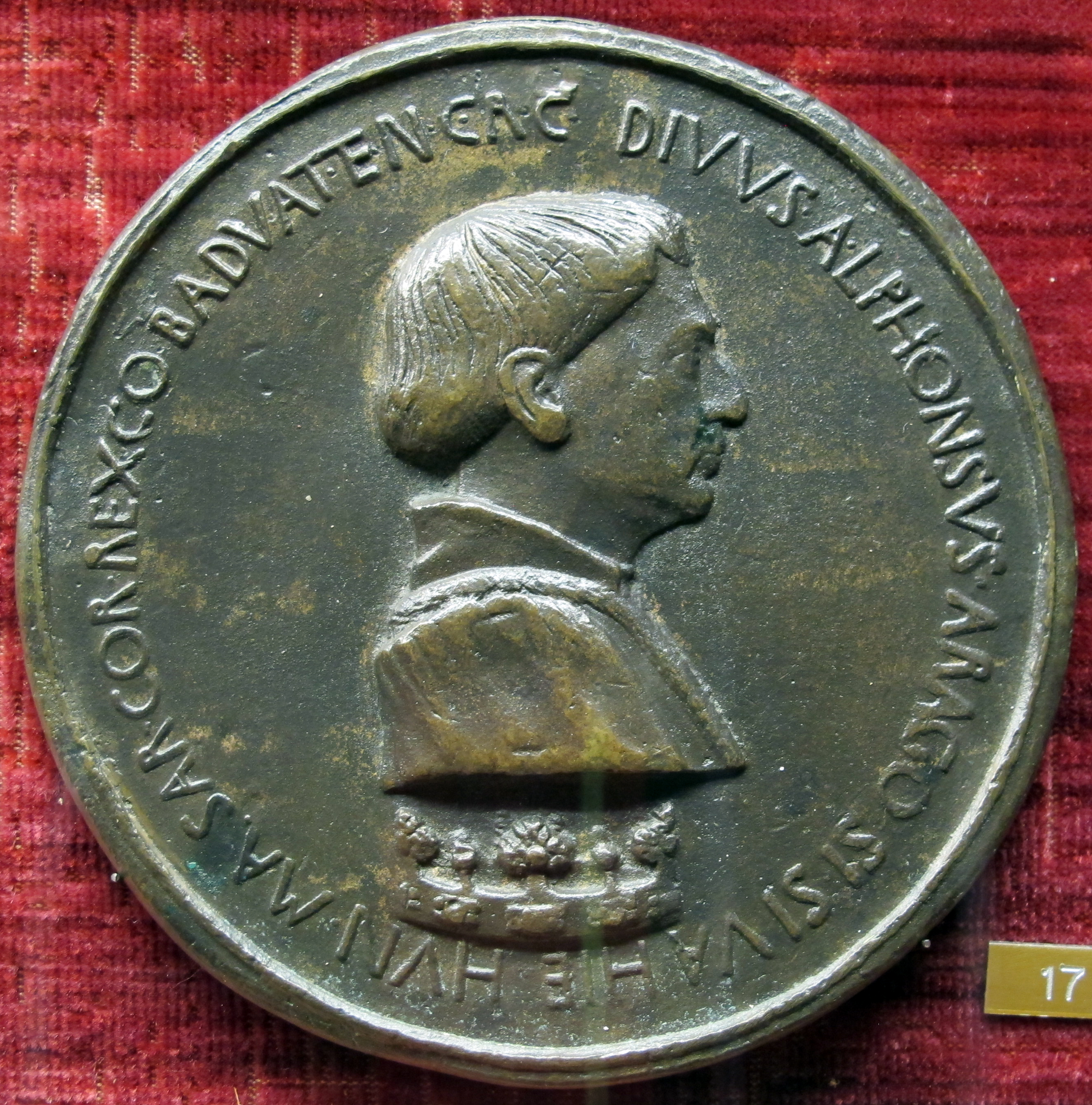
Alfonso V van Aragón, 1449
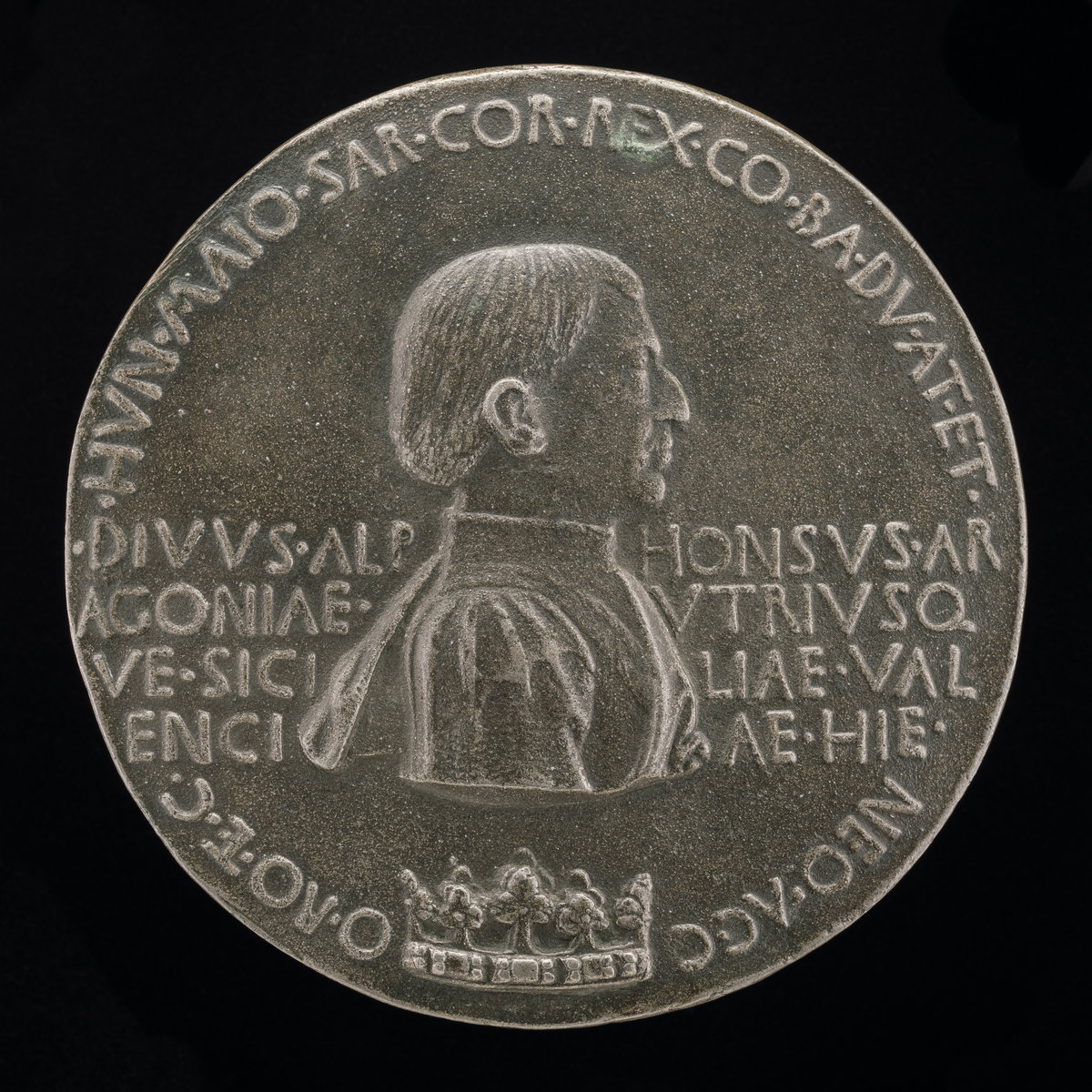
Alfonso V van Aragón, ca. 1449-1450
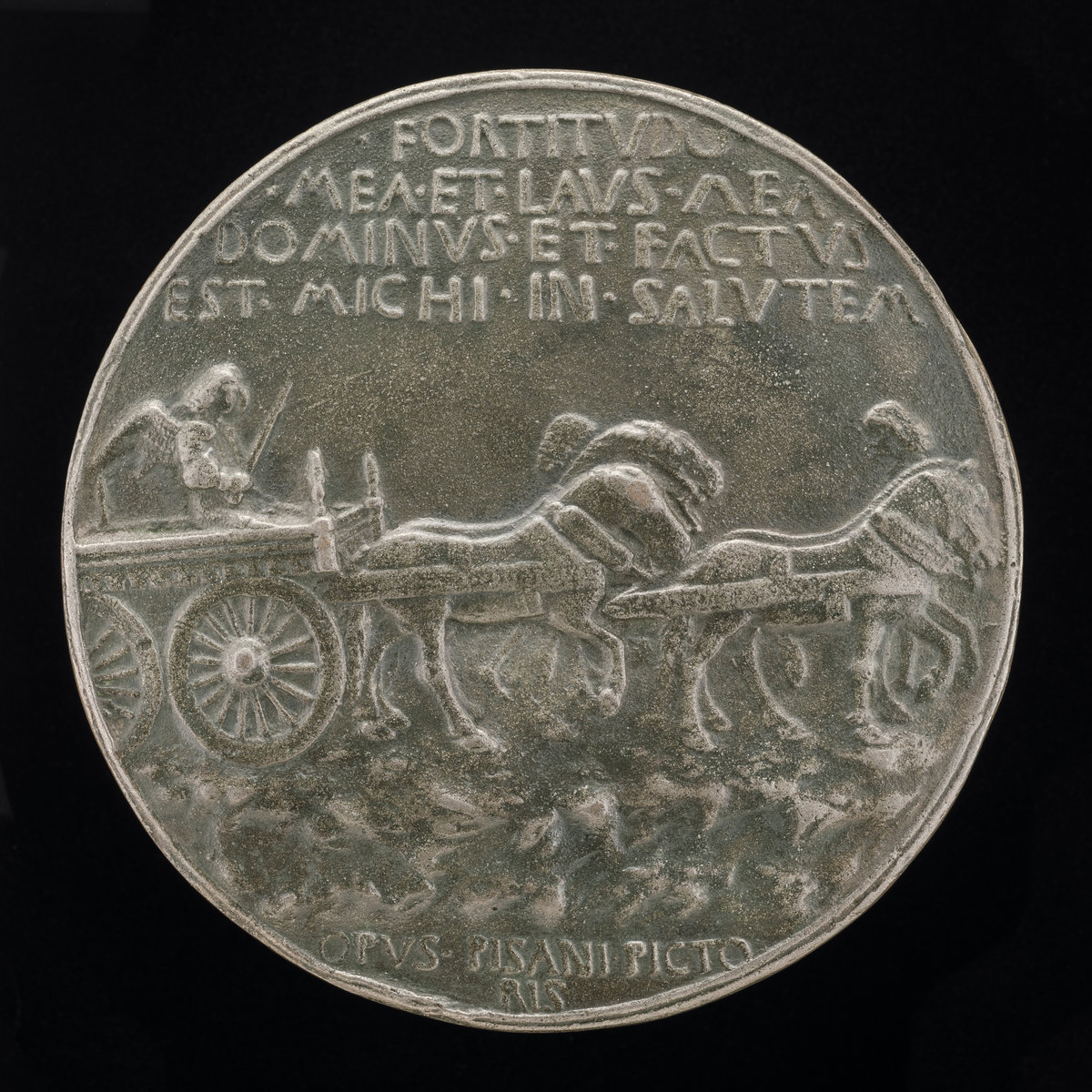
idem (verso)
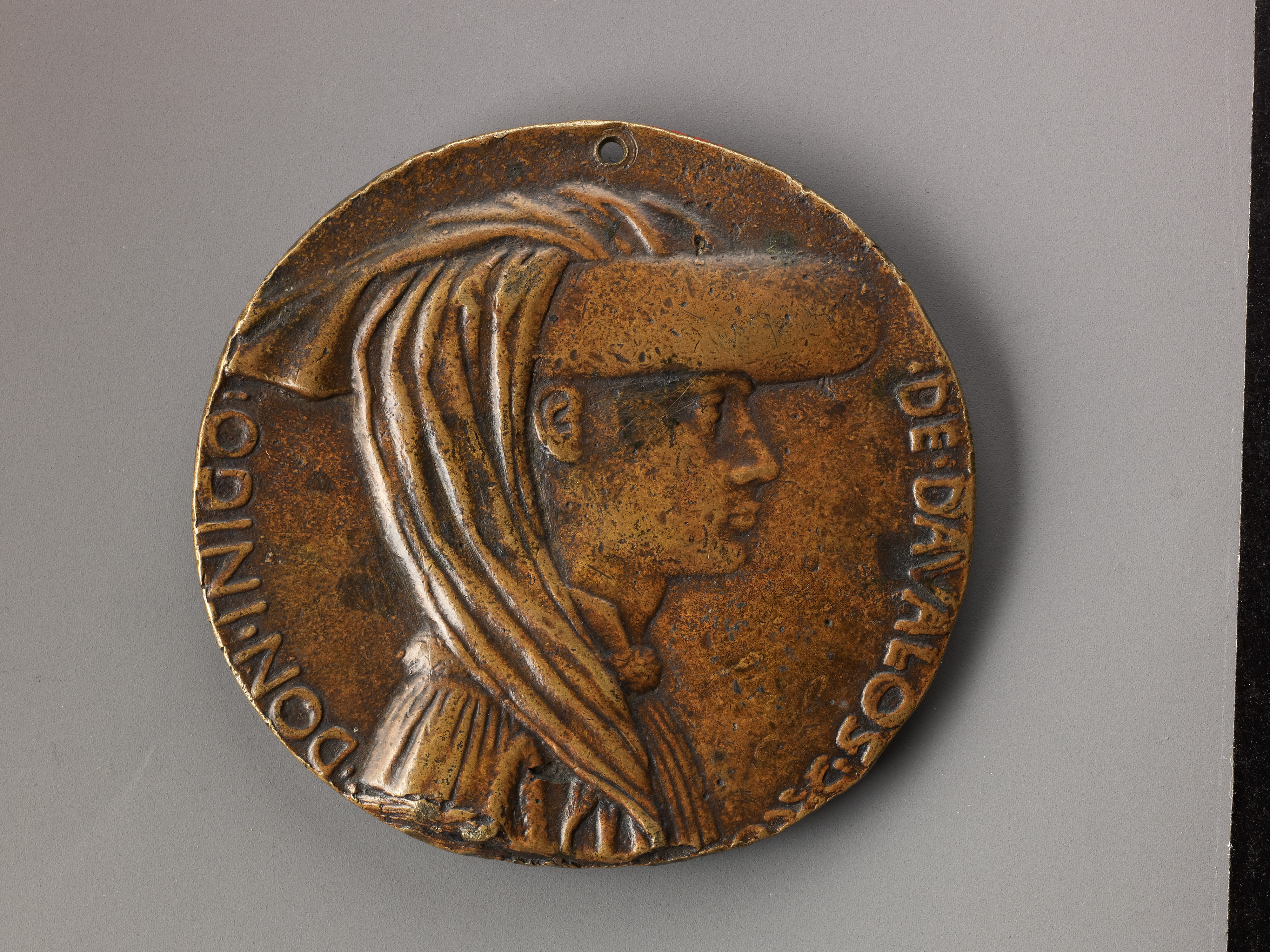
Don Iñigo d'Avalos, 1449
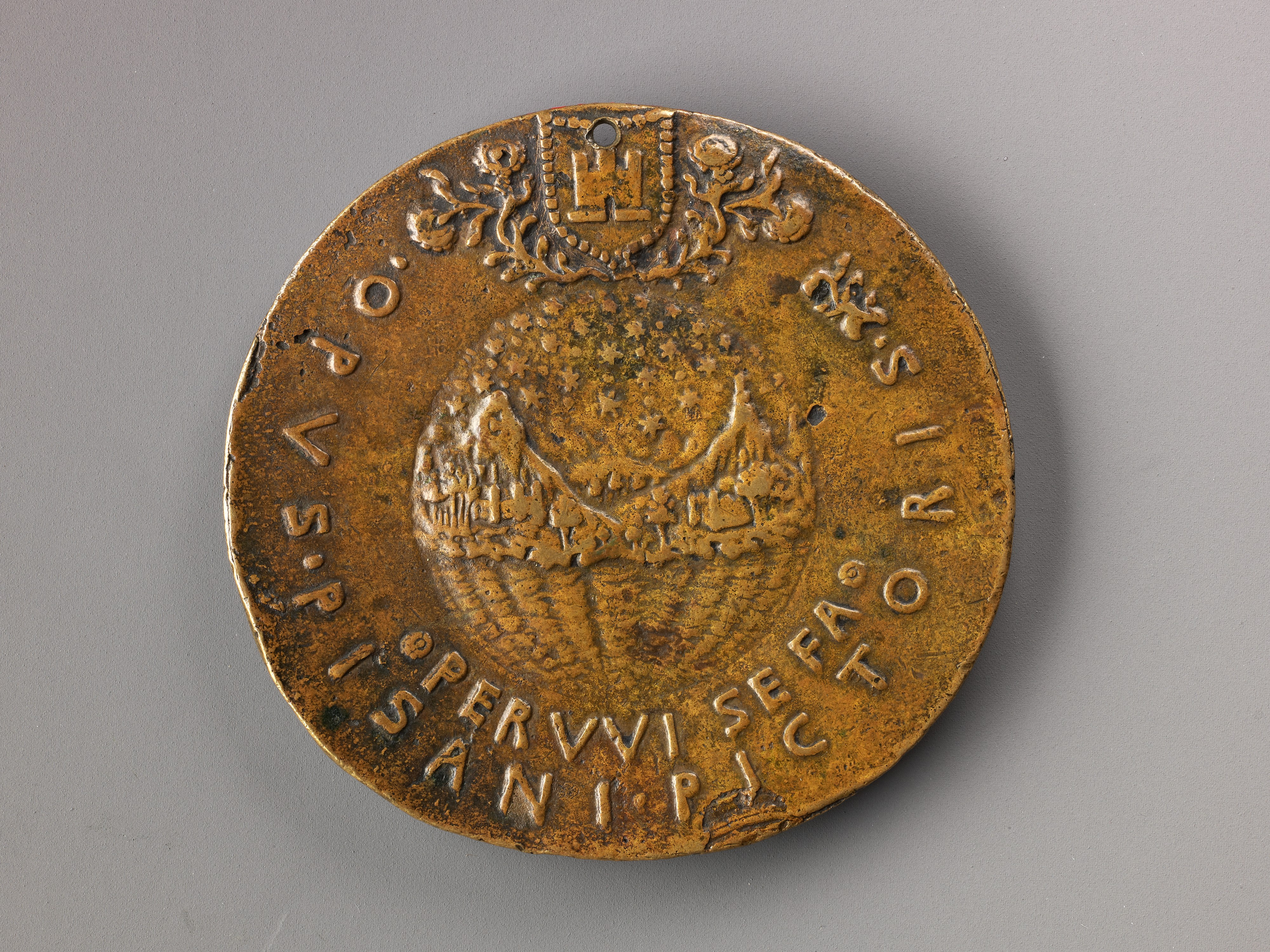
idem (verso)

## Tekeningen
Er is een groot aantal tekeningen uit het atelier van Pisanello bewaard gebleven. De meeste daarvan bevinden zich in de Codex Vallardi in het Louvre in Parijs. Daarnaast hebben diverse musea losse tekeningen van Pisanello in hun bezit. Er is onder kunsthistorici nog veel discussie over de toeschrijvingen, dateringen en de relatie met de schilderijen en medailles. Het volgende overzicht is niet volledig.

### Verspreide tekeningen

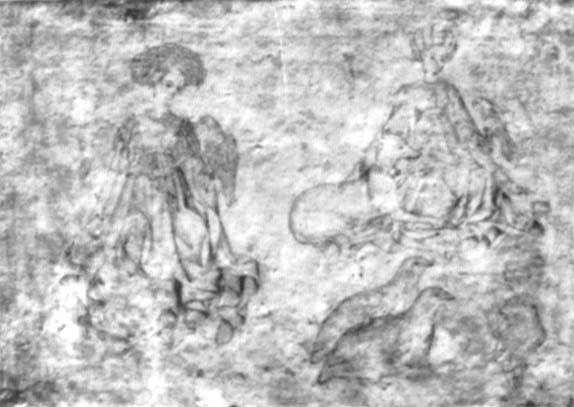
Twee vrouwen met valken en een windhond, twee kwartels en ruiter, ca. 1420, pen en zilverstift op perkament, 18,4 × 25,7, Albertina (Wenen), inv. 16
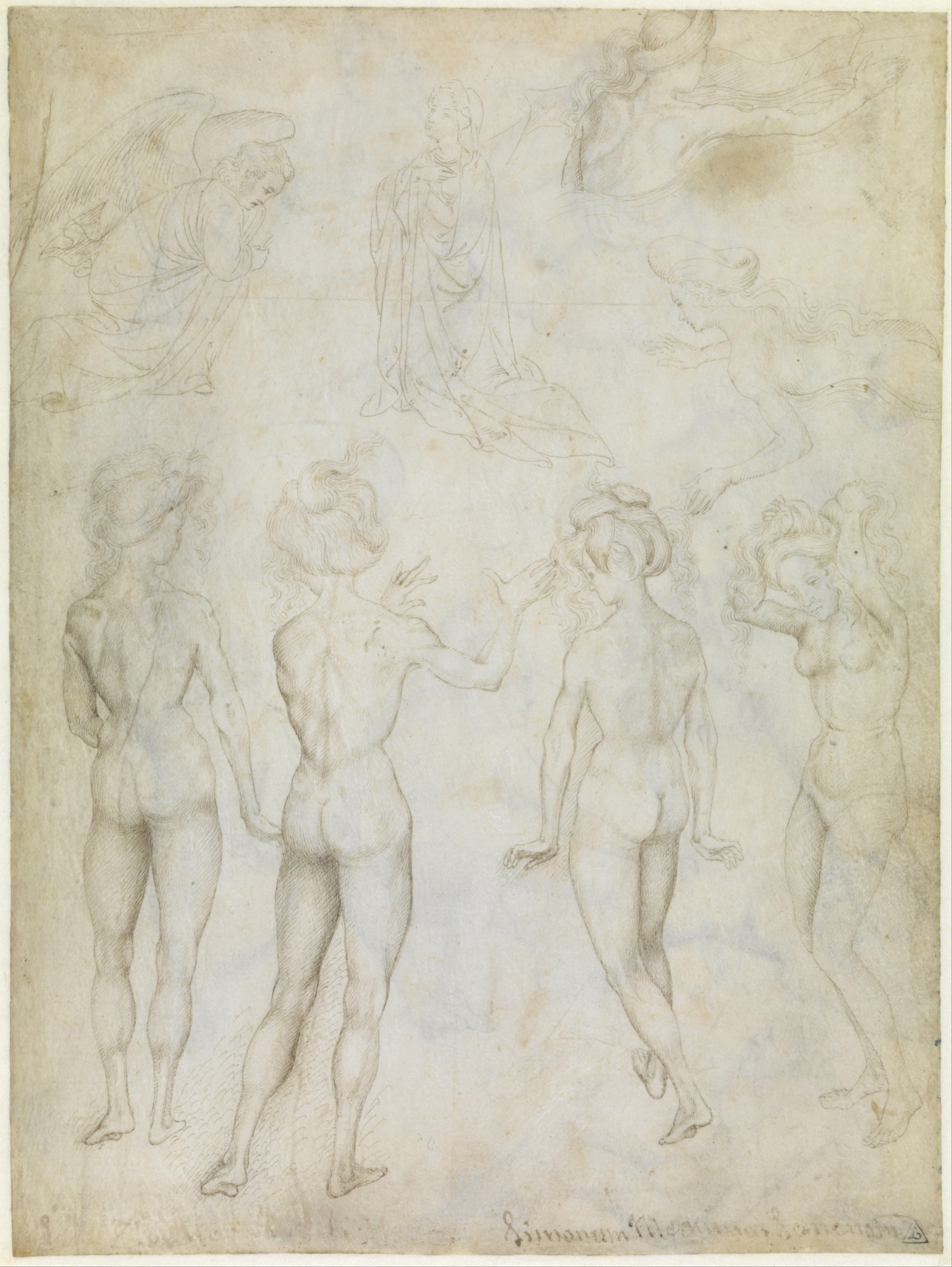
Vrouwelijk naakt (4x), annunciatie, zwemmende vrouw (2x), ca. 1425, tekening op perkament, 22,3 × 16,7 cm, Museum Boijmans Van Beuningen (Rotterdam)
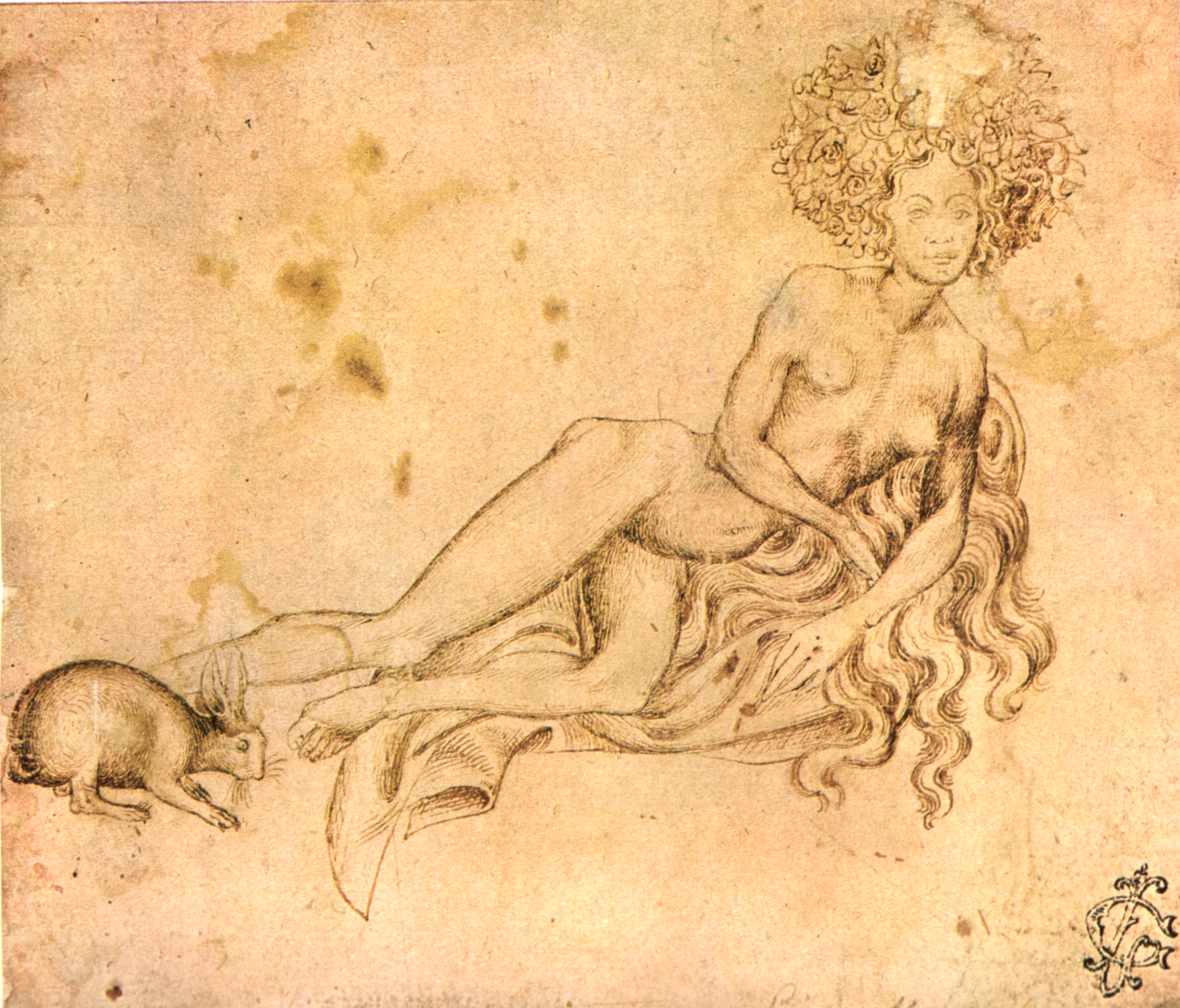
Luxuria, ca. 1420-1430, pen en bister op rood papier, 12,9 × 15,2, Albertina (Wenen), inv. 24018 (recto)
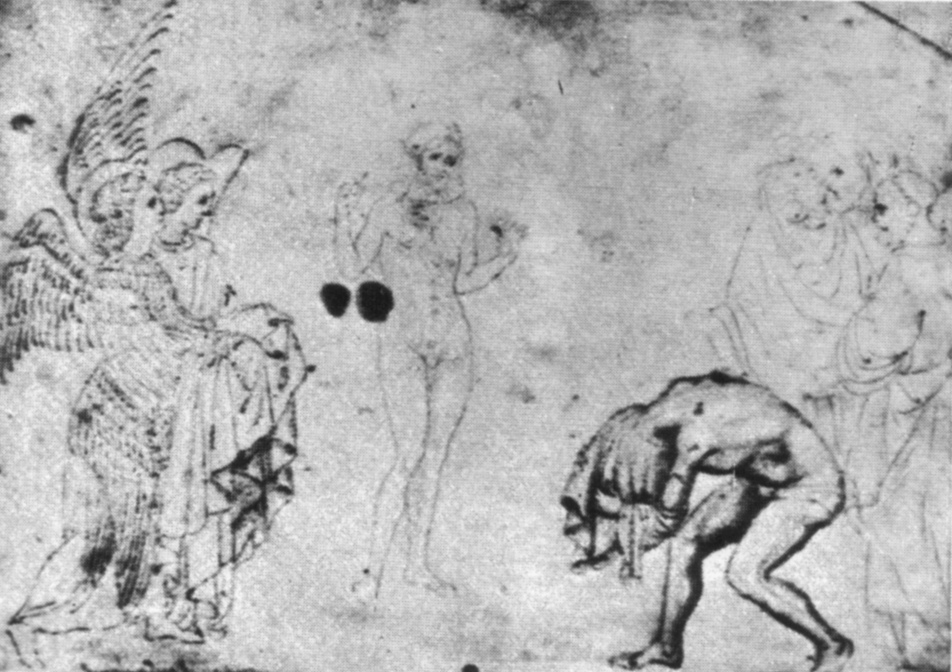
De doop van Christus, ca. 1420-1430, pen en zilverstift op perkament, 18,3 × 25,9, Louvre (Parijs), inv. 420r
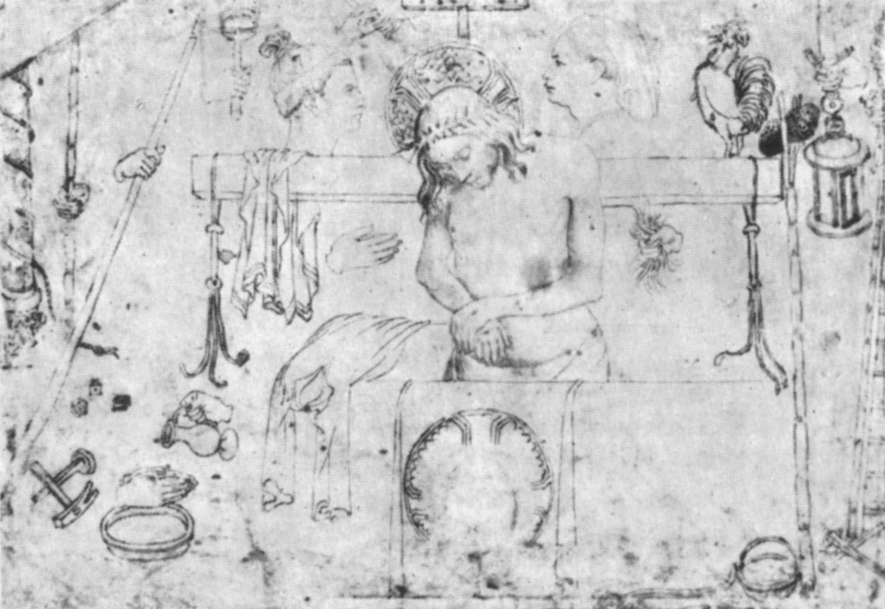
Pietà en symbolen van de passie, ca. 1420-1430, pen en zilverstift op perkament, 18,3 × 25,9, Louvre (Parijs), inv. 420v
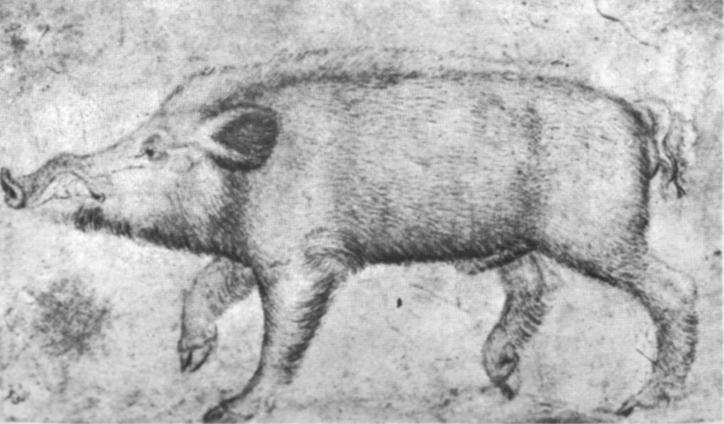
Wild zwijn, ca. 1430-1440, pen en inkt op perkament, 9,7 × 16,7, Fitzwilliam Museum (Cambridge), inv. PD.124-1961
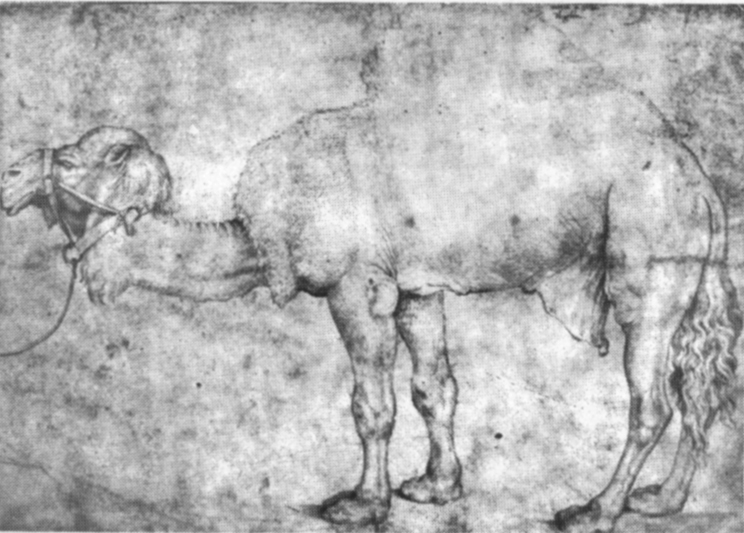
Dromedaris, ca. 1430-1440, pen en inkt op papier, 29,2 × 42,3, Windsor Castle, Royal Collection, inv. 12815
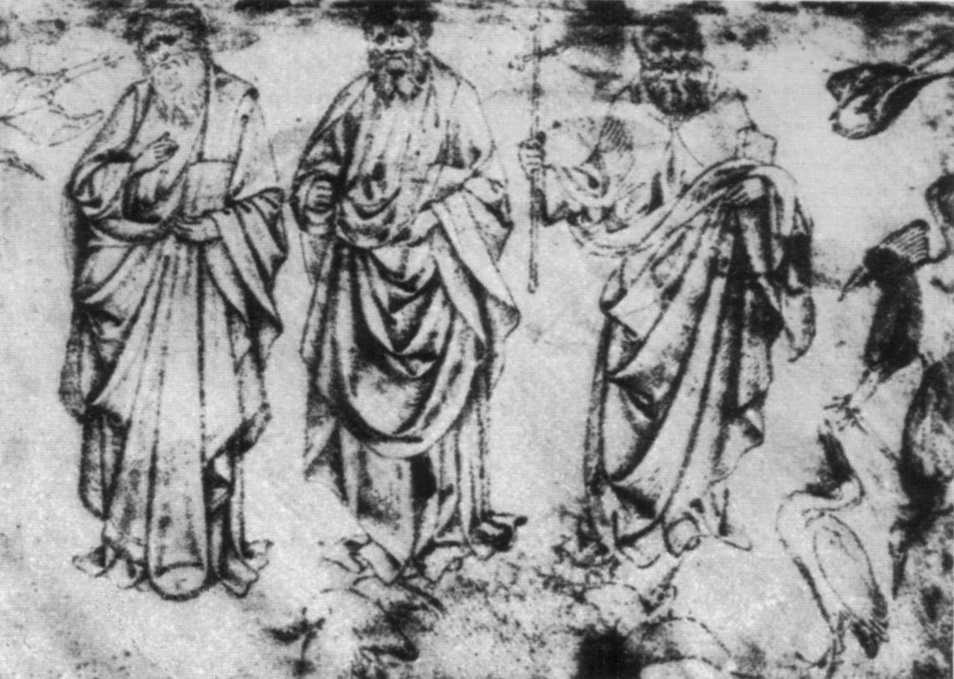
Drie heiligen, reigers, ca. 1431, pen, zilverstift en aquarel op perkament, 18 × 26,2, Musée Bonnat (Bayonne), inv. 144 (verso)
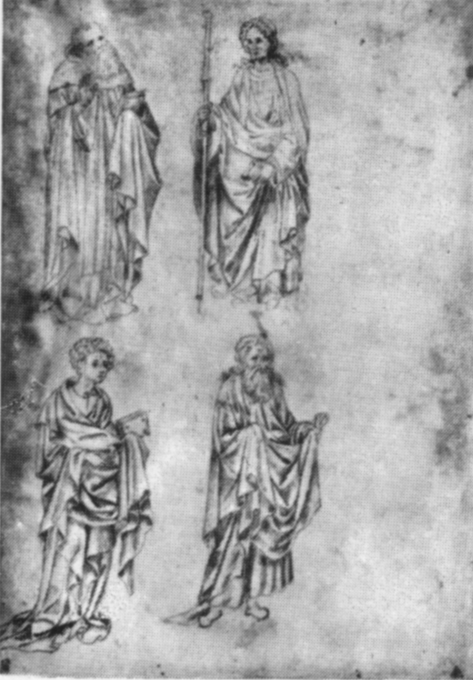
Vier heiligen, ca. 1431, pen en zilverstift op perkament, 26,5 × 18, Städel Museum (Frankfurt), inv. 5431 (recto)
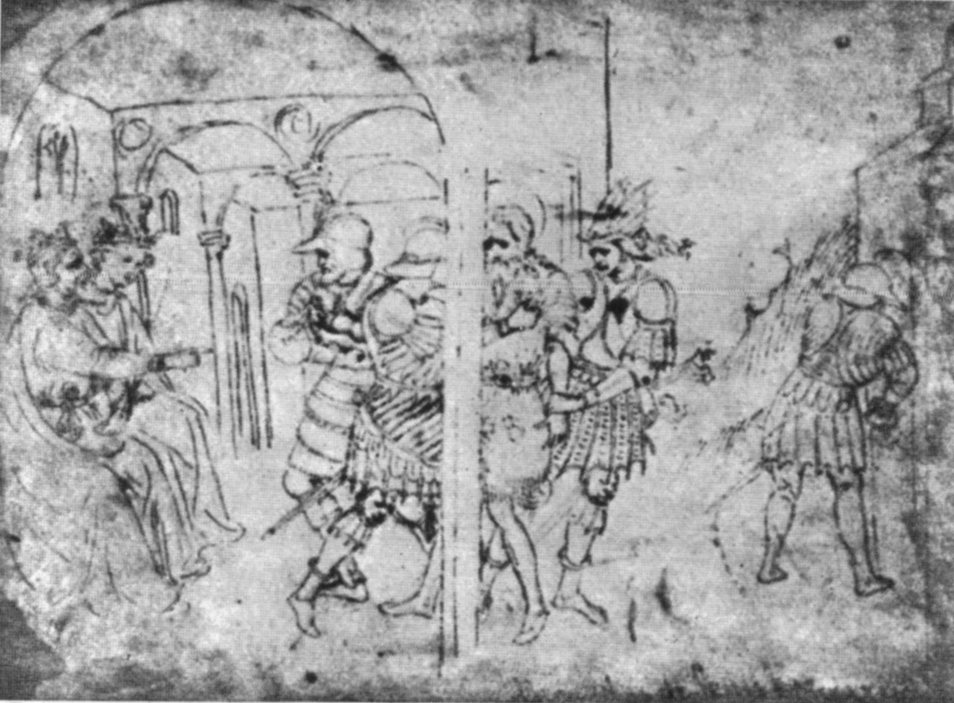
De arrestatie van Johannes de Doper, ca. 1431, pen en inkt op perkament, 18,2 × 25,9, British Museum (Londen), inv. 1947.10.11.20
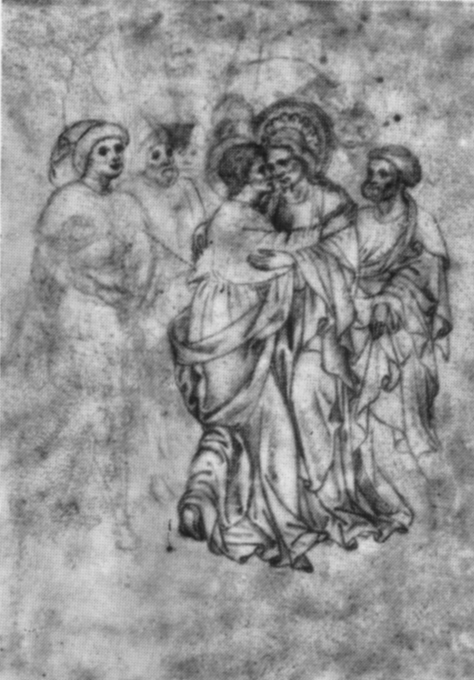
De judaskus, ca. 1431, pen en zilverstift op perkament, 27,5 × 19,3, Biblioteca Ambrosiana (Milaan), inv. 25r
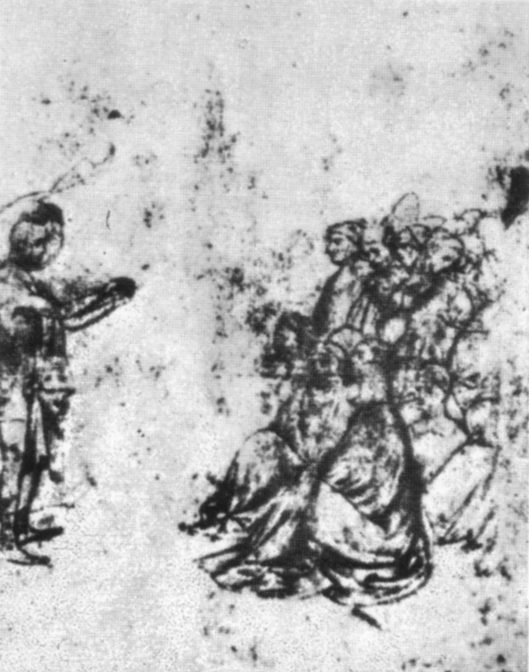
De prediking van Johannes de Doper, ca. 1431, pen en zilverstift op perkament, 24,1 × 19,6, Museum Boijmans Van Beuningen (Rotterdam), inv. I.518
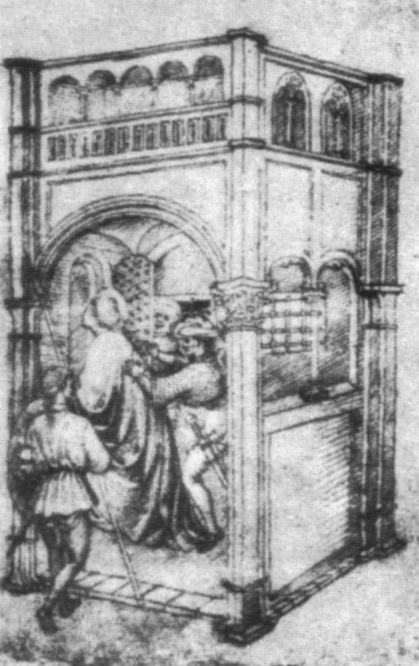
De opsluiting van een heilige, ca. 1431, pen en zilverstift op perkament, 26,6 × 18,3, Albertina (Wenen), inv. 17r
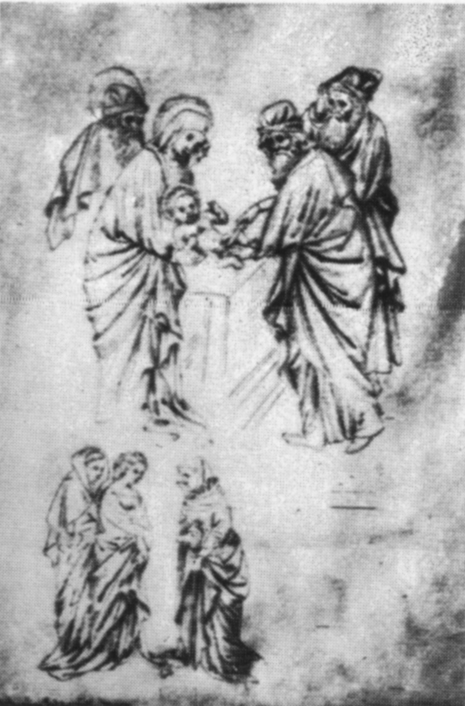
De besnijdenis en de visitatie, ca. 1431, zilverstift op perkament, 26 × 18, Louvre (Parijs), inv. 421r
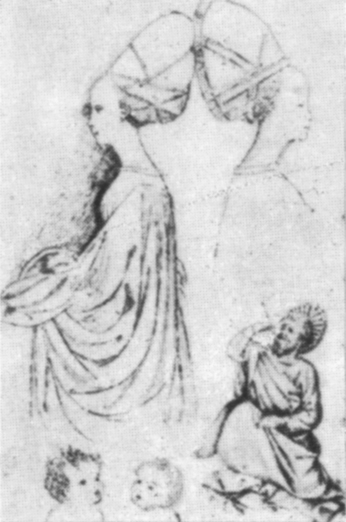
Recto: Twee vrouwen, twee putti en een evangelist, ca. 1433-1438, zilverstift en aquarel op perkament, 21,7 × 14,8, Louvre (Parijs), inv. Rotschild r
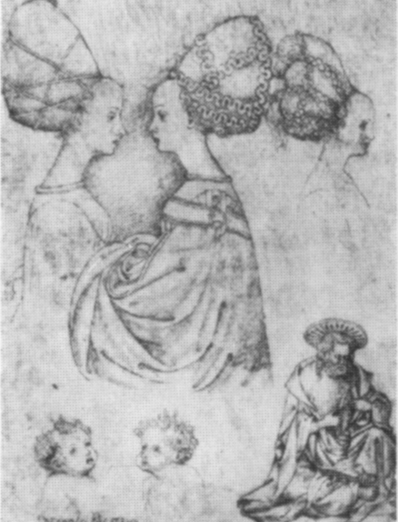
Verso: Drie vrouwen, twee putti en een evangelist, ca. 1433-1438, zilverstift en aquarel op perkament, 21,7 × 14,8, Louvre (Parijs), inv. Rotschild v
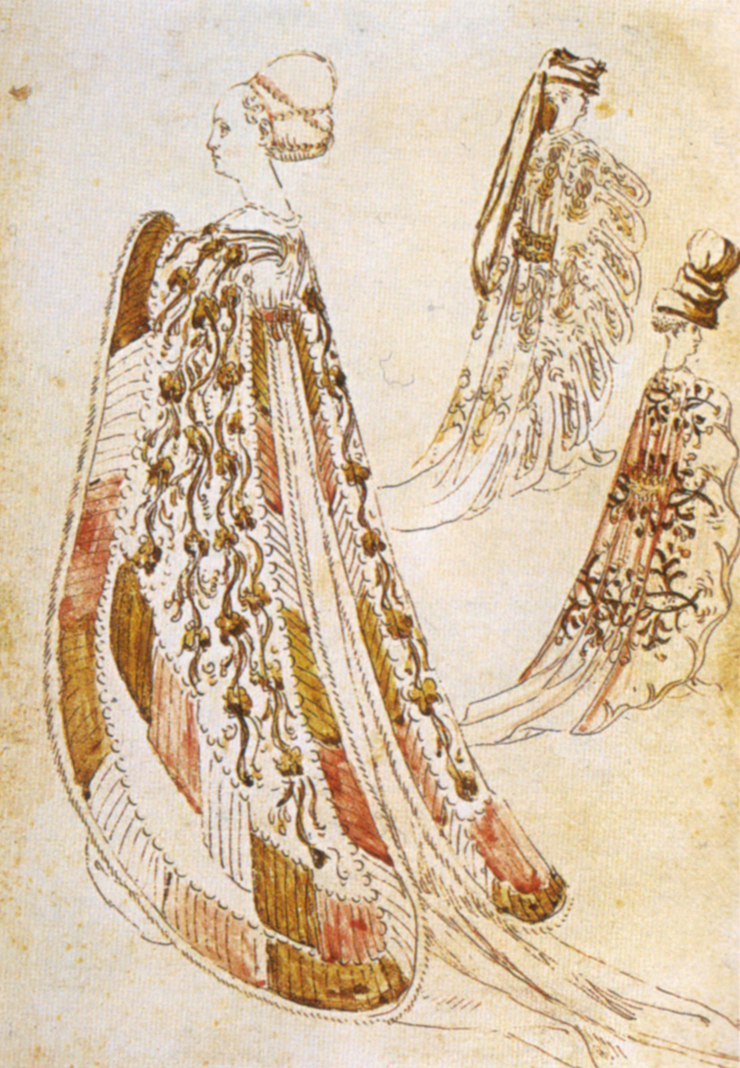
Drie dames, ca. 1433-1438, zilverstift en aquarel op perkament, 26,2 × 18, Musée Bonnat (Bayonne), inv. 141r
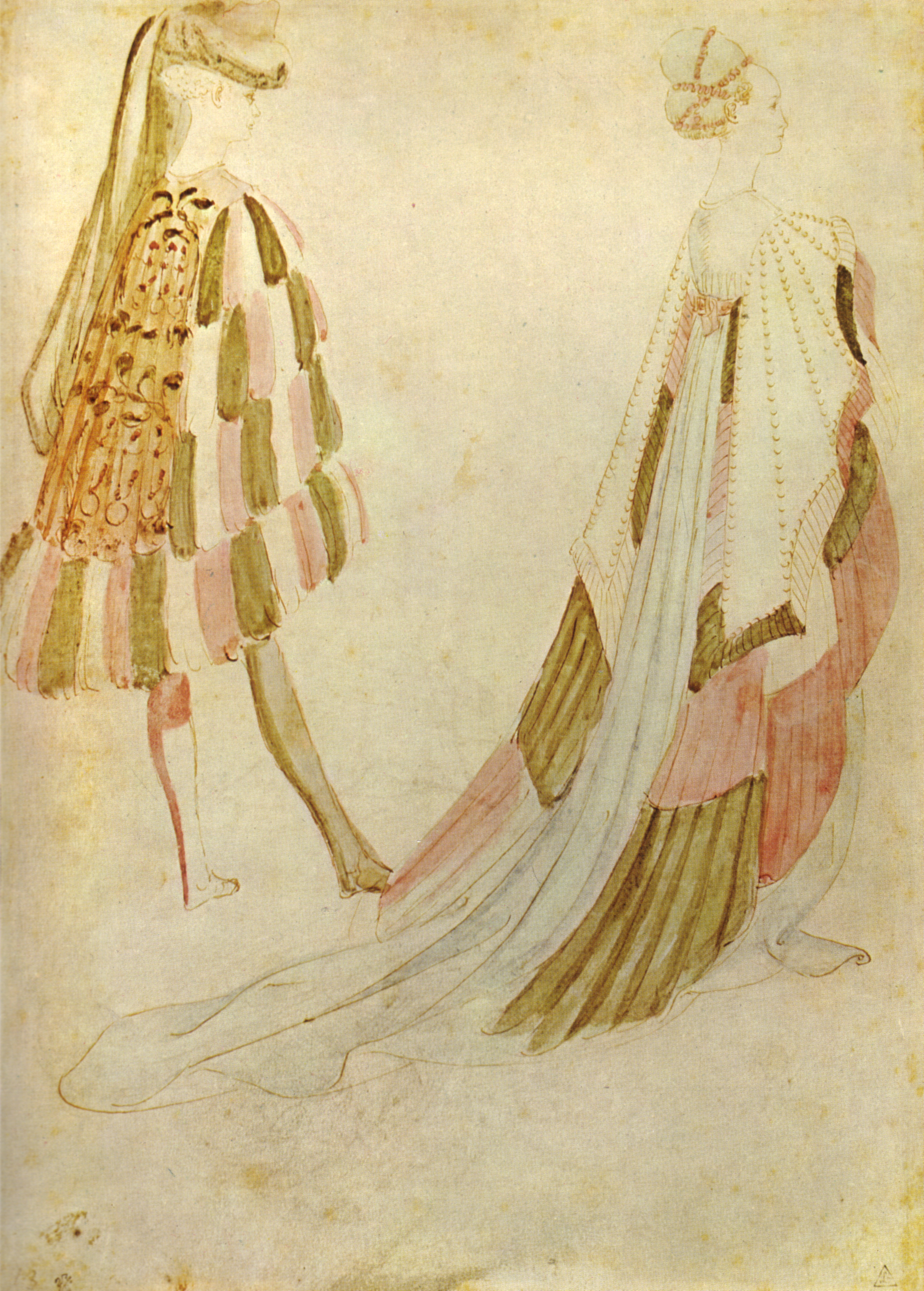
Ridders en dames, ca. 1433-1438, zilverstift en aquarel op perkament, 27,2 × 19,3, Musée Condé (Chantilly), inv. 3r
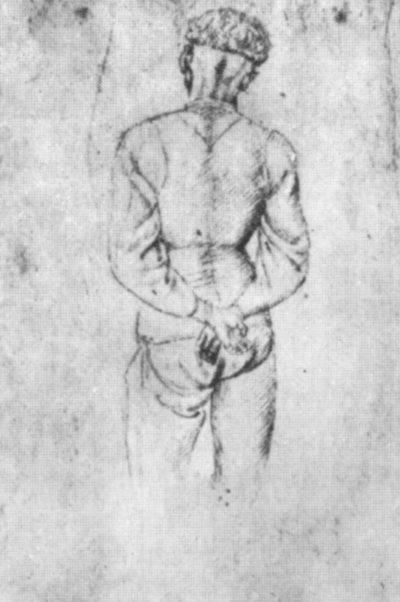
Man met de handen op de rug gebonden, ca. 1433-1438, pen en zilverstift op papier, 26,7 × 18,5, Scottish National Gallery (Edinburgh), inv. 722
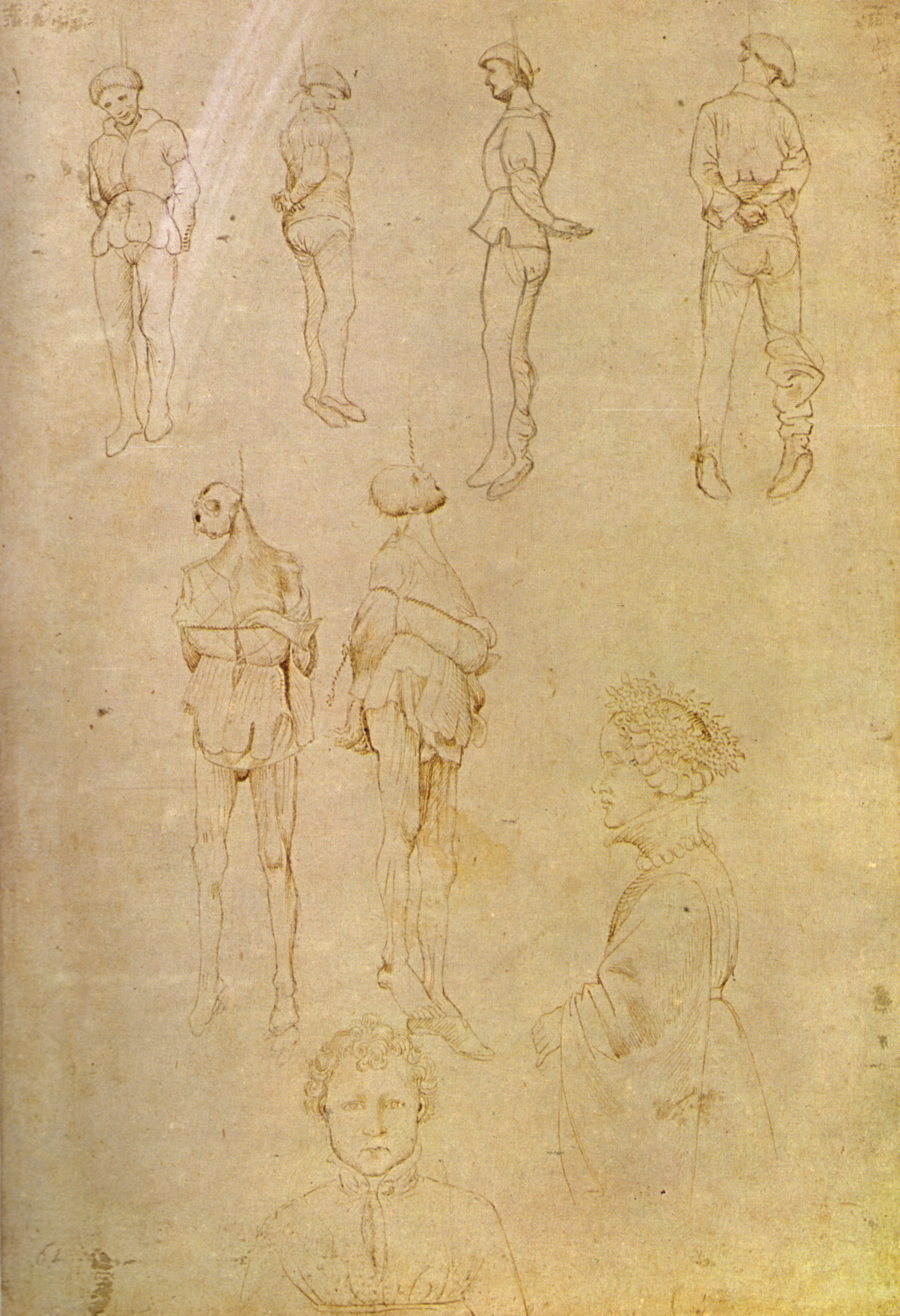
Zes gehangenen, dame in profiel, kind frontaal, ca. 1433-1438, pen en potlood op papier, 28,3 × 19,3, British Museum (Londen), inv. 1859.9.15.441
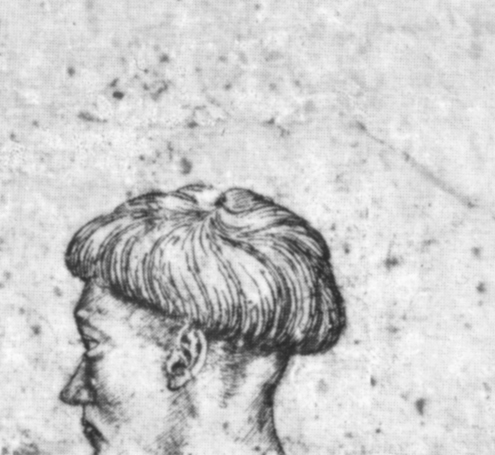
Mannenhoofd in profiel, ca. 1433-1438, pen en inkt op rood papier, 12,5 × 14,3, Galleria Estense (Modena), inv. 1302r
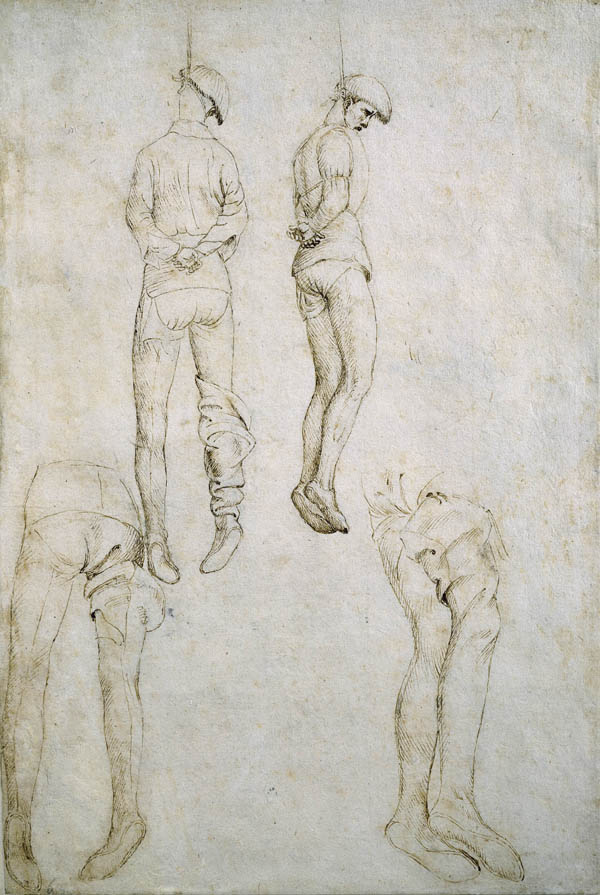
Twee gehangenen, benen, ca. 1433-1438, pen en inkt op papier, 26,2 × 18, Frick Collection (New York), inv. 36-2
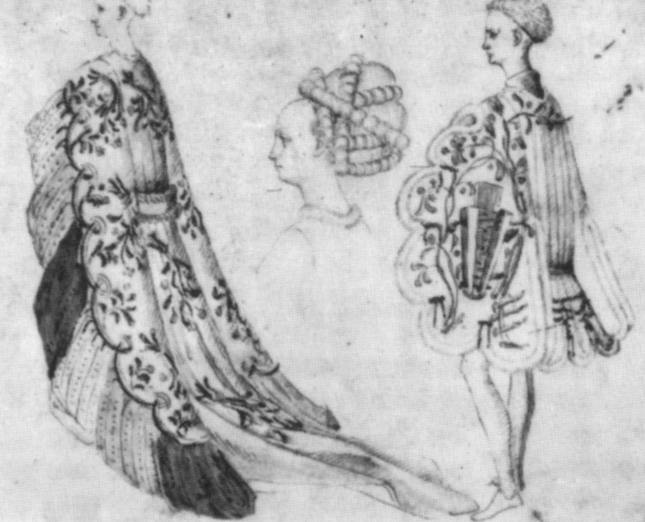
Dame, ridders en een vrouwenhoofd, ca. 1433-1438, zilverstift en aquarel op perkament, 18,3 × 24, Ashmolean Museum (Oxford)
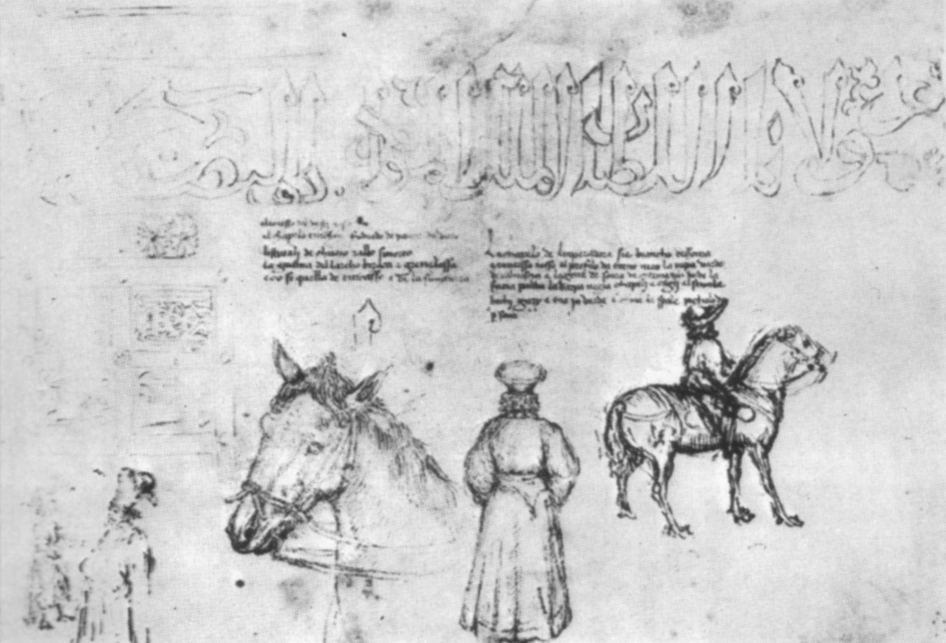
Arabische letters, oosterlingen, paardenhoofd en ruiter, ca. 1438, pen en inkt op papier, 19,9 × 29, Louvre (Parijs), inv. M.I.1062r
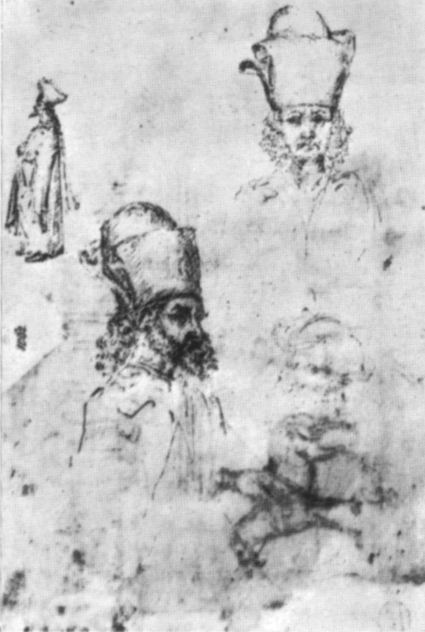
Oosterlingen, ca. 1438, pen en inkt op papier, 19,9 × 29, Louvre (Parijs), inv. M.I.1062v
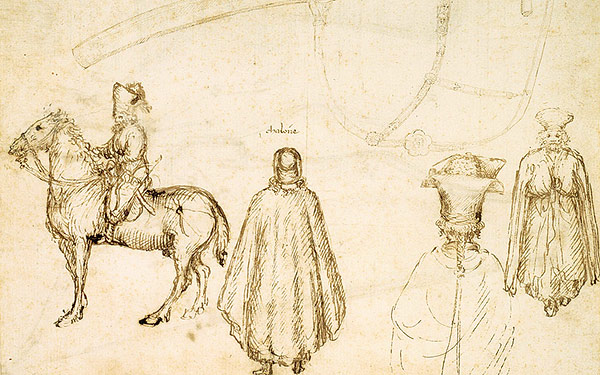
Recto: Ruiter en andere figuren, sabelschede, ca. 1438, pen en inkt op papier, 18,5 × 26,4, Art Institute of Chicago
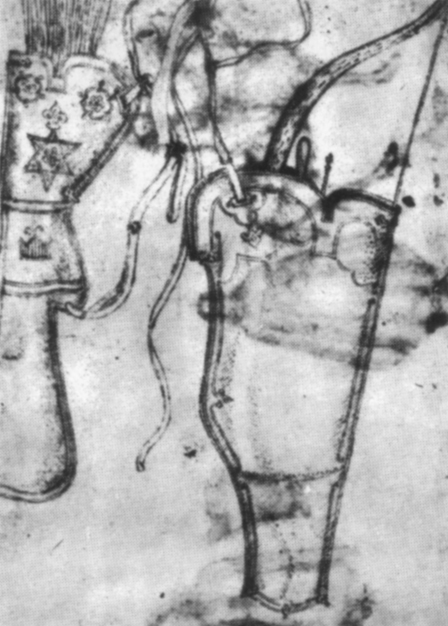
Verso: Twee pijlkokers, ca. 1438, pen en inkt op papier, 18,5 × 26,4, Art Institute of Chicago
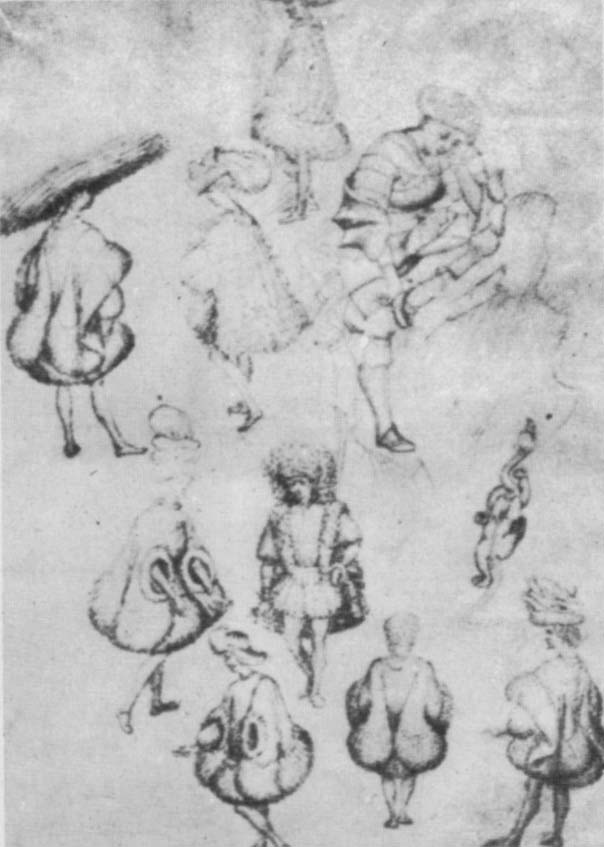
Mannen, een draak en een slapende soldaat, ca. 1445, zilverstift op perkament, 27,6 × 19,5, Biblioteca Ambrosiana (Milaan), inv. 5r
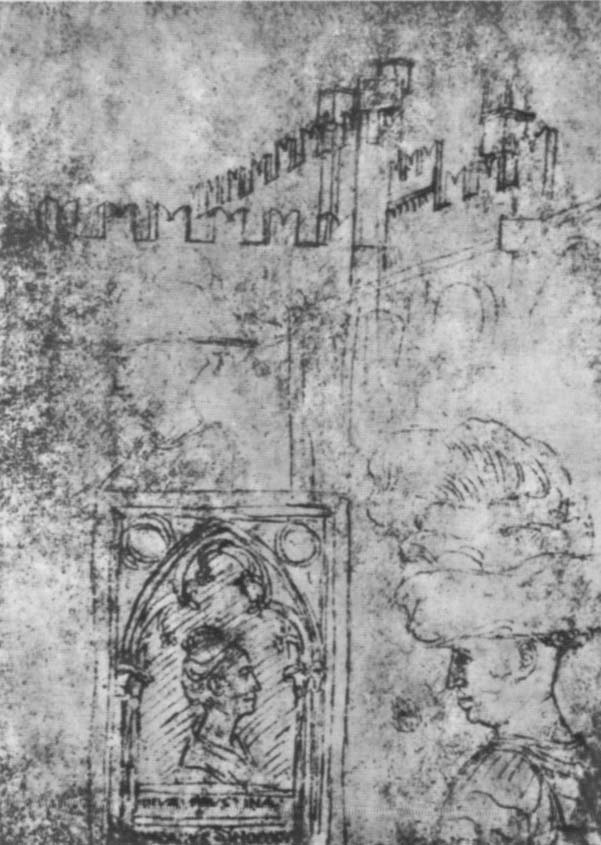
Kasteelmuur, twee mannen in profiel, "Diva Faustina", ca. 1446-1447, pen en inkt op rood papier, 24,3 × 18, Louvre (Parijs), inv. 519r

### Codex Vallardi
De volgende tekeningen bevinden zich in de verzameling die bekend staat als de Codex Vallardi en die wordt bewaard in het Cabinet des Dessins van het Louvre in Parijs. Ze worden gedateerd op 1430-1440, tenzij anders aangegeven. De afmetingen zijn in centimeters.

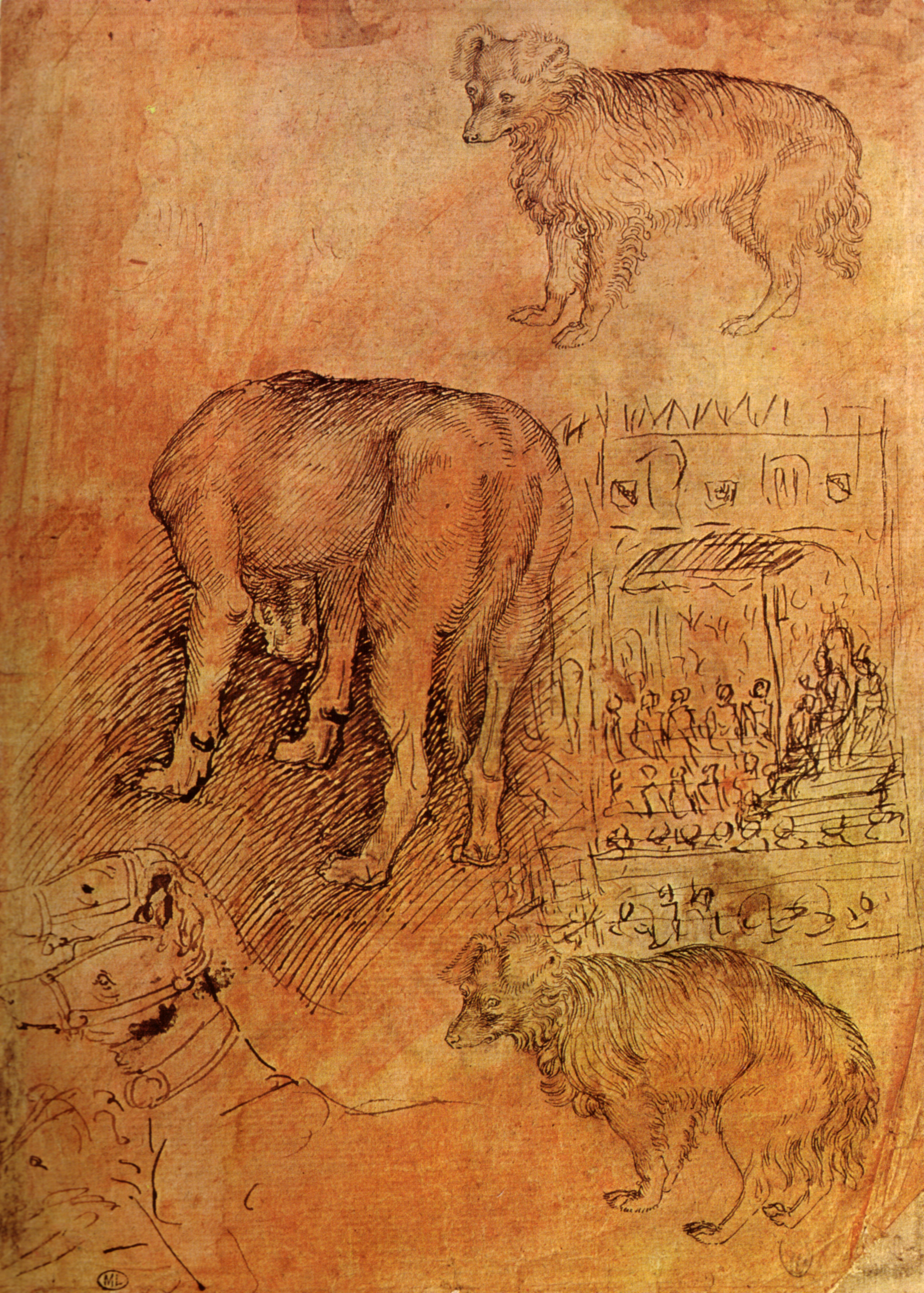
Drie honden en een tribune, inv. 2432r, ca. 1414-1422, pen en inkt op papier, 25 × 18
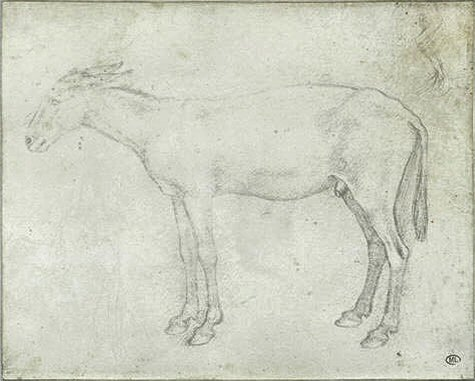
Ezel, inv. 2458, ca. 1420-1430, zilverstift op perkament, 15,2 × 18,8
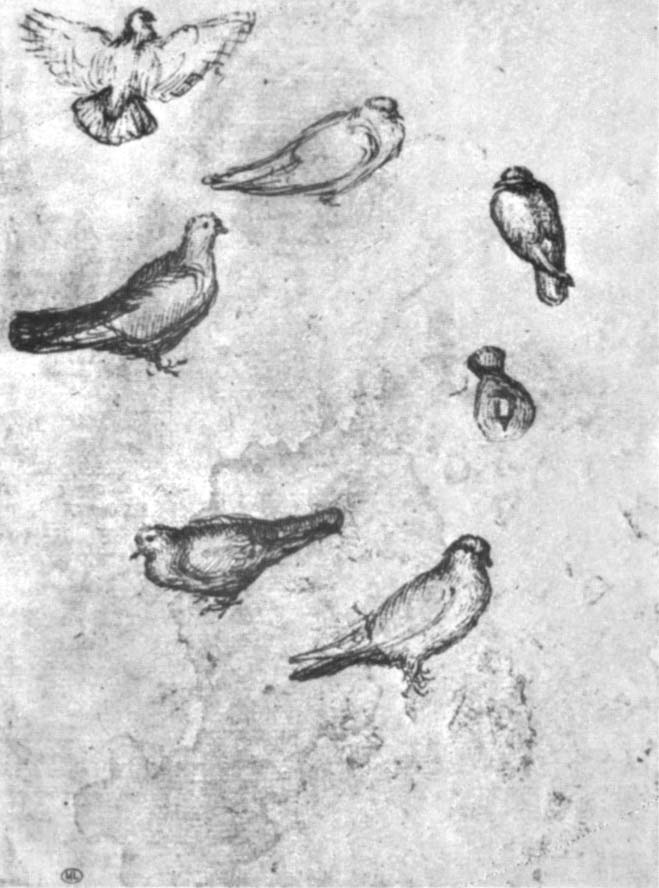
Duiven, inv. 2508r, ca. 1424, pen en inkt op papier, 25 × 18
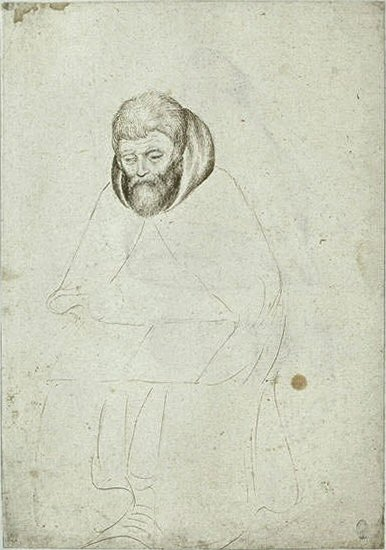
Zittende monnik met een boek, inv. 2332r, pen en inkt op papier, 27,2 × 19,4
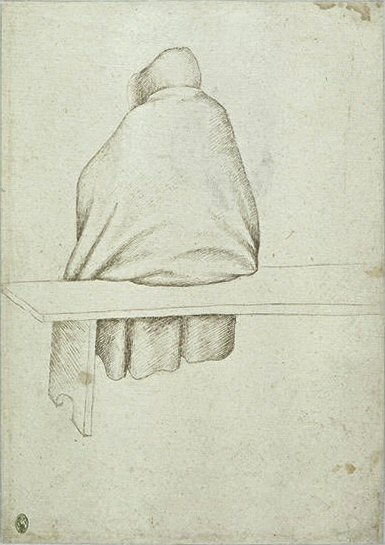
Zittende monnik op de rug gezien, inv. 2332v, pen en inkt op papier, 27,2 × 19,4
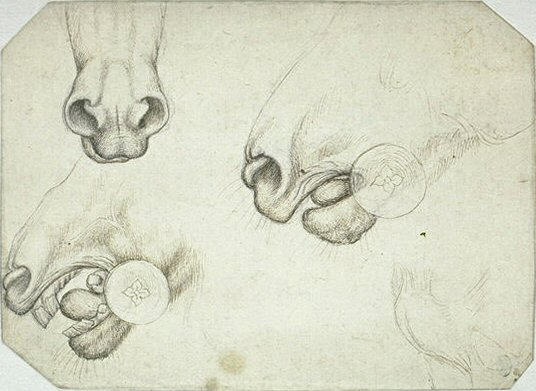
Drie studies van een paardenbit, inv. 2352, ca. 1433-1438, pen en potlood op papier, 17,2 × 23,8
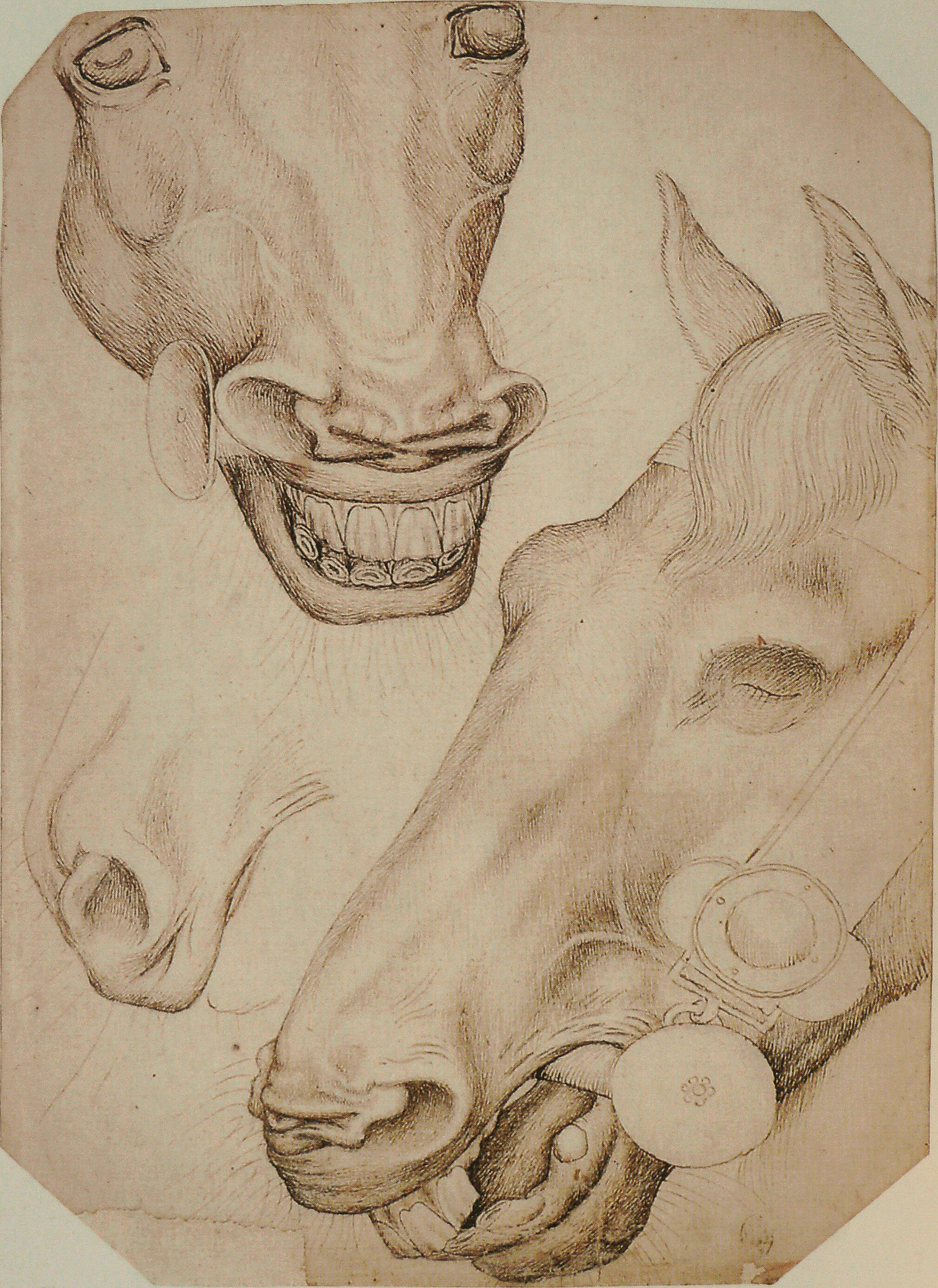
Twee snuiten en hoofd van een paard, inv. 2354, ca. 1433-1438, pen en potlood op papier, 29,1 × 18,5
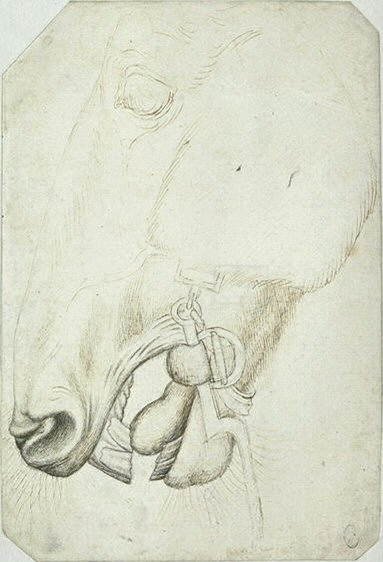
Snuit van een paard, inv. 2355, ca. 1433-1438, pen en potlood op papier, 23,5 × 16
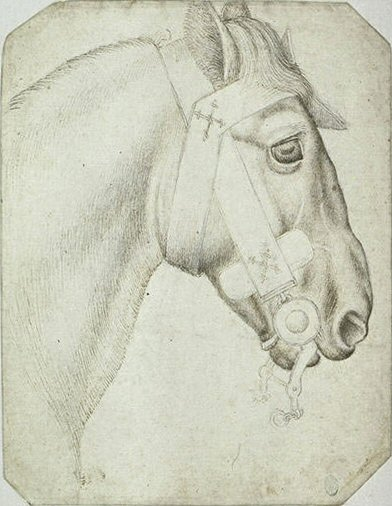
Hoofd van een paard, inv. 2357, pen en sporen van potlood op papier, 23,5 × 16
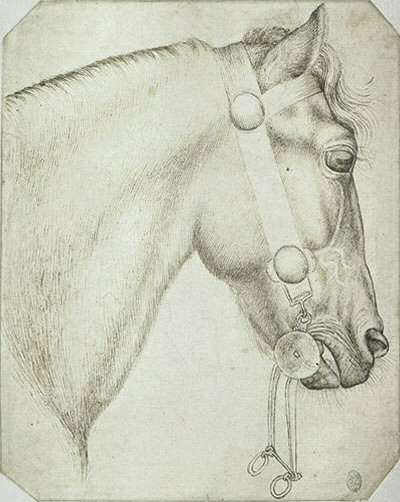
Hoofd van een paard, inv. 2358, ca. 1433-1438, pen en potlood op papier, 22,5 × 17,9
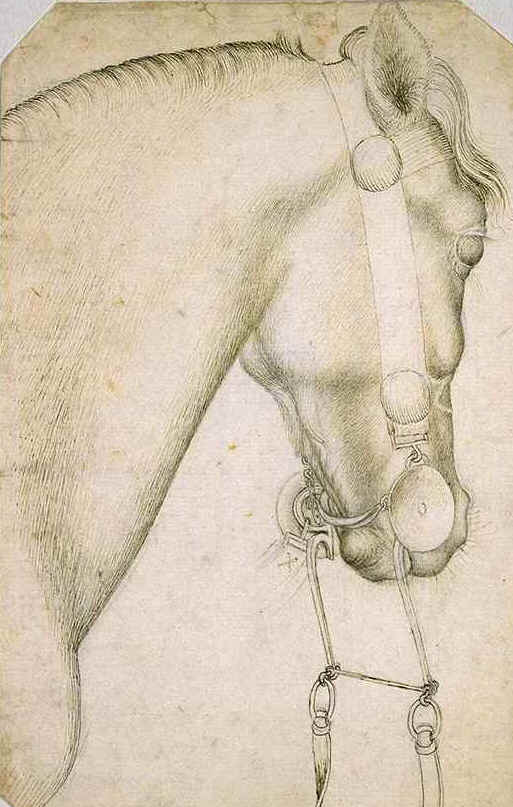
Hoofd van een paard, inv. 2359, pen en sporen van potlood op papier, 26,6 × 17,5
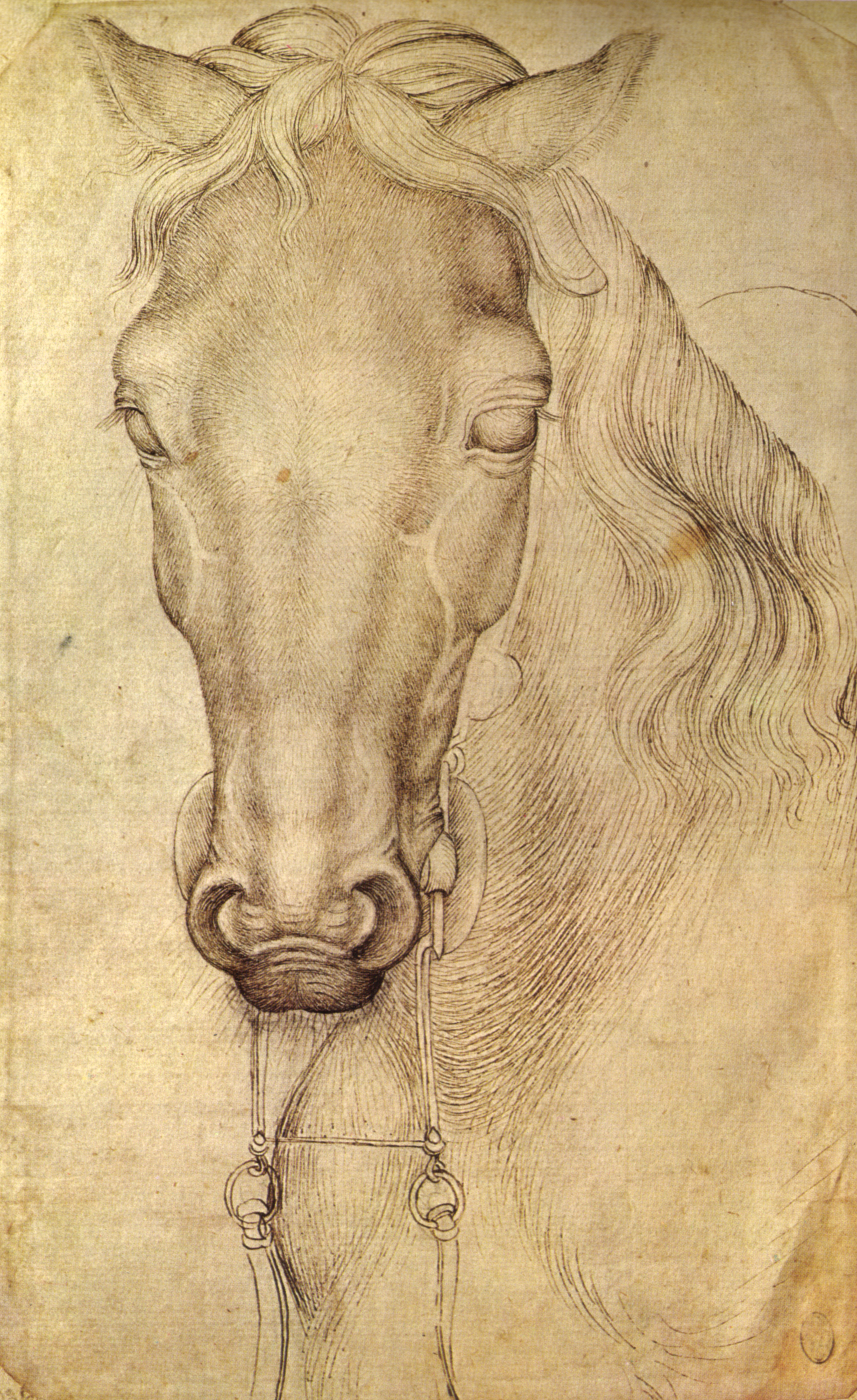
Hoofd van een paard, inv. 2360, ca. 1433-1438, pen en potlood op papier, 26,9 × 16,8
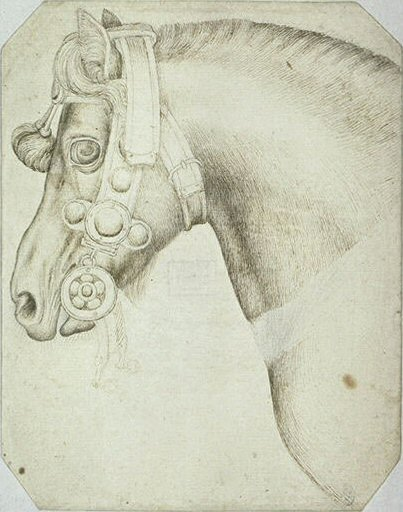
Hoofd van een paard, inv. 2361, pen en sporen van potlood op papier, 23,9 × 18,5
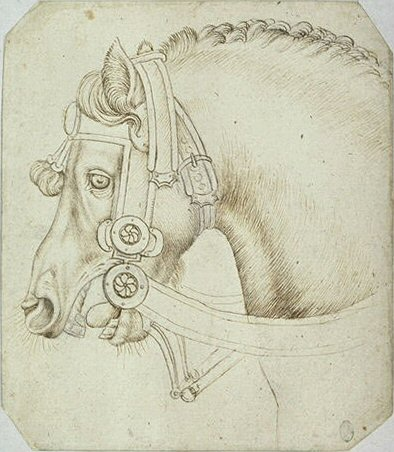
Hoofd van een paard, inv. 2362, ca. 1433-1438, pen en potlood op papier, 21 × 16
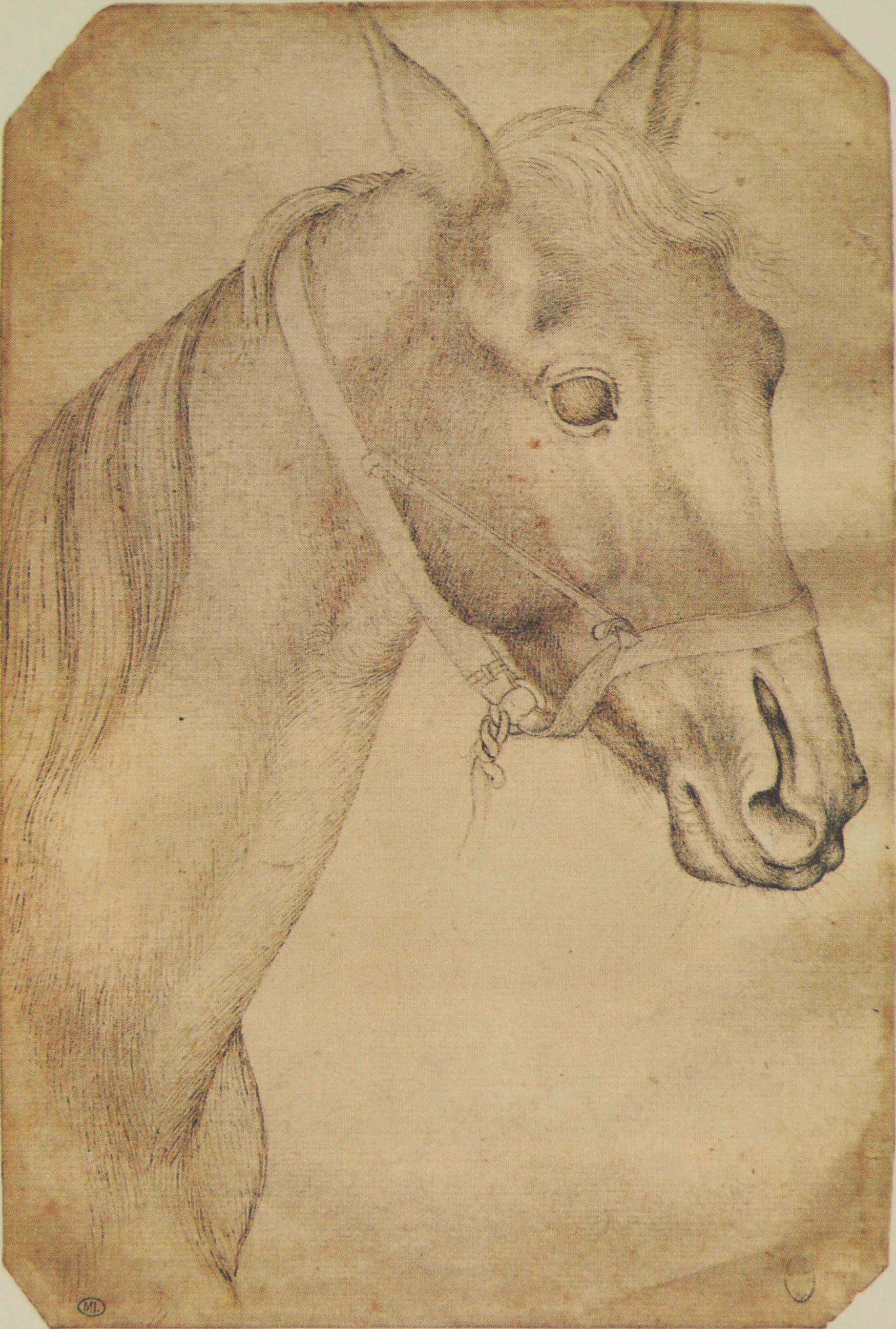
Hoofd van een paard, inv. 2363, pen en sporen van potlood op papier, 27,8 × 18,7
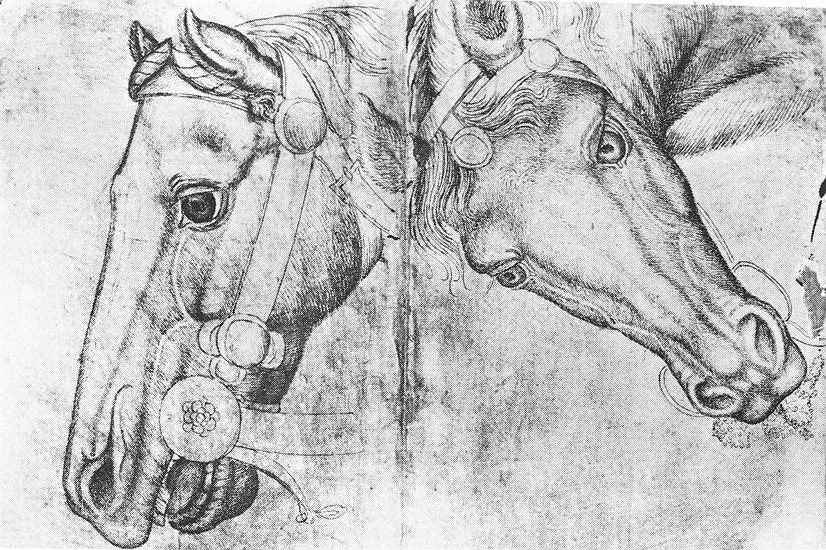
Paarden
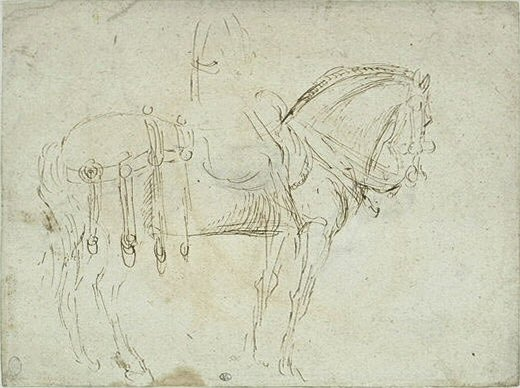
Paard en ruiter in profiel, inv. 2368r, ca. 1433-1436, pen en sporen van potlood op roze papier, 19,5 × 26
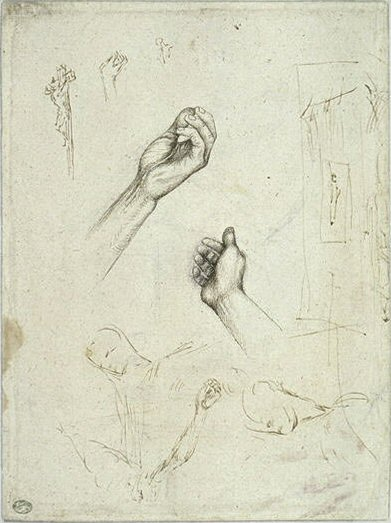
Kruisiging, handen, schets van een galg, inv. 2368v, ca. 1433-1436, pen en sporen van potlood op roze papier, 19,5 × 26
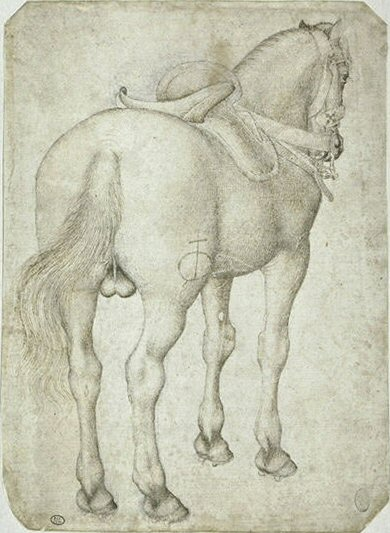
Paard van achteren gezien, inv. 2378, ca. 1433-1438, pen en potlood op papier, 20 × 16,5
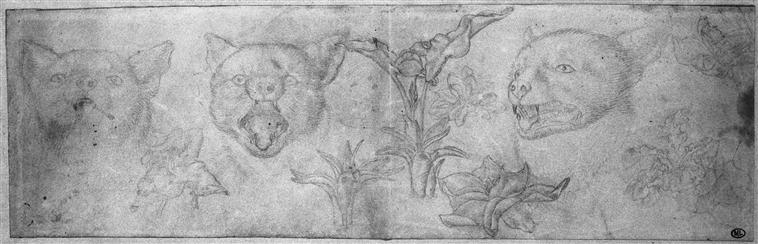
Drie katten, planten, inv. 2381, zilverstift op perkament, 9,5 × 31
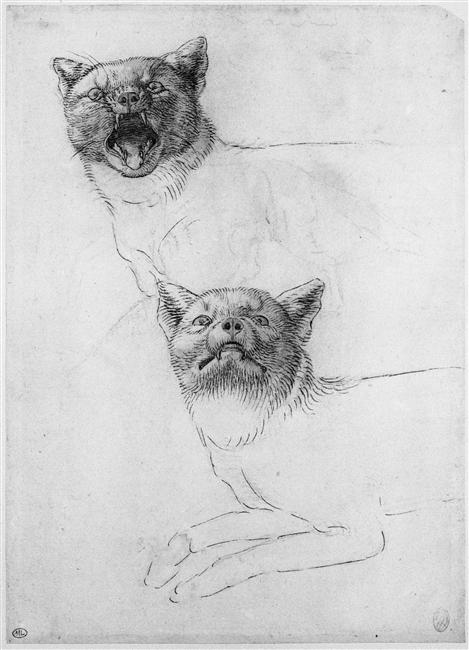
Katten
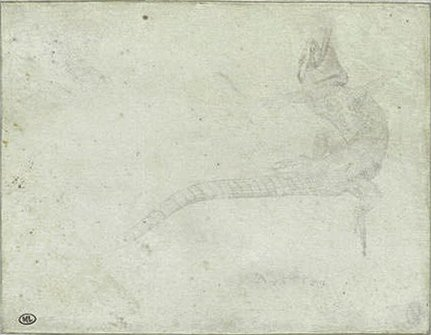
Gespietste hagedis, inv. 2382
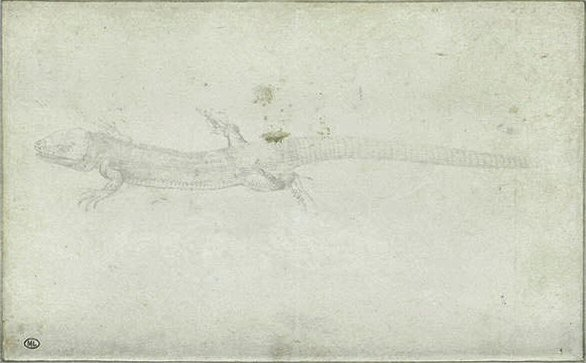
Hagedis lopend naar links, inv. 2383, ca. 1433-1438, zilverstift op papier, 12 × 15,2
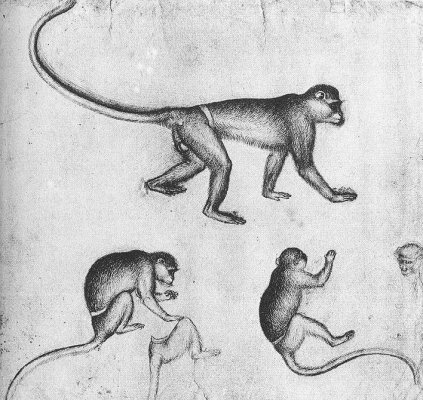
Apen
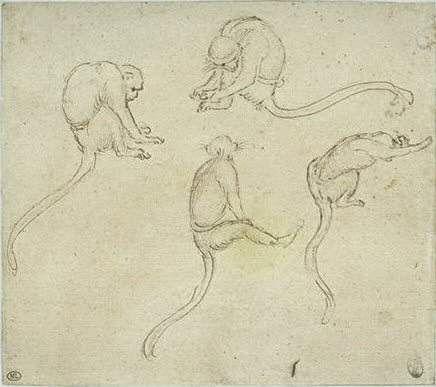
Vier apen, inv. 2388r, pen en potlood op lichtroze papier, 15,4 × 17,3
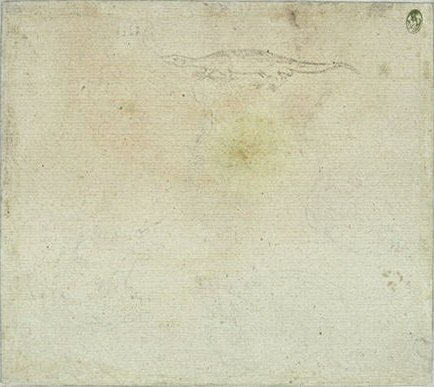
Hagedis, inv. 2388v, pen en potlood op lichtroze papier, 15,4 × 17,3
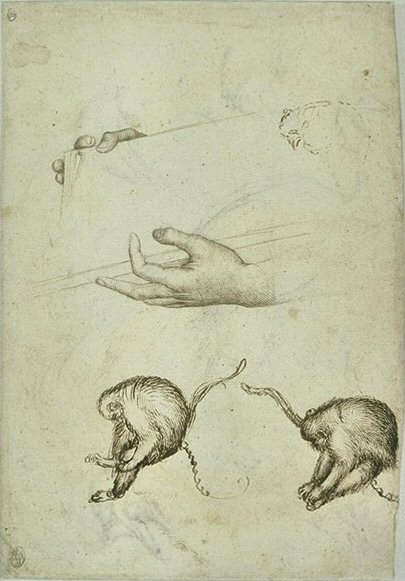
Handen die een boek vasthouden, inv. 2389r, pen en inkt op lichtroze papier, 25,9 × 18
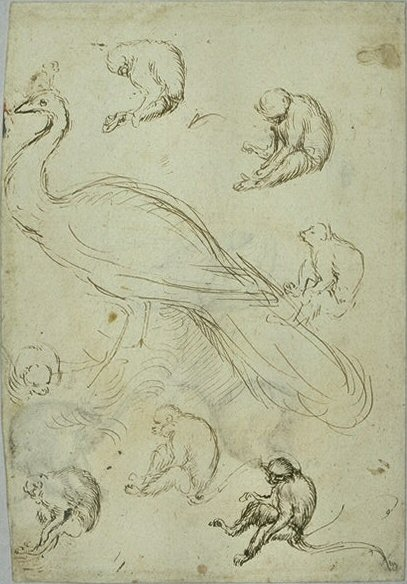
Pauwen en apen, inv. 2389v, pen en inkt op lichtroze papier, 25,9 × 18
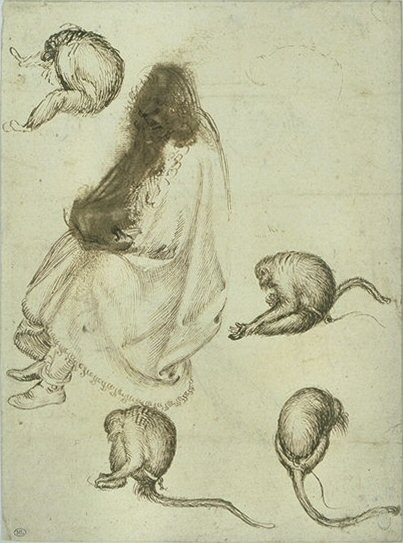
Zittende figuur, apen, inv. 2390r, pen en inkt op lichtroze papier, 25,4 × 19
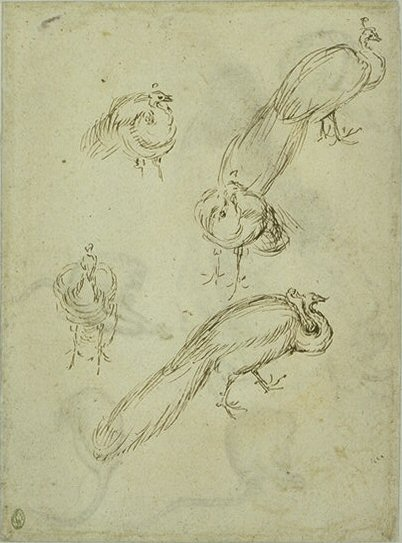
Vijf pauwen, inv. 2390v, pen en inkt op lichtroze papier, 25,4 × 19
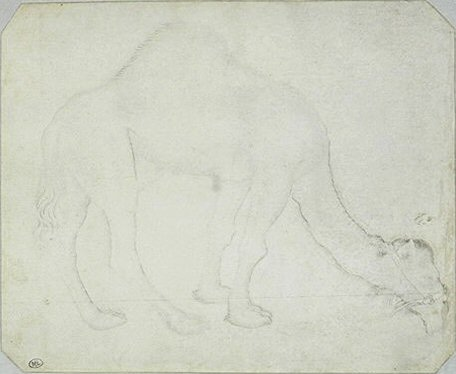
Kameel, inv. 2400, pen en zilverstift op perkament, 15,5 × 18,7
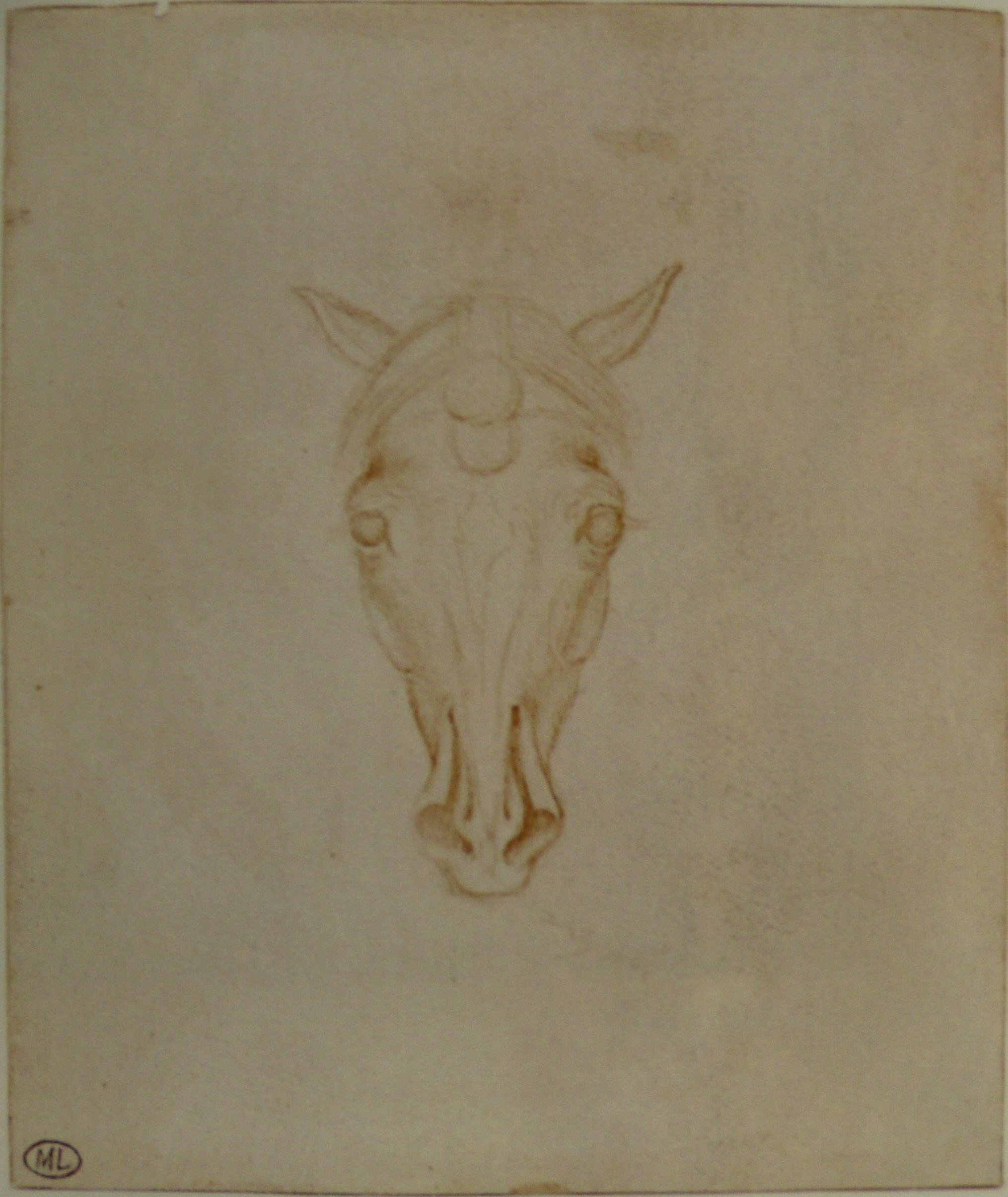
Hoofd van een paard met opgesperde neusgaten, inv. 2405, ca. 1433-1438, pen en potlood op papier, 11,2 × 10
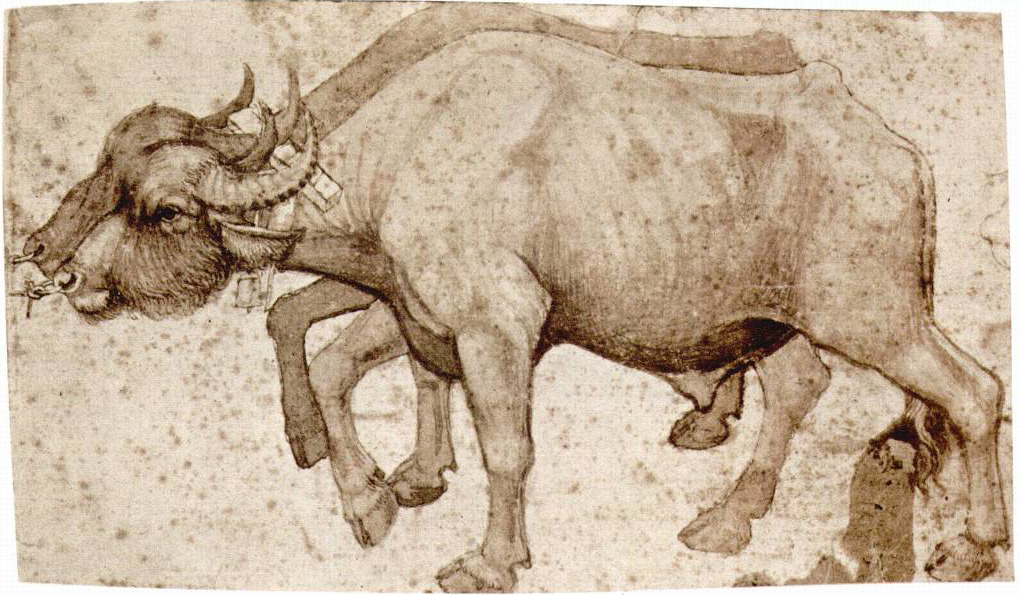
Twee waterbuffels onder het juk, inv. 2409r, zilverstift, pen en potlood op perkament, 14,5 × 20,3
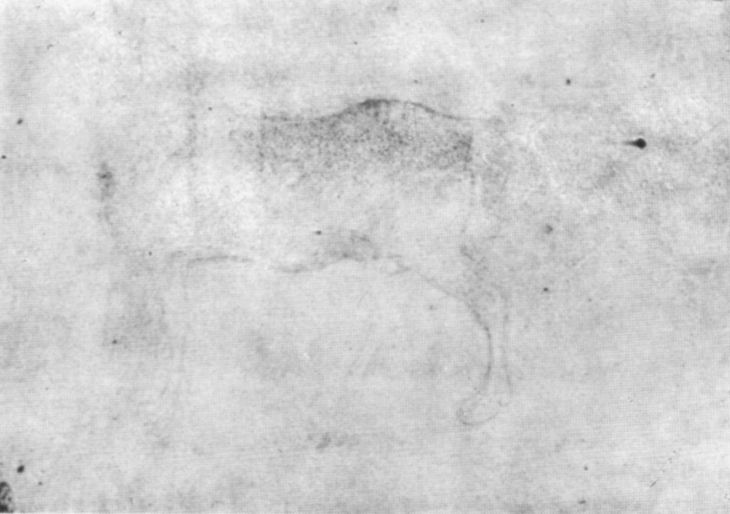
Paard, inv. 2409v, zilverstift, pen en potlood op perkament, 14,5 × 20,3
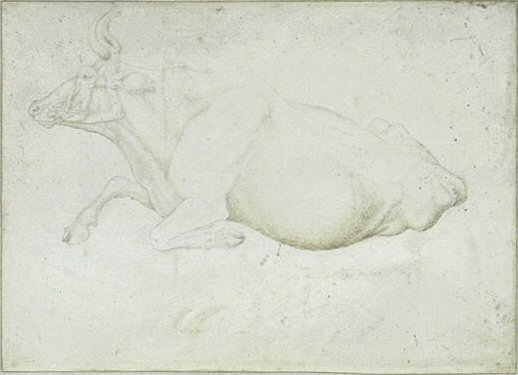
Melkkoe, inv. 2410, zilverstift op perkament, 17 × 23,1
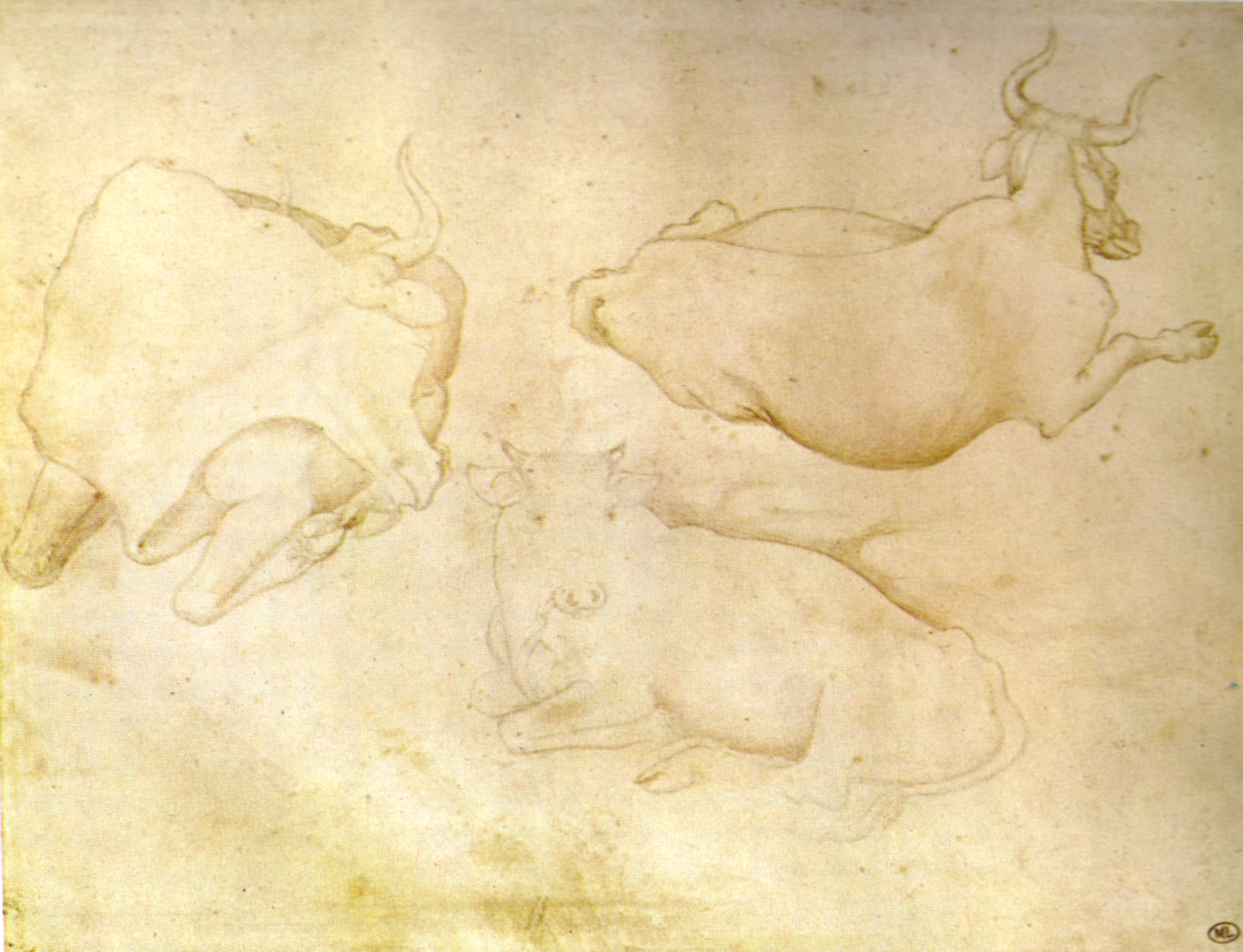
Drie liggende koeien, inv. 2411, zilverstift, pen en potlood op perkament, 17,6 × 22,6
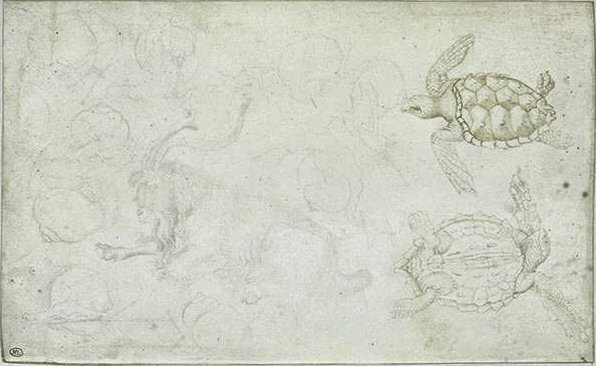
Slakken, bok, schildpadden, inv. 2412, ca. 1433-1438, zilverstift, pen en zilverstift op perkament, 16,2 × 26
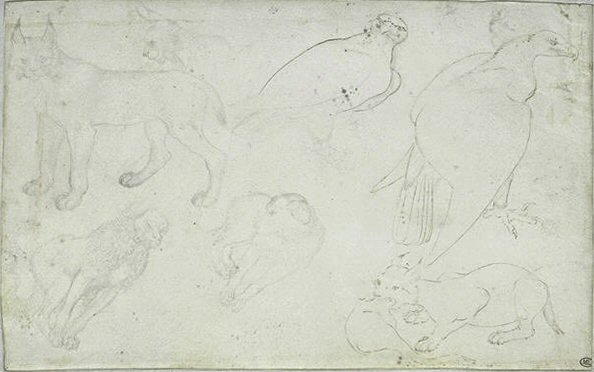
Arenden, honden, lynxen, inv. 2413, pen en zilverstift op perkament, 15,8 × 25,5
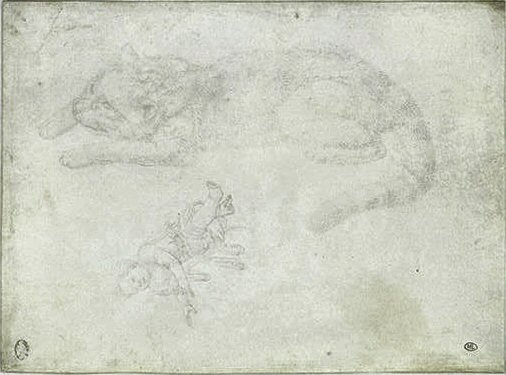
Liggende kat, kind, inv. 2420, zilverstift op perkament, 17,2 × 23,1
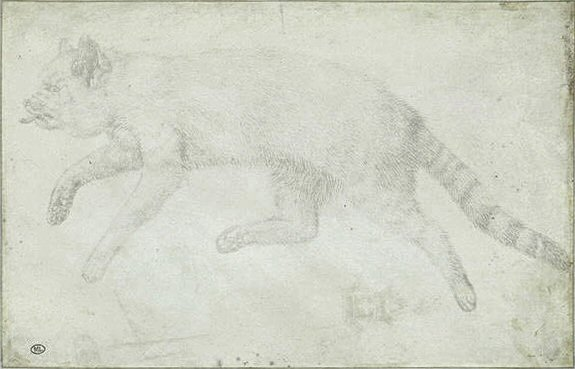
Kat, inv. 2421, zilverstift op perkament, 15 × 23,3
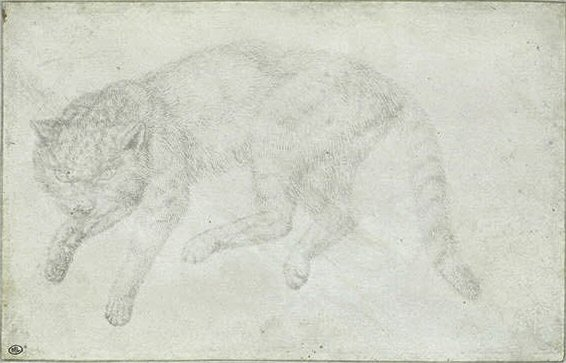
Kat, inv. 2422, zilverstift op perkament, 15 × 23,3
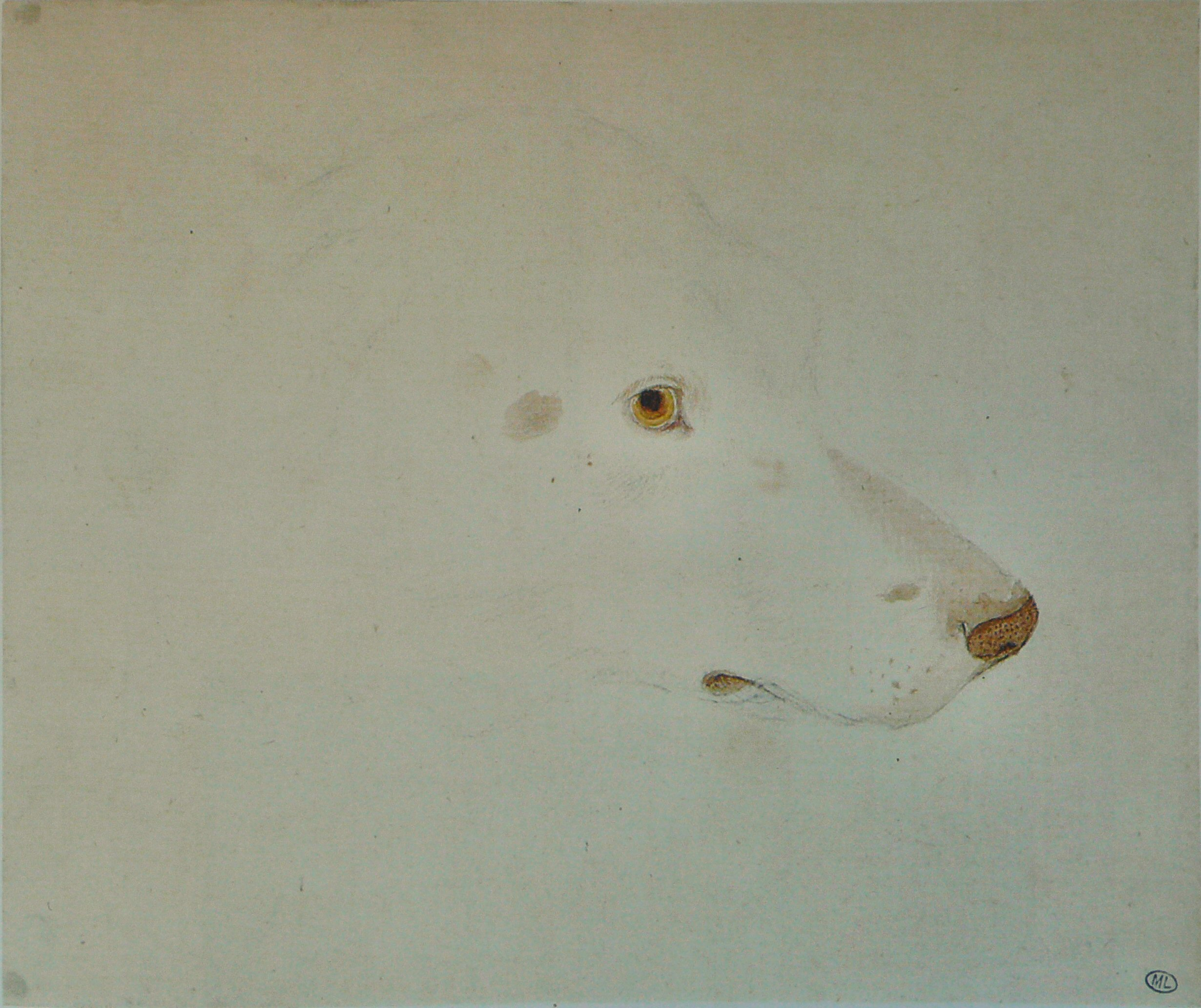
Hondenkop, inv. 2429r, ca. 1433-1436, potlood op papier, 18,3 × 21,9
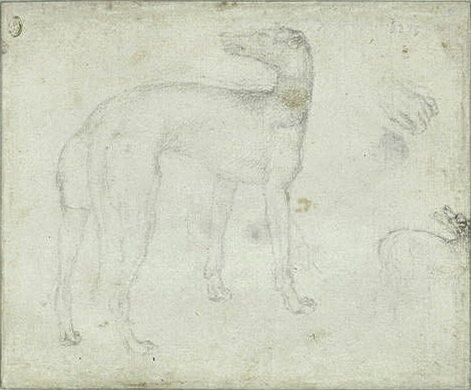
Windhond, inv. 2429v, ca. 1433-1436, potlood op papier, 18,3 × 21,9
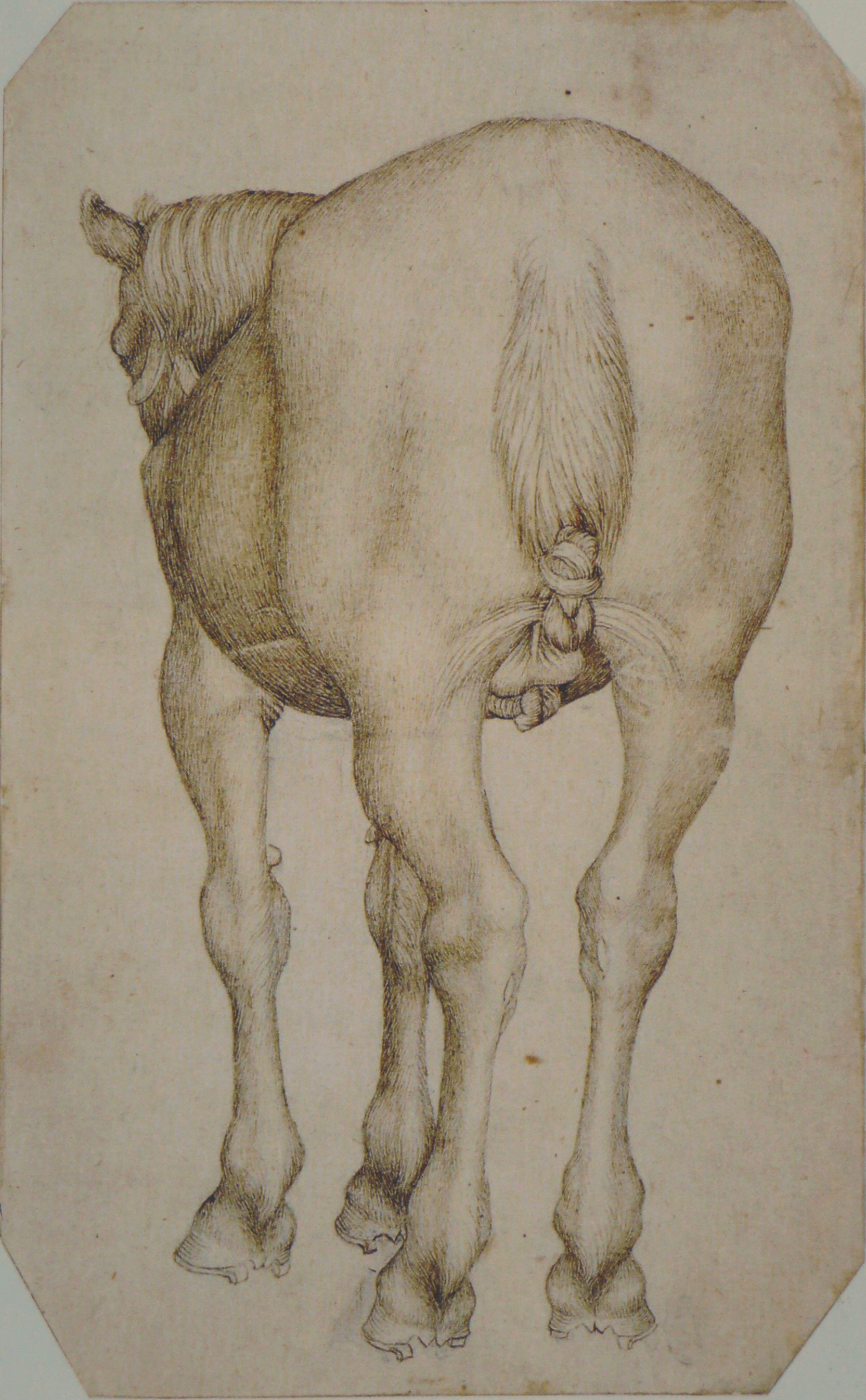
Paard op de rug gezien, inv. 2444, ca. 1433-1438, pen en potlood op papier, 19,2 × 11,8
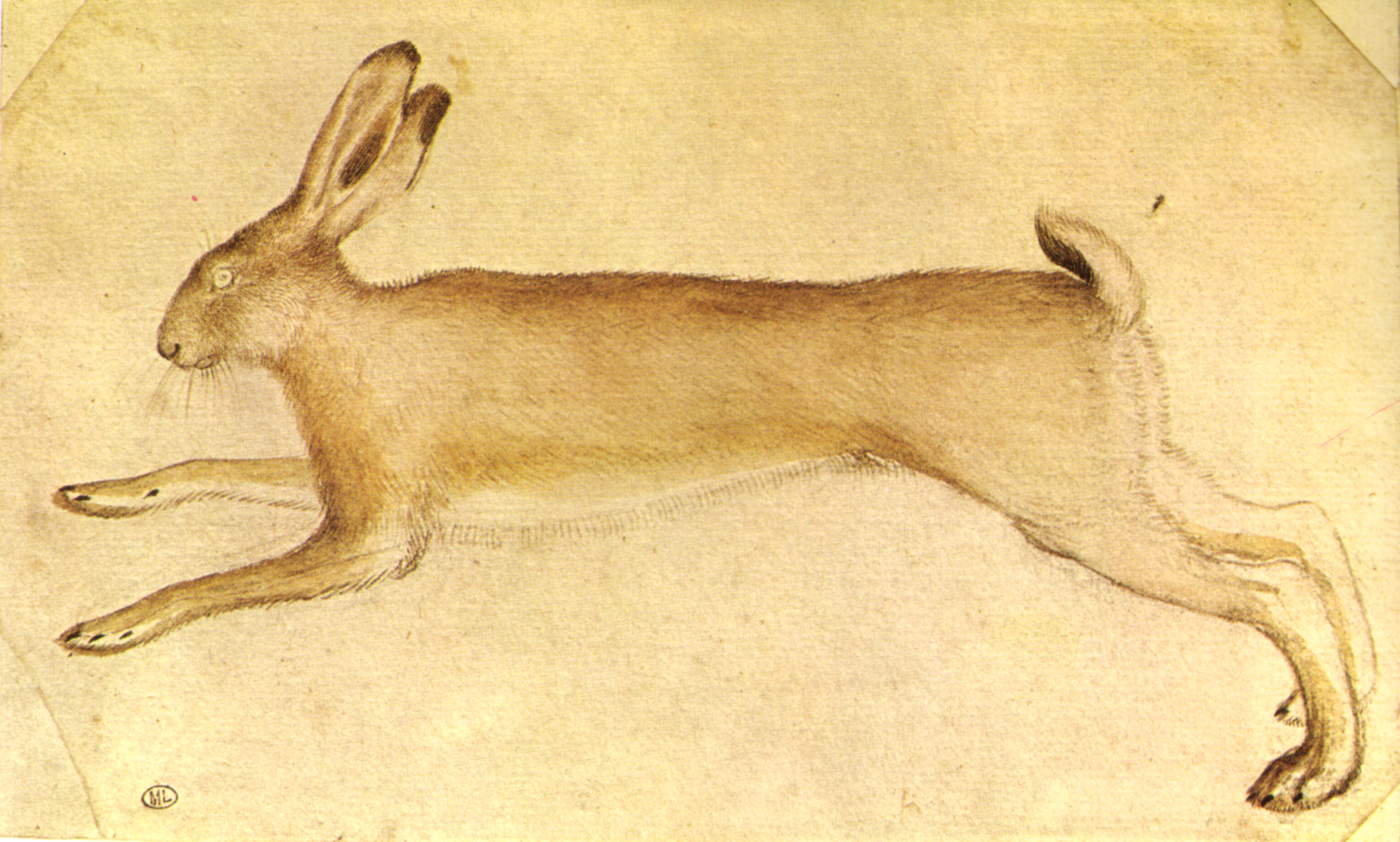
Rennende haas, inv. 2445, ca. 1433-1436, pen, zwart potlood en aquarel op papier, 13,9 × 22,5
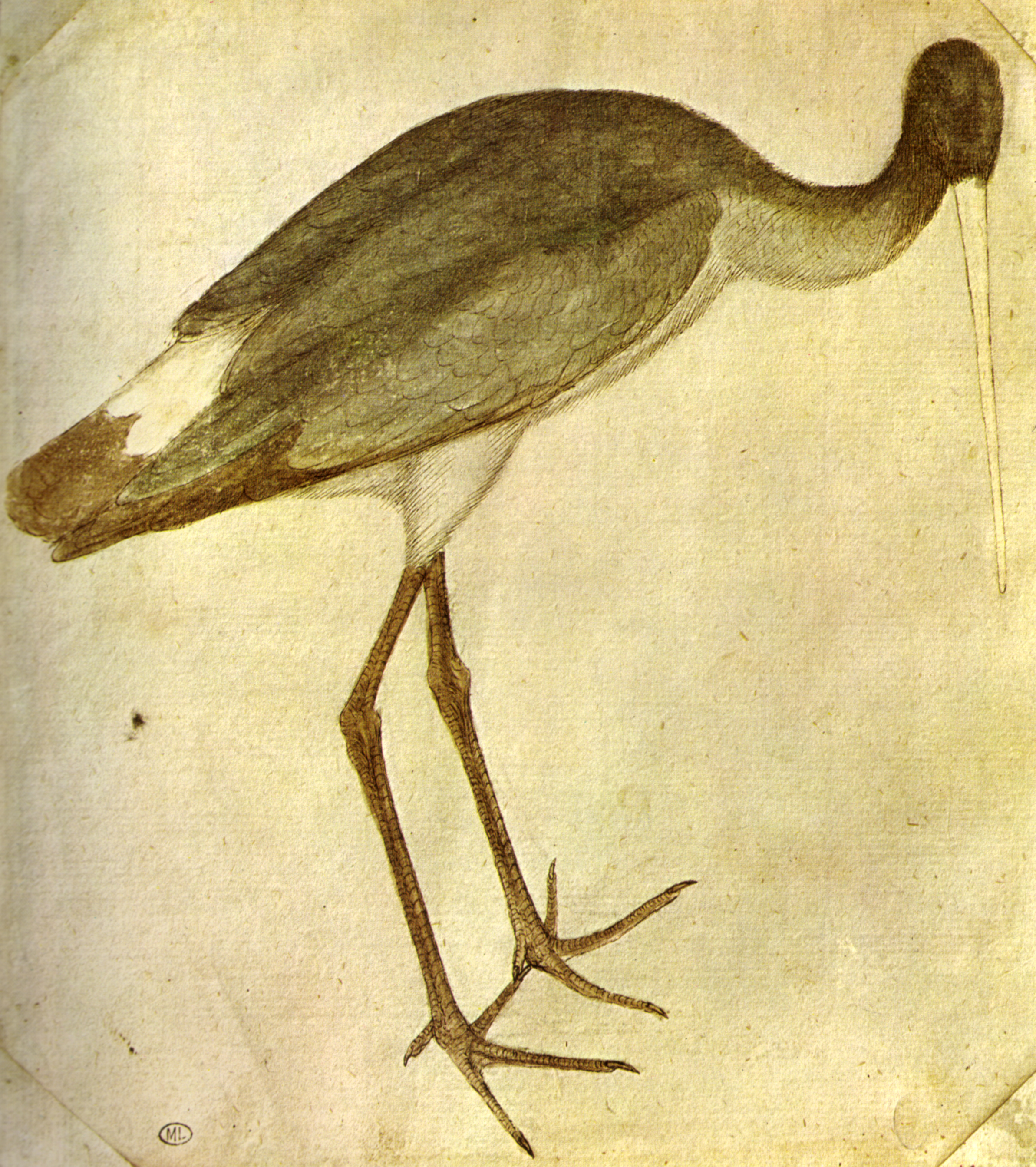
Ooievaar, inv. 2451, pen, sporen van potlood en aquarel op papier, 18,6, 20,9
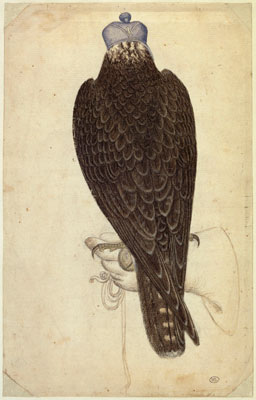
Valk, inv. 2453, ca. 1420-1430, pen, potlood en aquarel op papier, 23,9 × 15
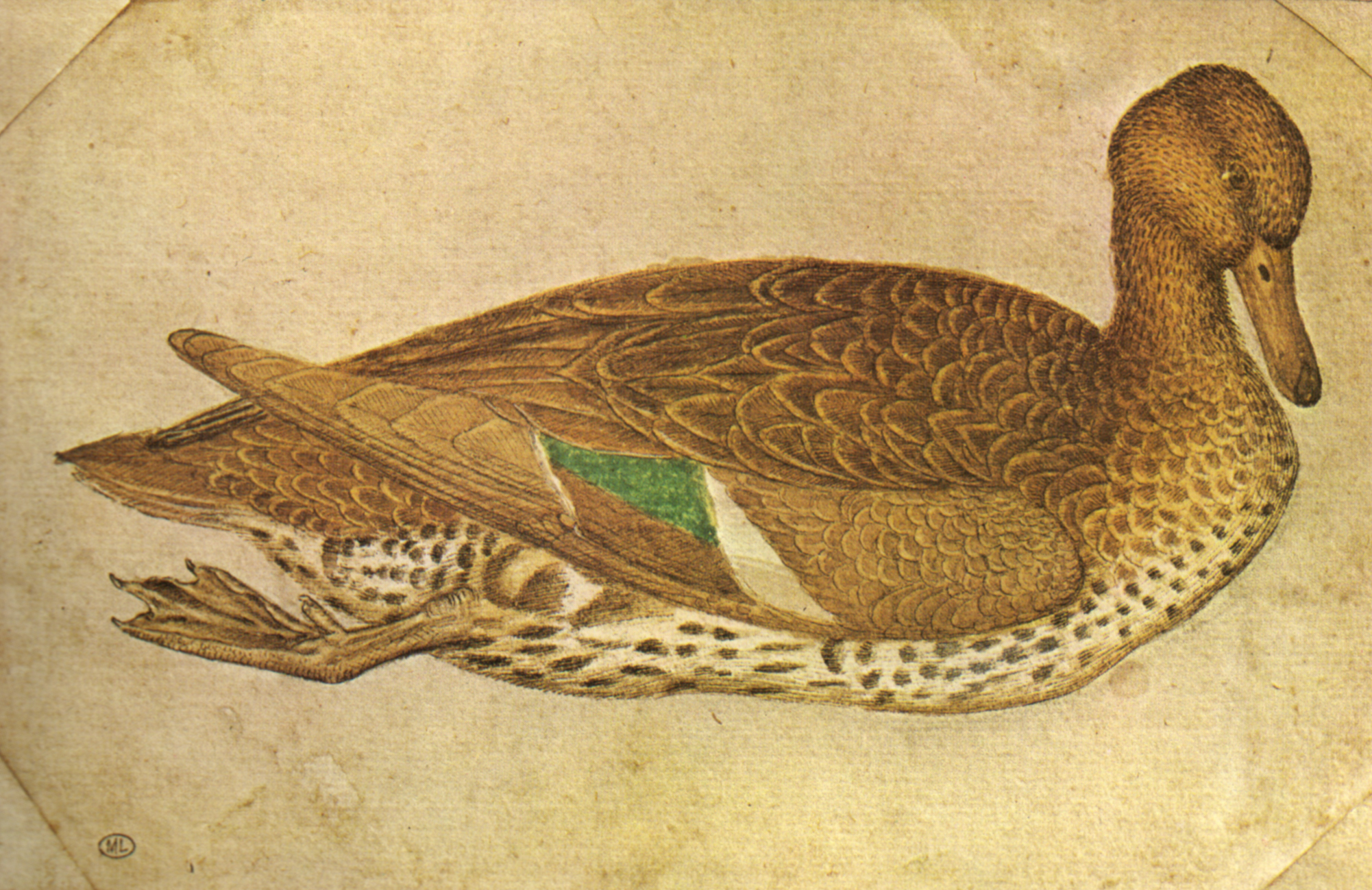
Taling, inv. 2465, ca. 1433-1436, pen, potlood en aquarel op papier, ca. 14 × 21,4
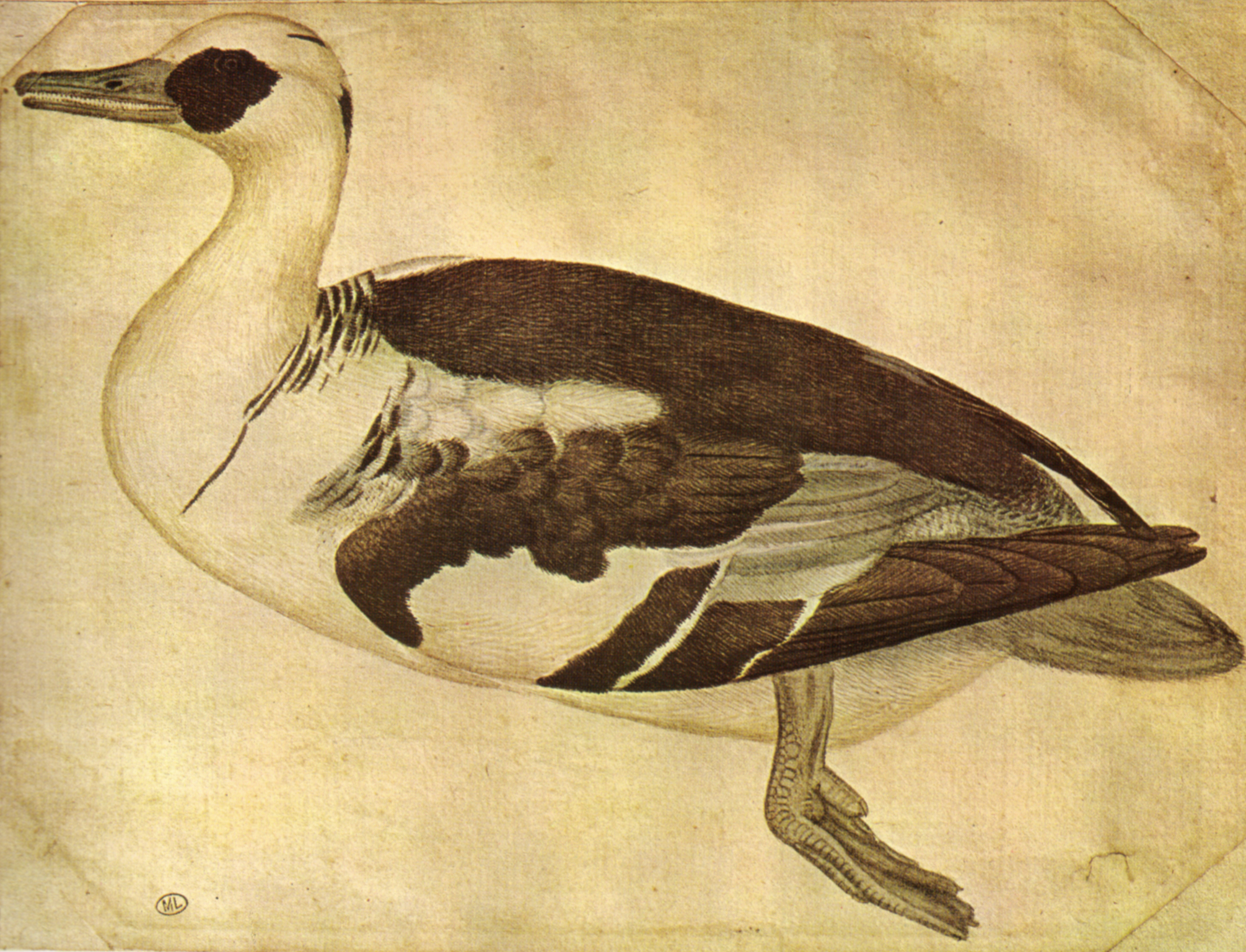
Eend, inv. 2462, ca. 1433-1436, pen, aquarel en loodwit op papier, 17 × 22,2
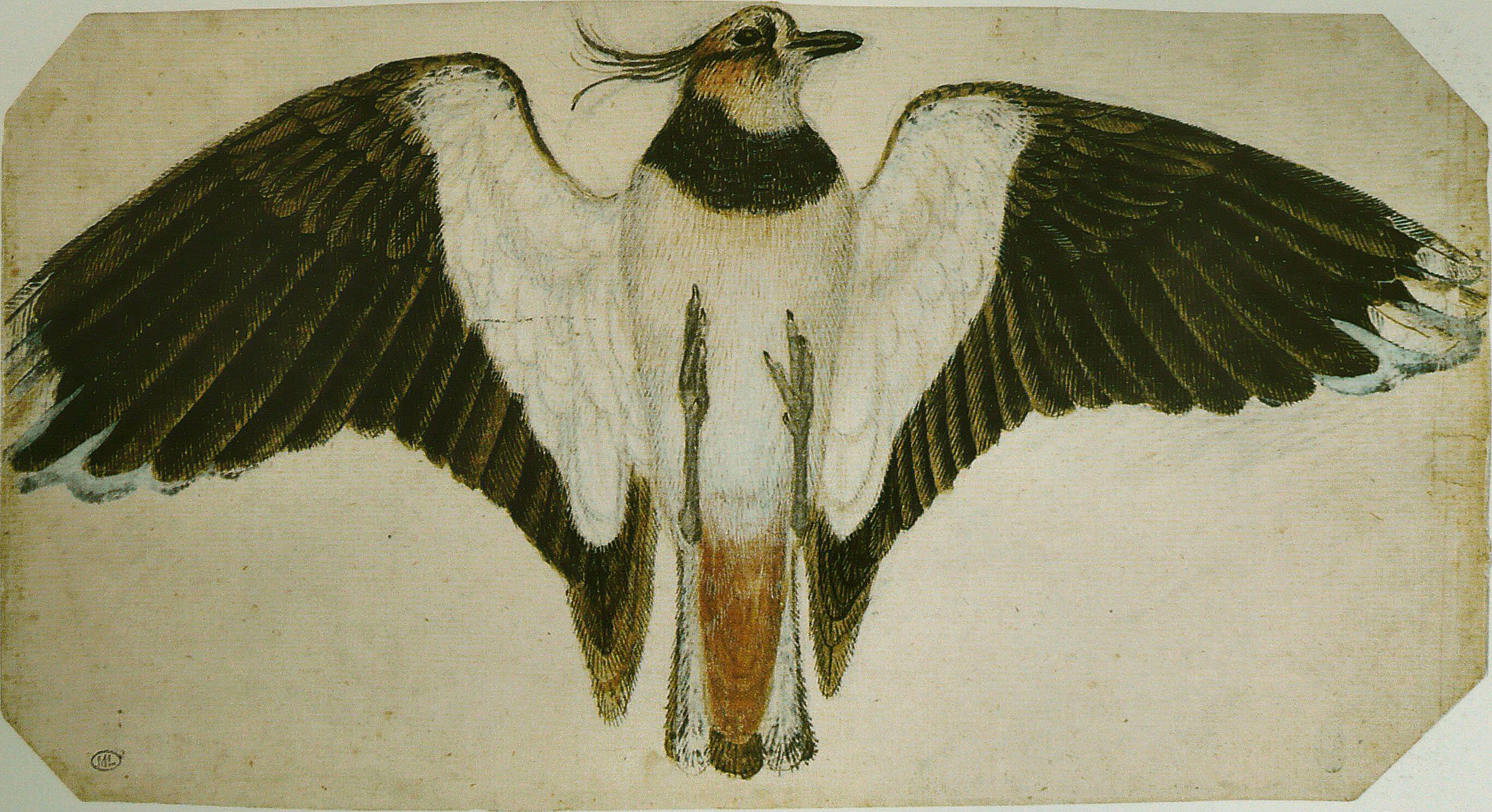
Kievit, inv. 2465r
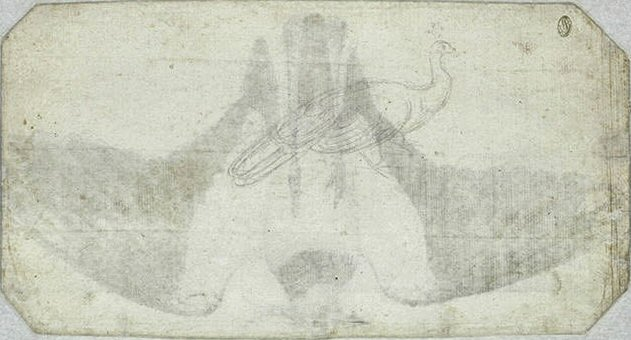
Pauw, inv. 2465v
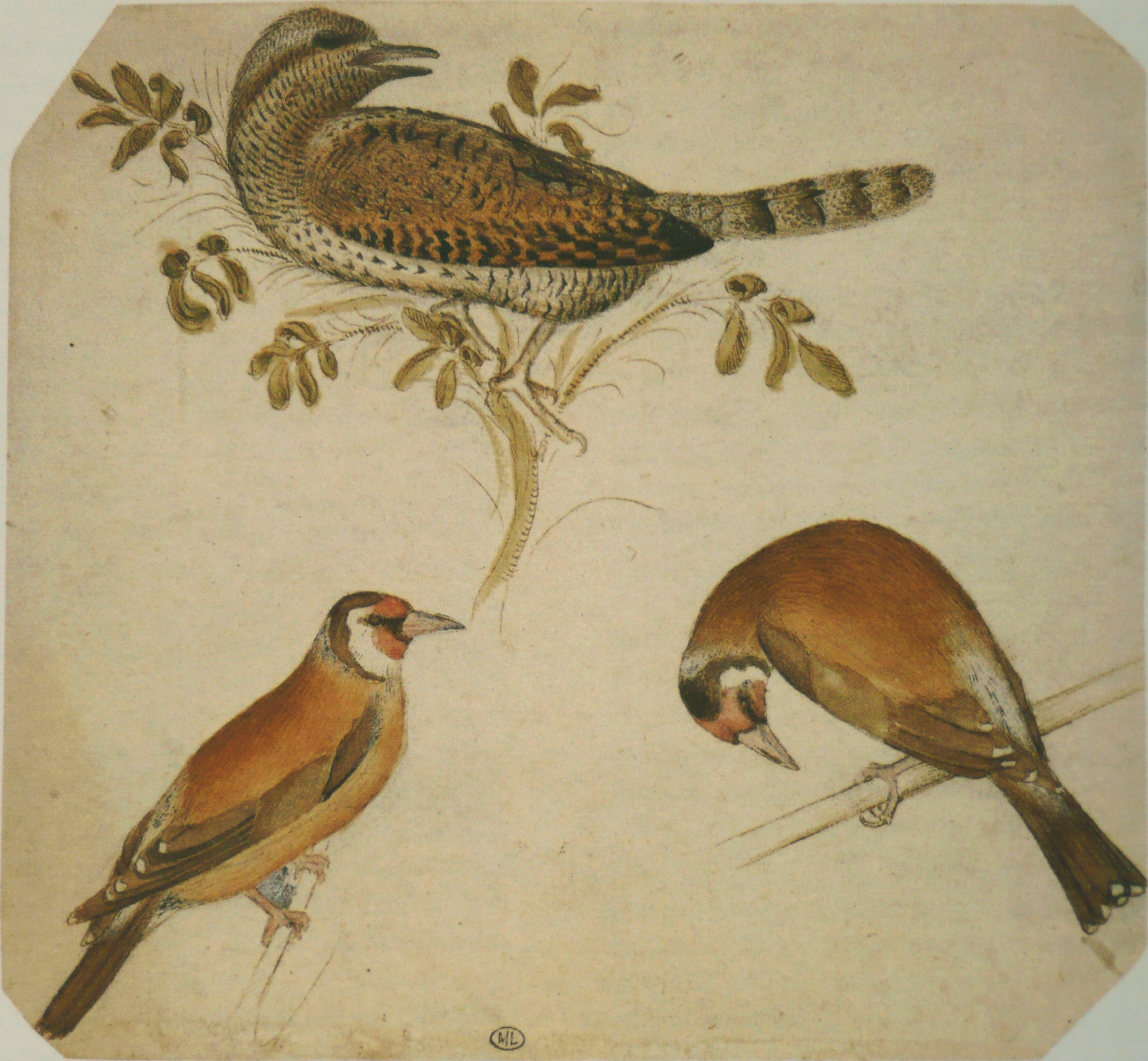
Draaihals, twee putters, inv. 2466r
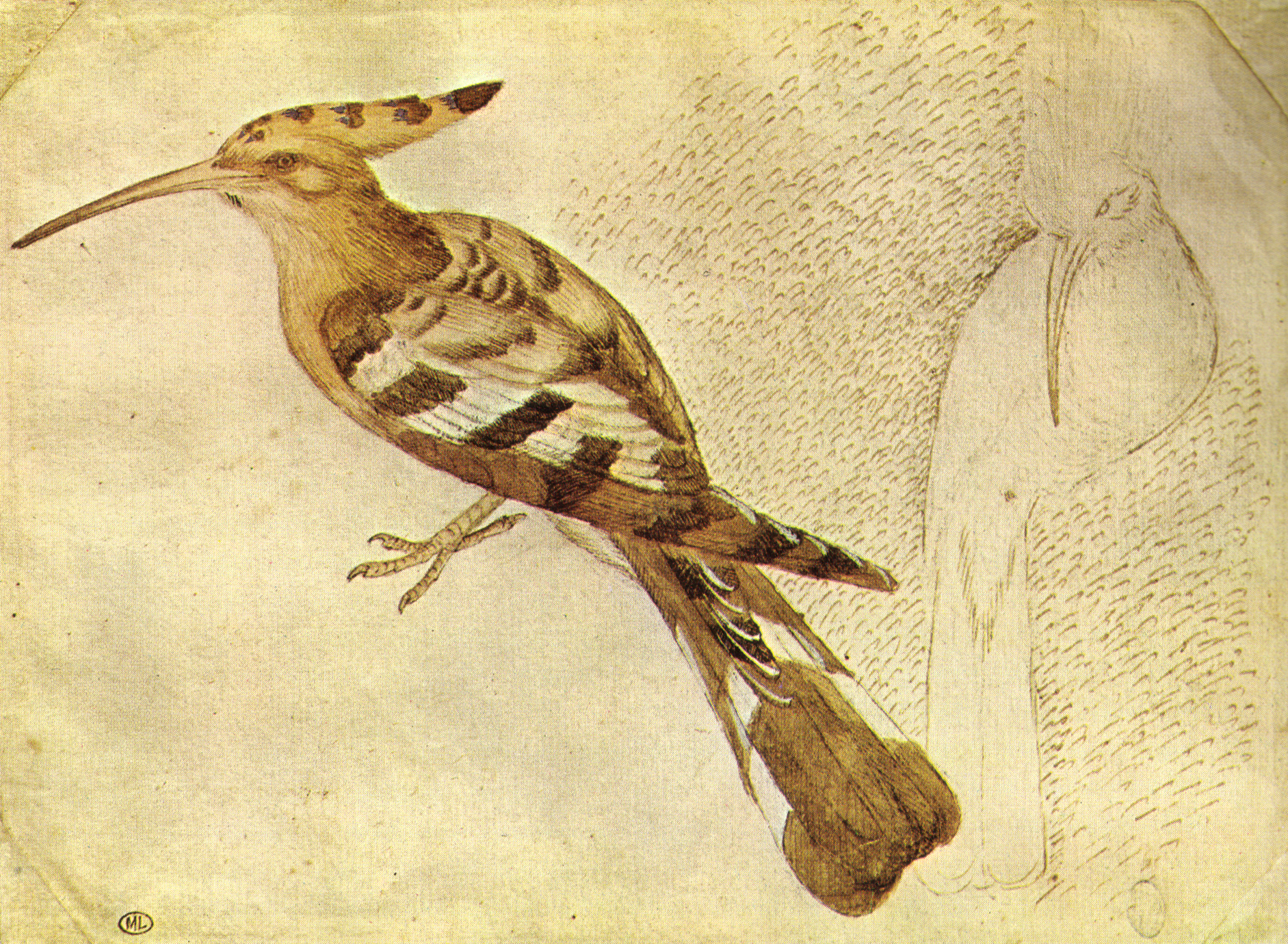
Twee hoppen, inv. 2467, zilverstift, pen, acquarel en loodwit op papier, 18,6 × 18,7
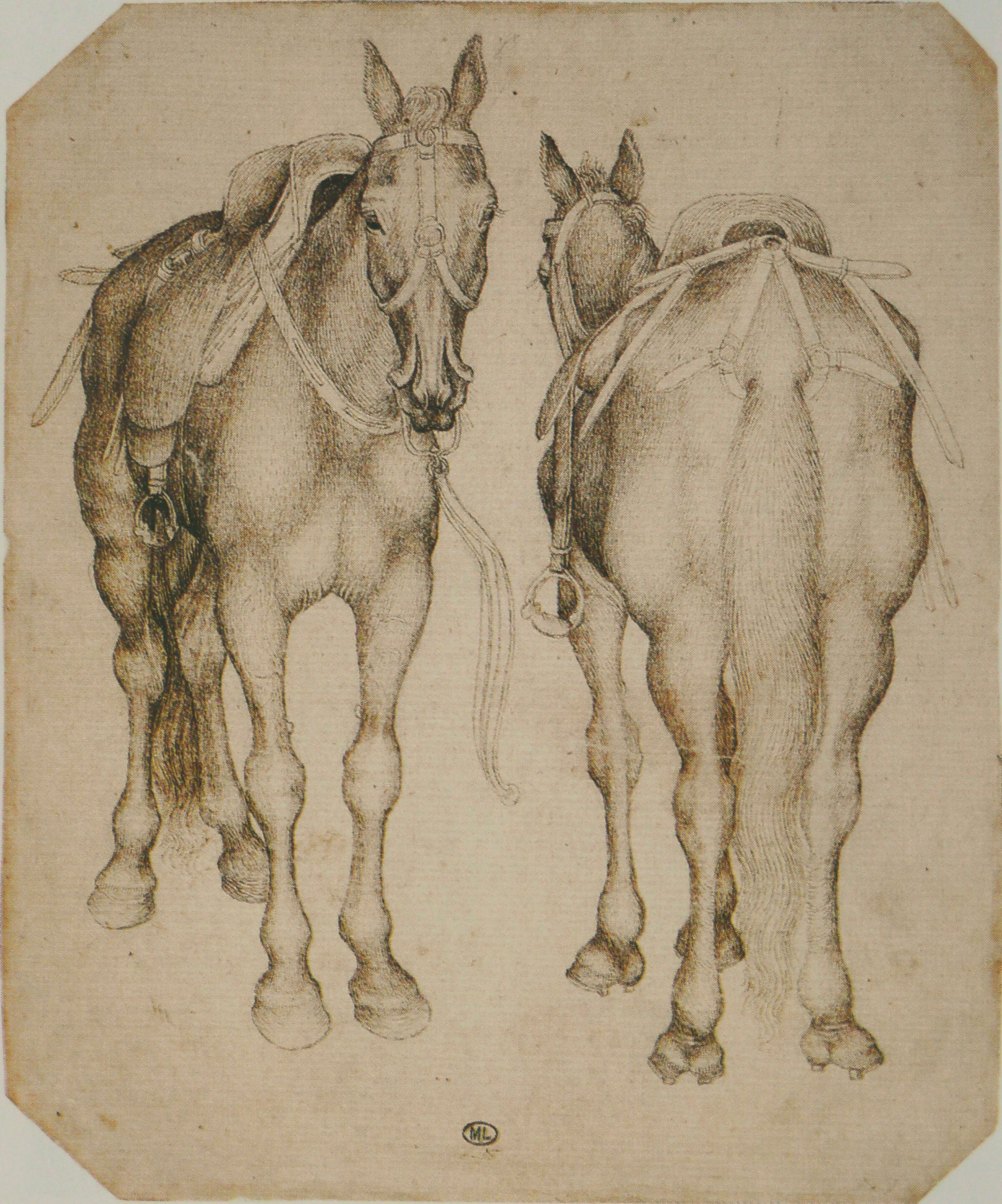
Twee paarden, inv. 2468, ca. 1433-1438, pen en potlood op papier, 20 × 16,5
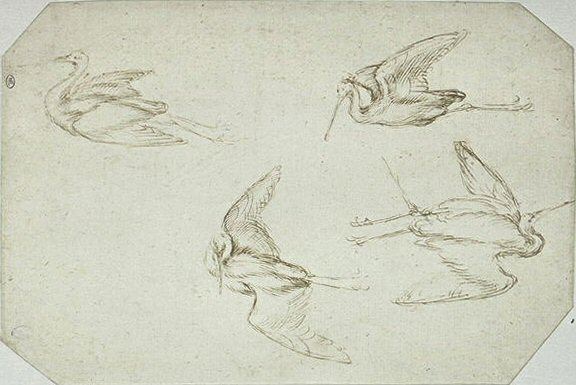
Vier reigers, inv. 2469, ca. 1433-1438, pen en inkt op papier, 17 × 24,6
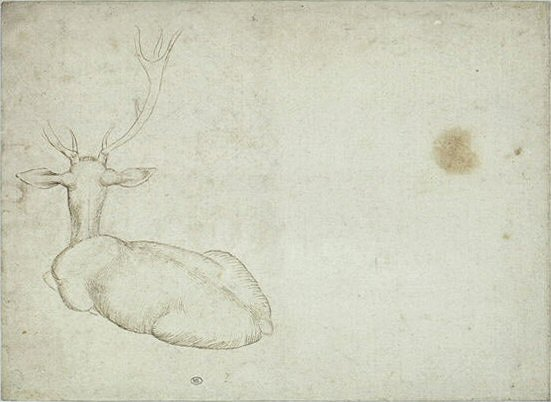
Liggend hert op de rug gezien, inv. 2489, ca. 1433-1436, pen en inkt op papier, 27,8 × 20,2
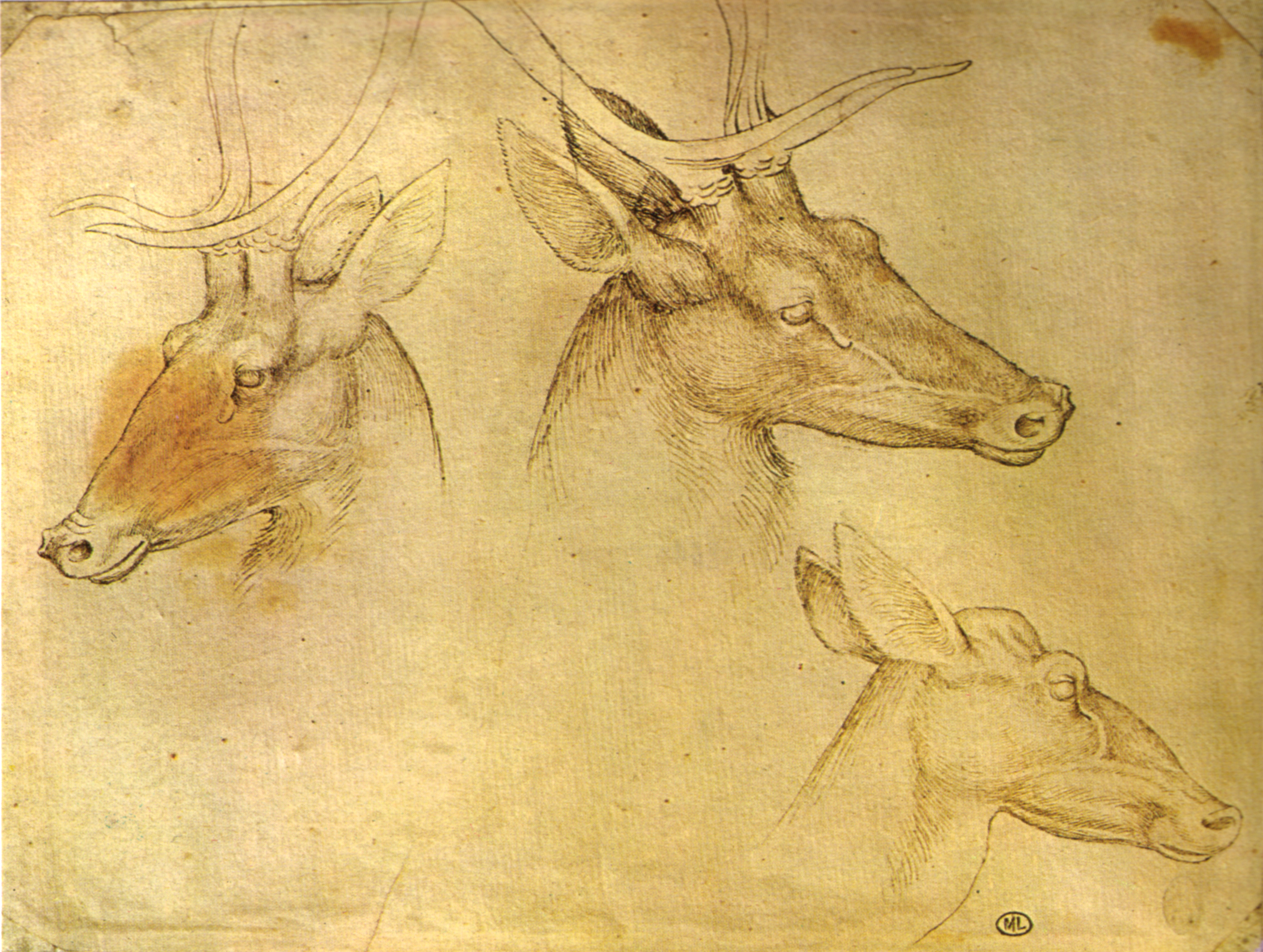
Drie hertenkoppen, inv. 2490, ca. 1433-1436, pen en potlood op papier, 15,8 × 20,8
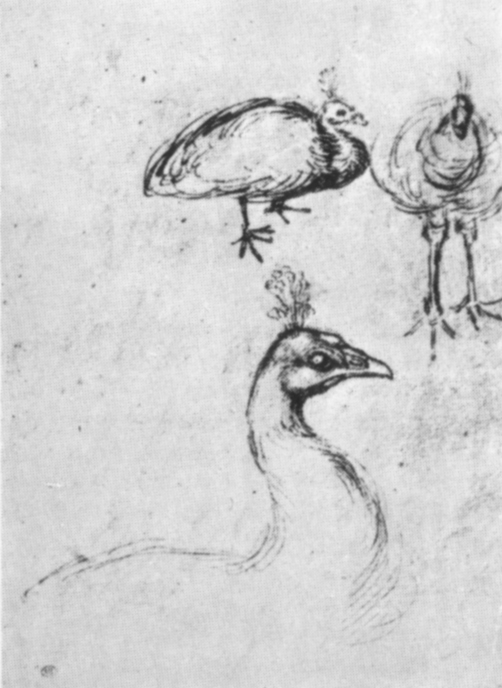
Drie pauwen, inv. 2507r, pen, bister en aquarel op rood papier, 24,5 × 18,6
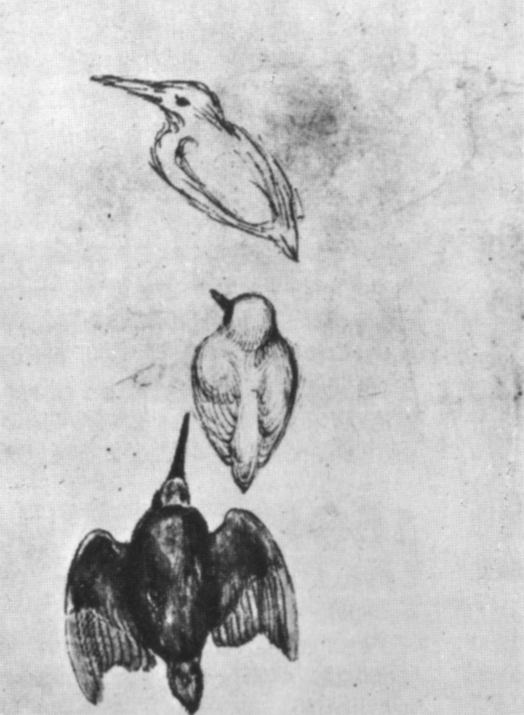
Vier ijsvogels, inv. 2507v, pen, bister en aquarel op rood papier, 24,5 × 18,6
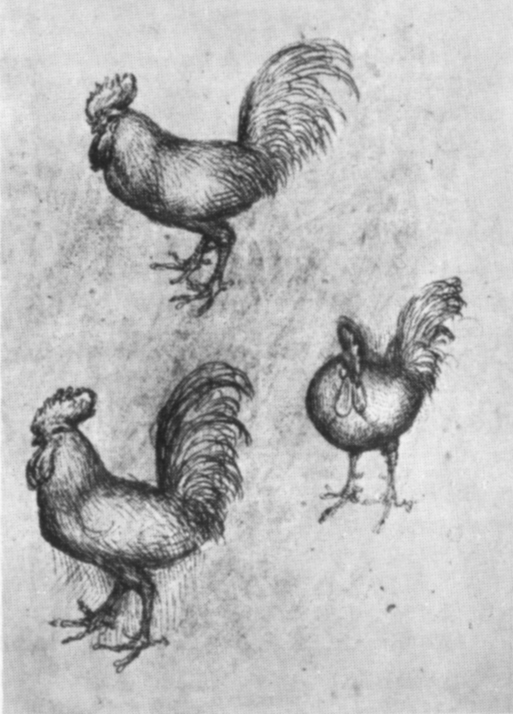
Drie hanen, inv. 2511r, pen en inkt op rood papier, 24,8 × 18,2
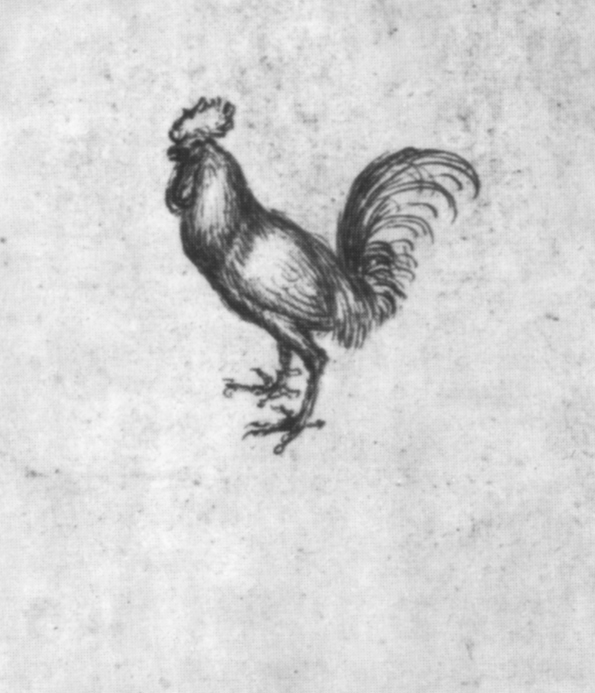
Haan, inv. 2511v, pen en inkt op rood papier, 24,8 × 18,2
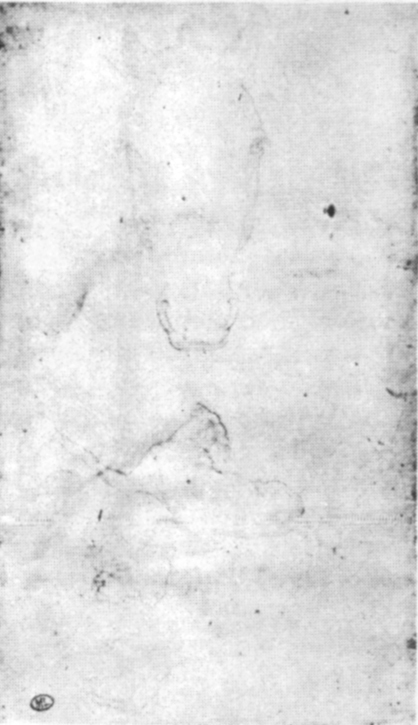
Paardenhoofd, liggende hond, koppen van een mastiff, inv. 2513, zilverstift op perkament, 18,5 × 11
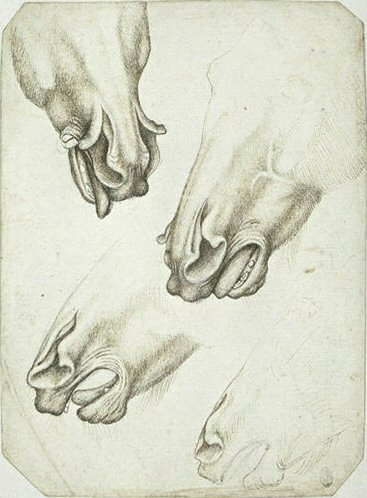
Vier paardensnuiten met opgesperde neusgaten, inv. 2353, pen en sporen van potlood op papier, 25,2 × 19,1
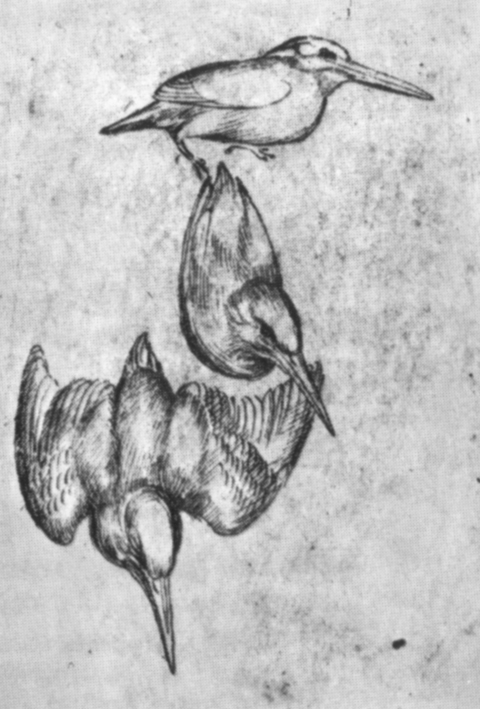
Drie ijsvogels, inv. 2509r, pen en inkt op rood papier, 24,9 × 18,2
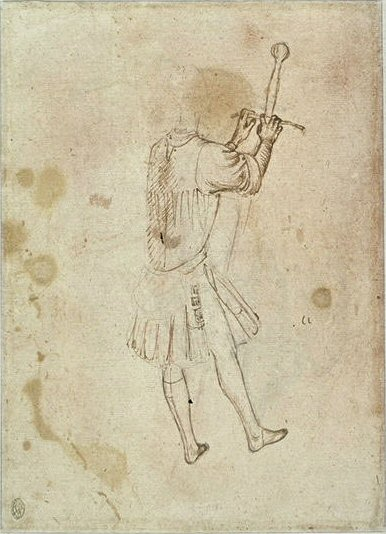
Schildknaap, inv. 2509v, pen en inkt op rood papier, 24,9 × 18,2
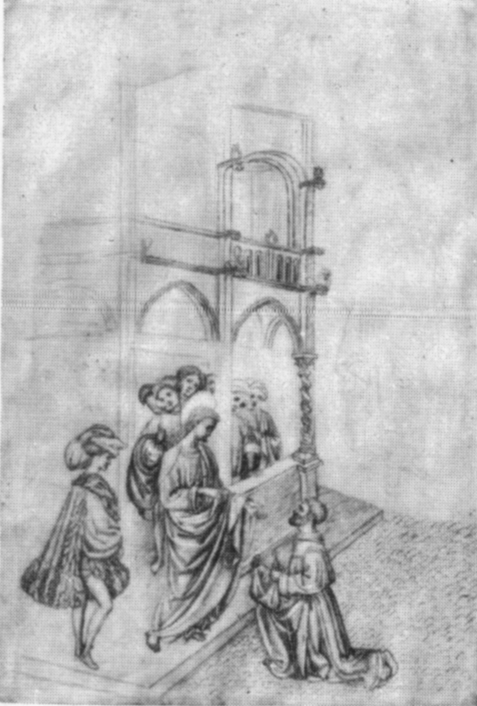
Johannes de Doper (?) die een pelgrim ontvangt, inv. 2541r, ca. 1431, pen en sporen van zilverstift op perkament, 27,4, 19,5
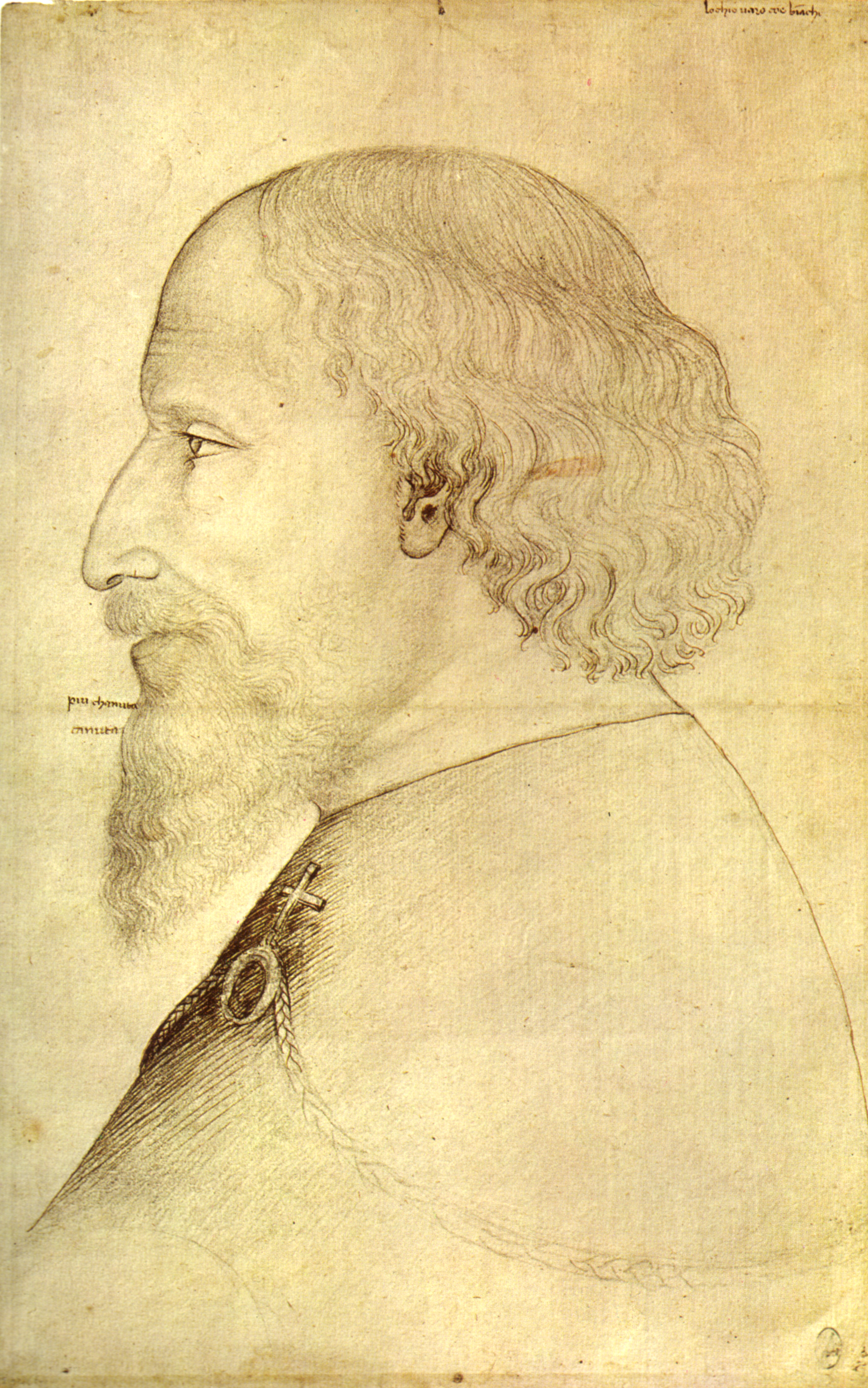
Mannenhoofd in profiel, inv. 2339, ca. 1432-1433, pen en potlood op papier, 33,3 × 21,1
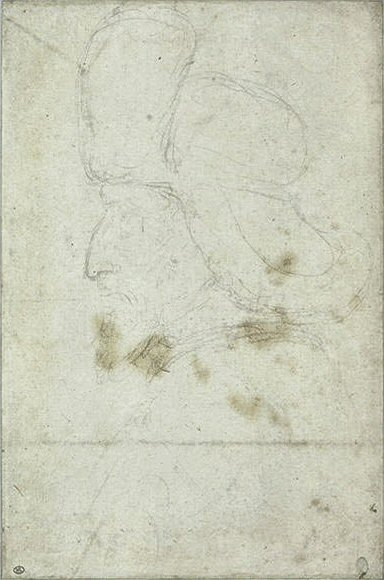
Mannenhoofd in profiel, inv. 2479, ca. 1433, pen en inkt op papier, 30,3 × 20,8
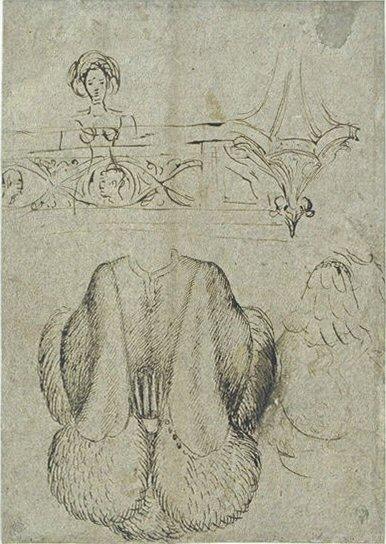
Vrouw bij een balustrade, bontjas, inv. 2275r, ca. 1433-1438, pen en sporen van potlood op grijs papier, 24,7 × 17,4
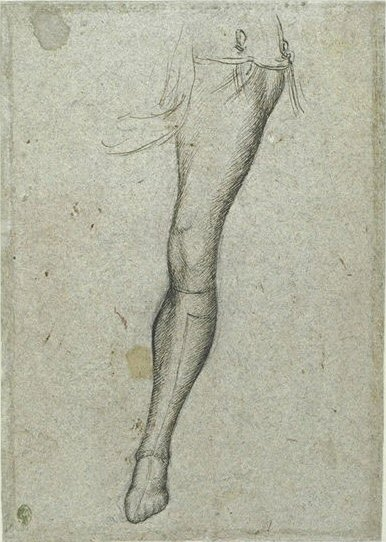
Been, inv. 2275v, ca. 1433-1438, pen en sporen van potlood op grijs papier, 24,7 × 17,4
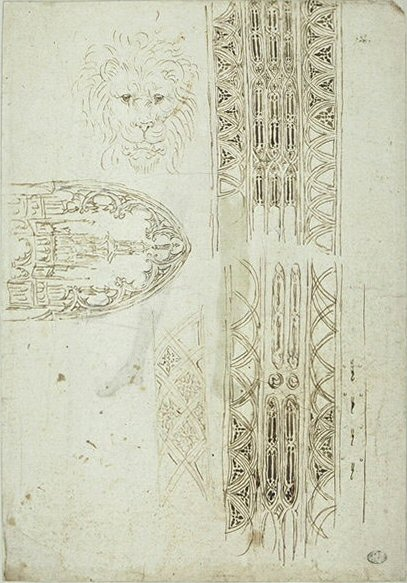
Bouwkundige motieven, leeuwenkop, inv. 2290r, ca. 1433-1438, pen en inkt op papier, 29,3 × 20,2
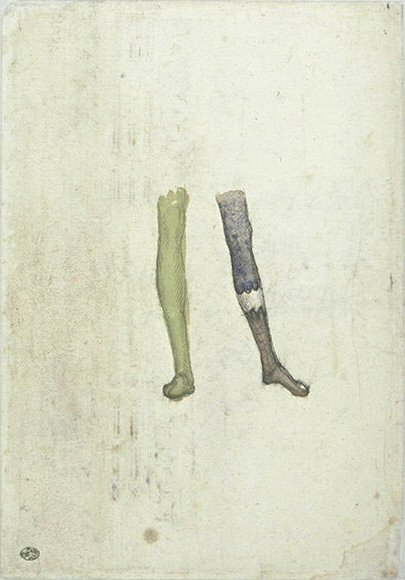
Twee benen, inv. 2290v, ca. 1433-1438, pen en inkt op papier, 29,3 × 20,2
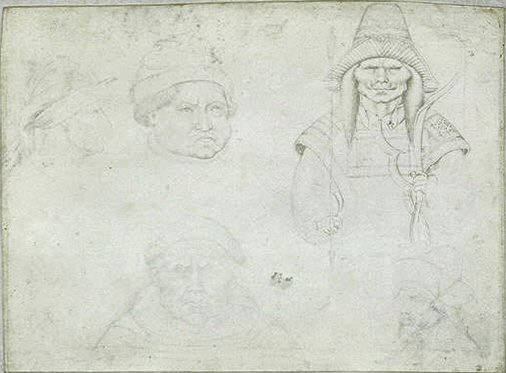
Vijf mannenkoppen, inv. 2325, ca. 1433-1438, zilverstift op perkament, 17,5 × 23
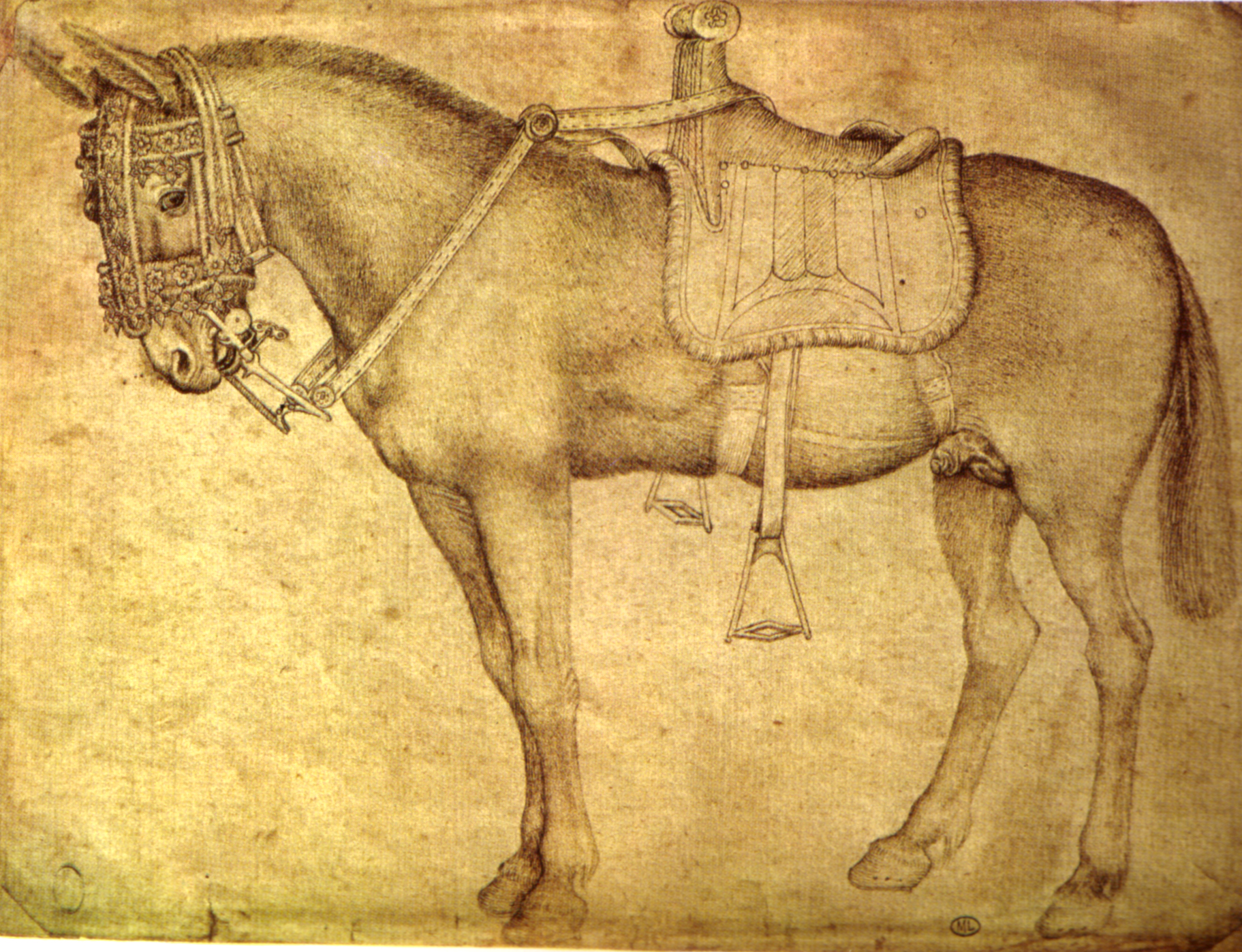
Muildier, inv. 2380, ca. 1433-1438, pen en sporen van potlood op papier, 18,8 × 24,9
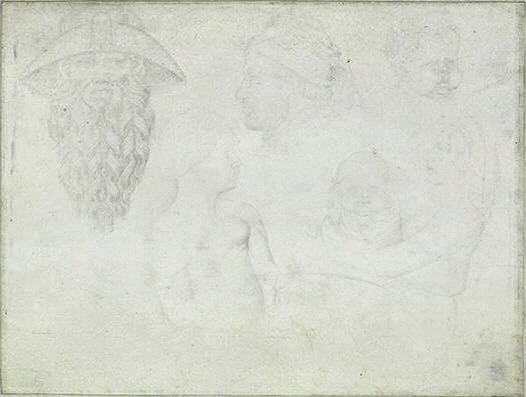
Twee hoofden van een man, twee hoofden van een kind, twee vrouwenfiguren, inv. 2326, ca. 1433-1438, zilverstift op perkament, 18,1 × 23,6
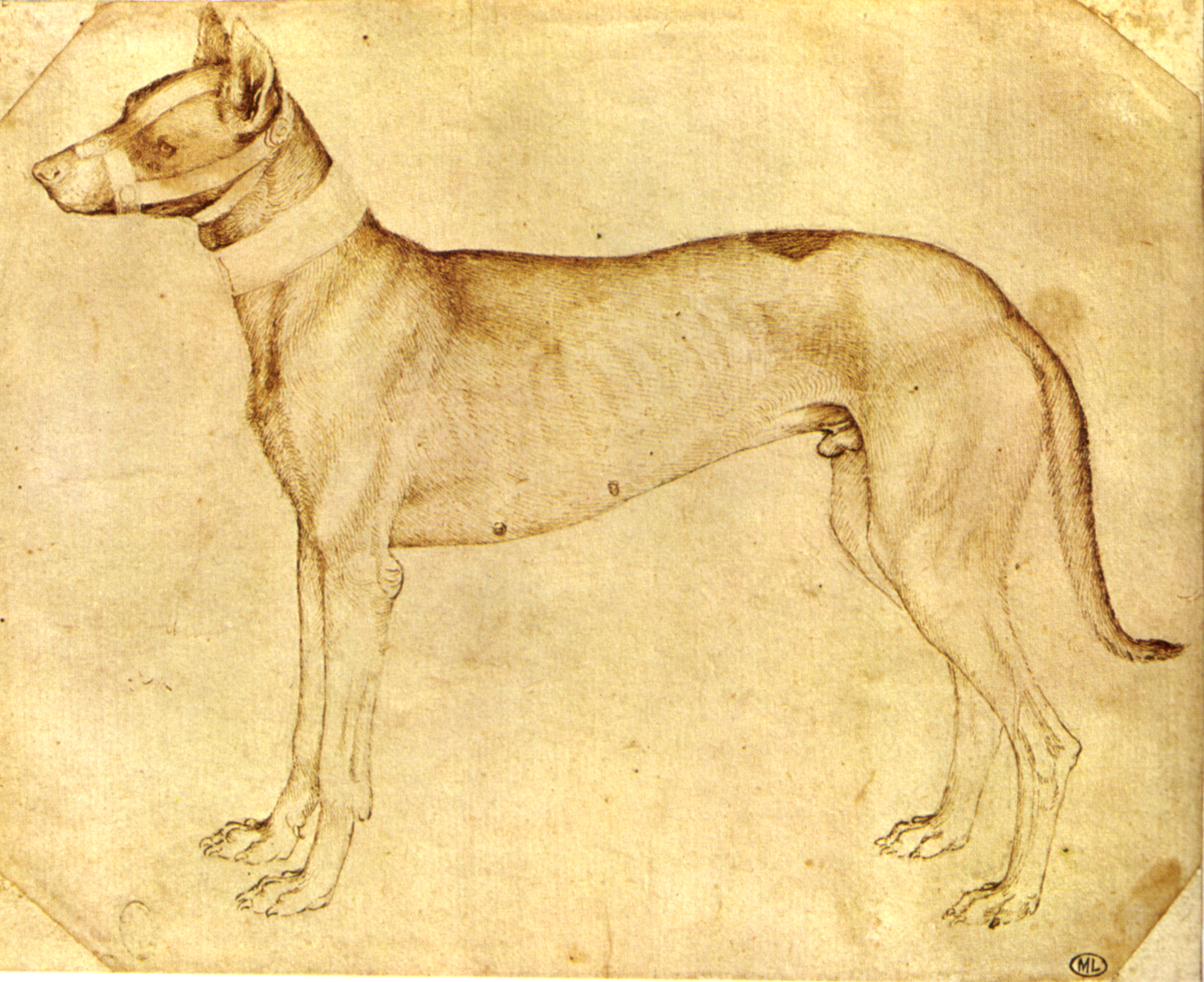
Jachthond, inv. 2434, ca. 1433-1438, pen en inkt op papier, 16 × 19,5
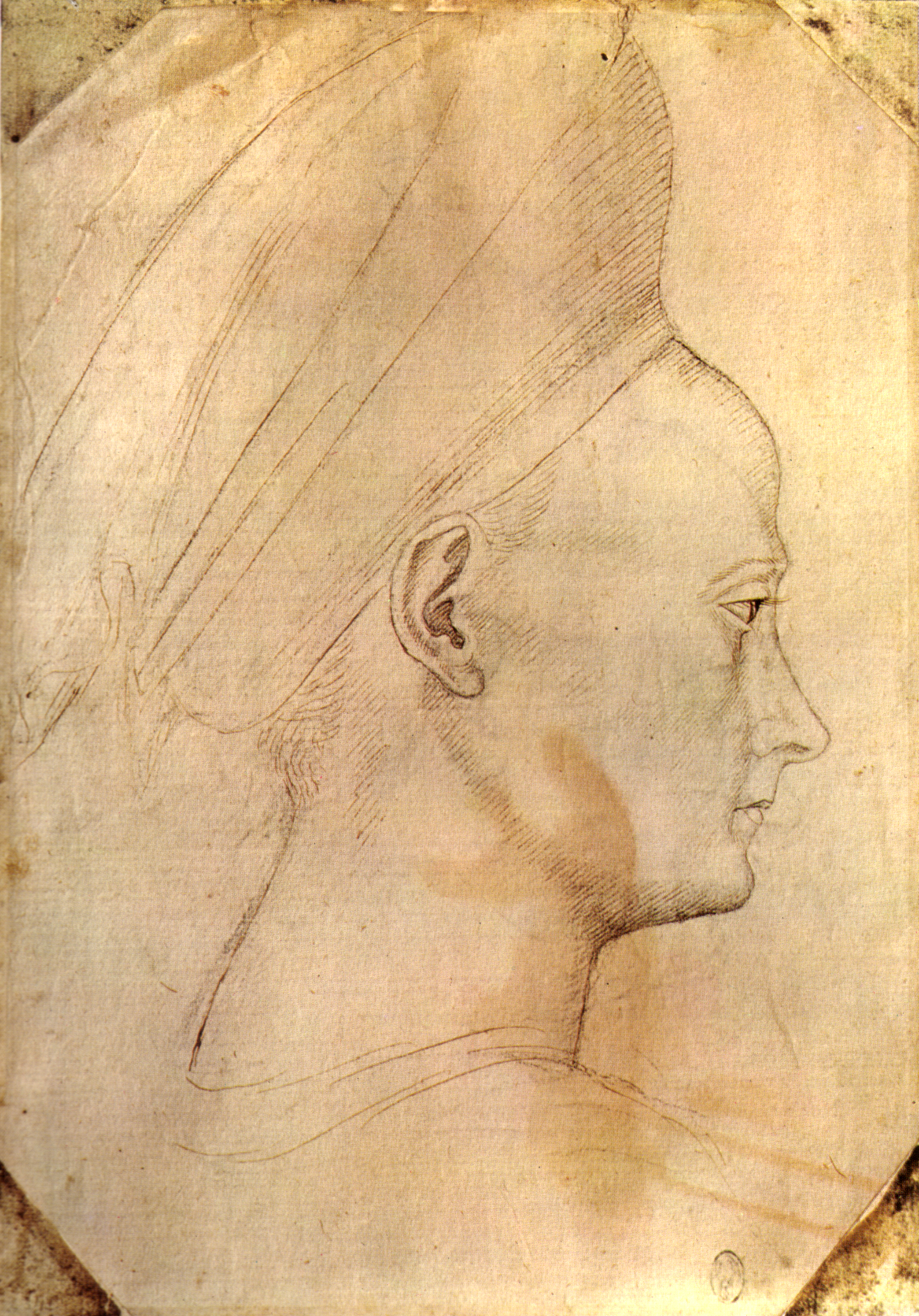
Vrouwenhoofd in profiel naar rechts, inv. 2342r, ca. 1433-1438, pen en potlood op papier, 25 × 17,2
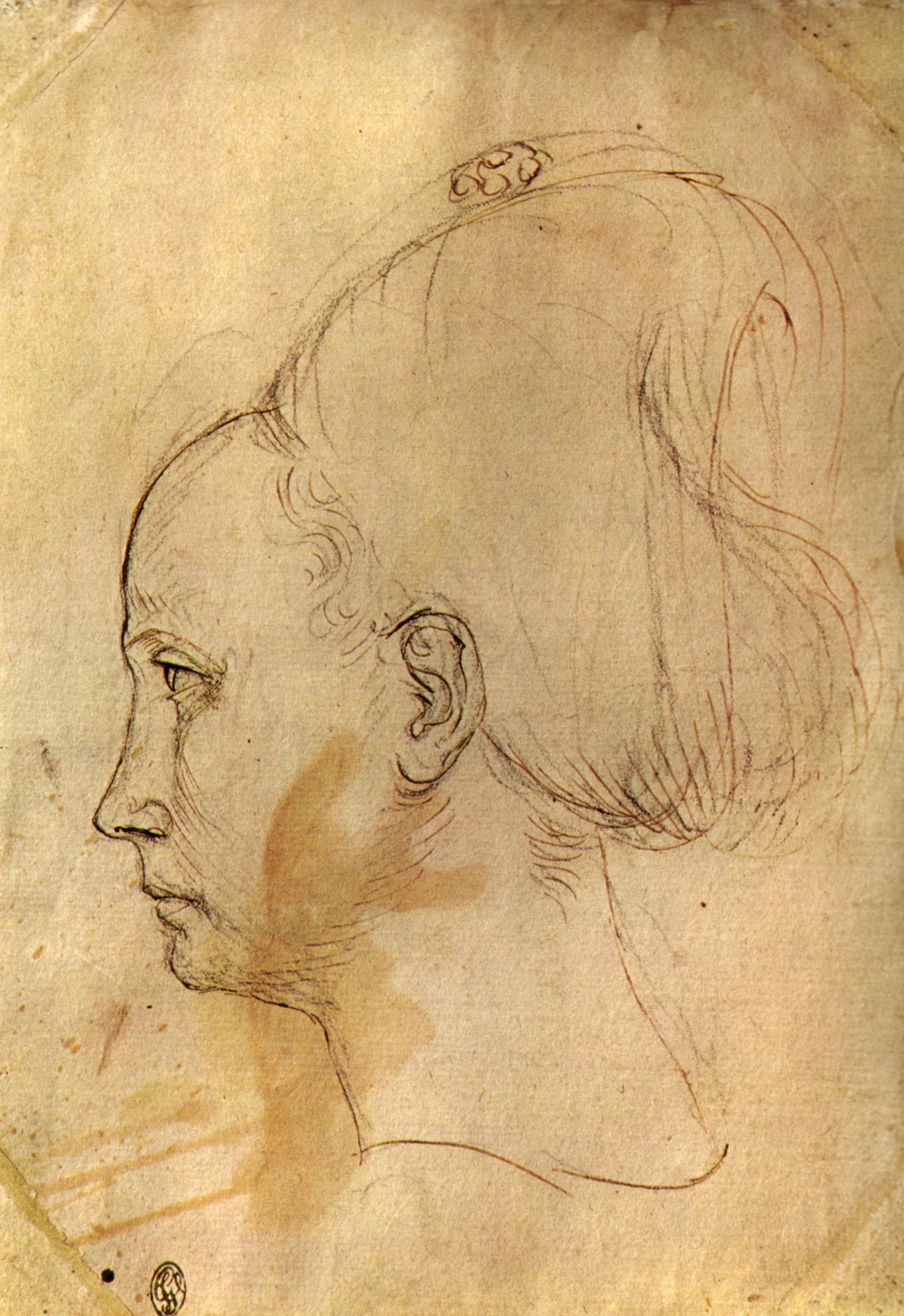
Vrouwenhoofd in profiel naar links, inv. 2342v, ca. 1433-1438, pen en potlood op papier, 25 × 17,2
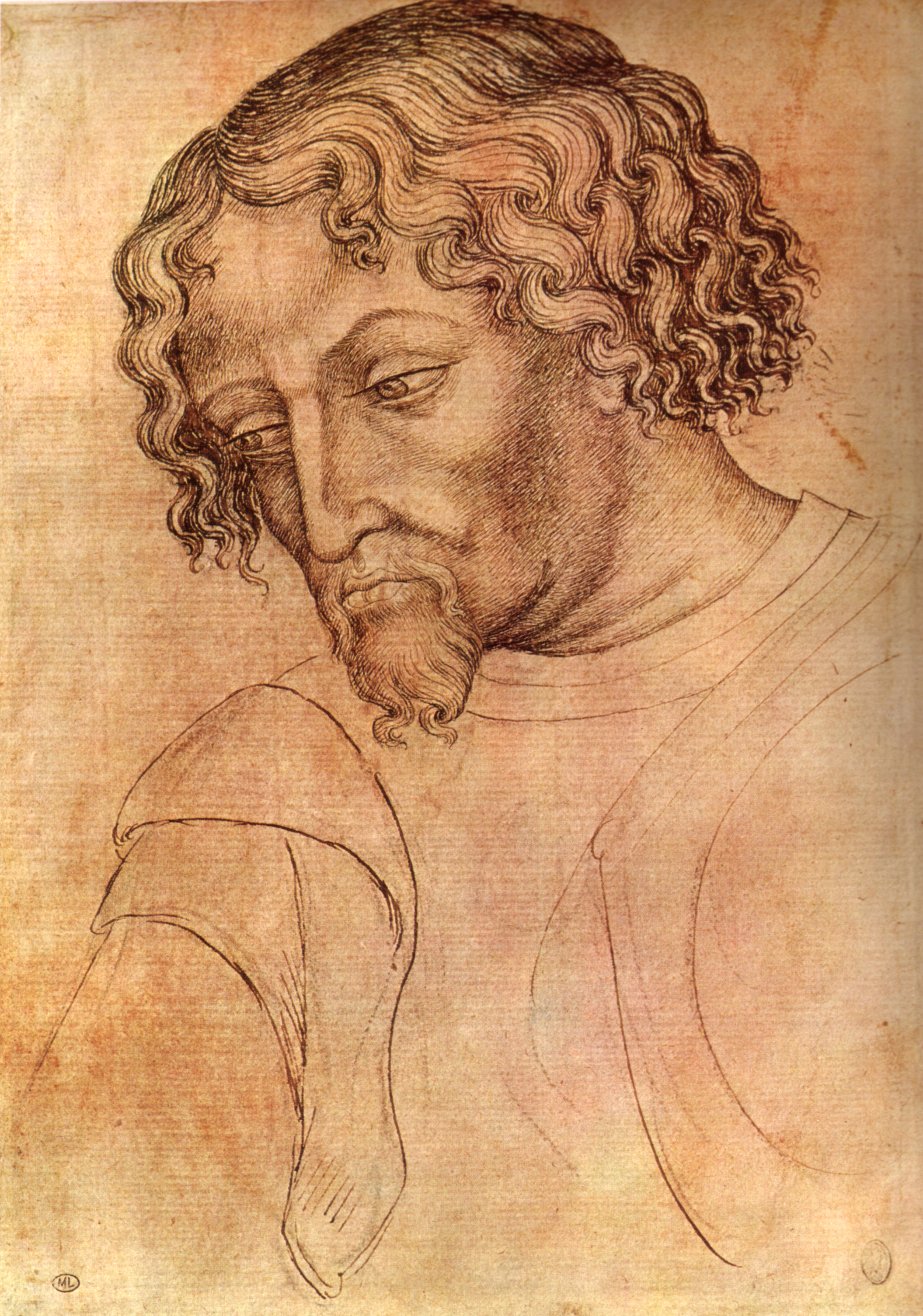
Kop van een man met baardje, inv. 2621, ca. 1433-1438, pen en potlood op roze papier, 28,1 × 20,1
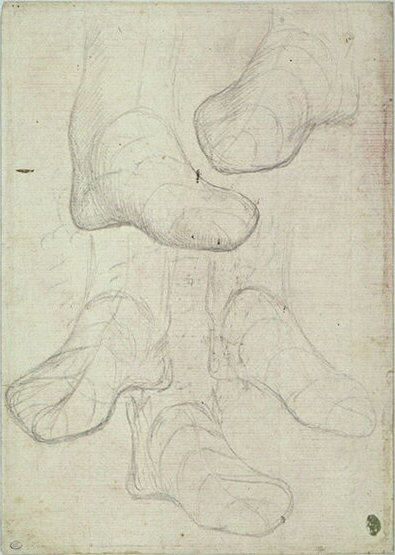
Vijf voeten, inv. 2281r, ca. 1433-1438, potlood op roze papier, 19,8 × 16,8
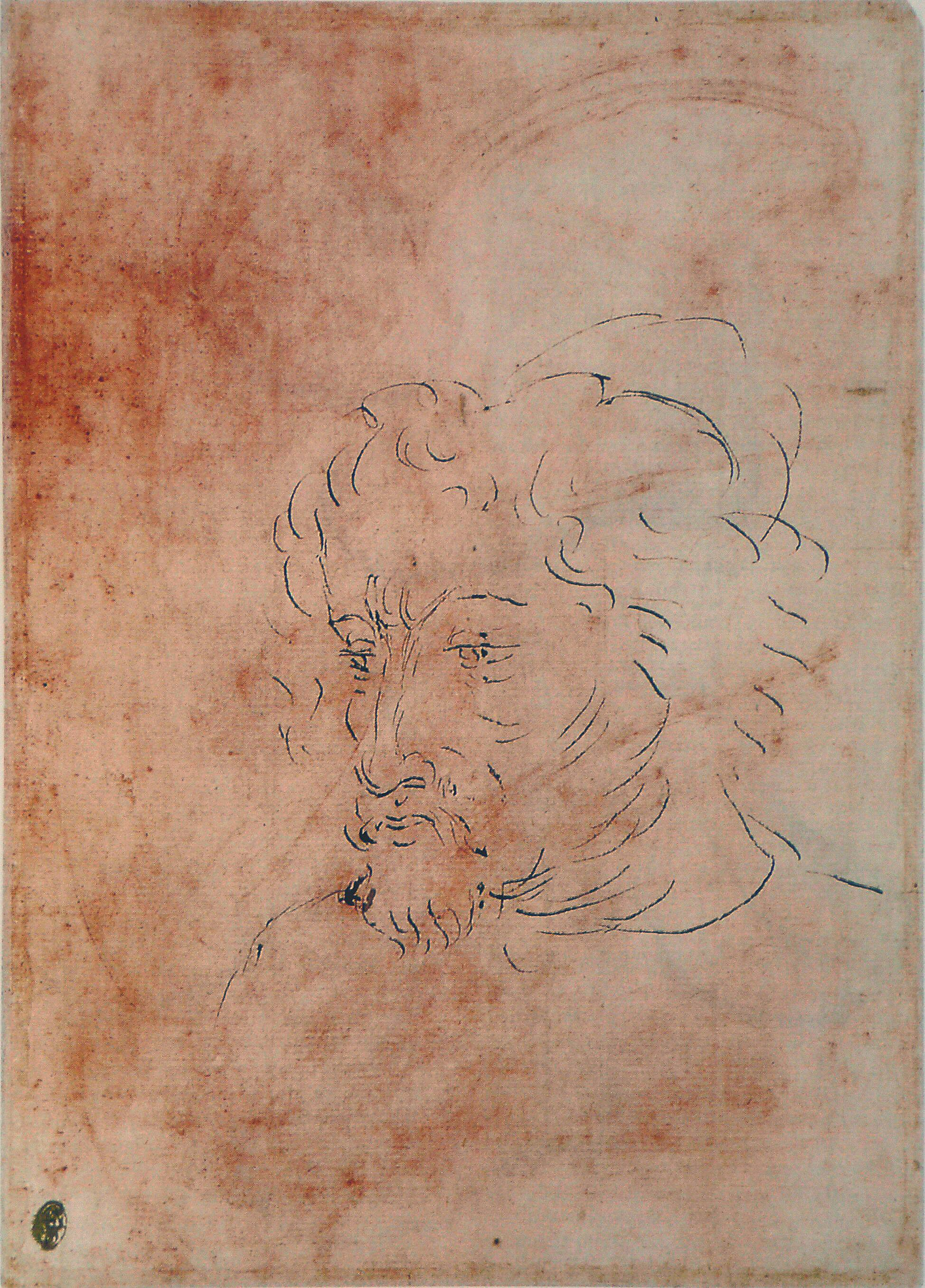
Kop van een man met baardje, inv. 2281v, ca. 1433-1438, potlood op roze papier, 19,8 × 16,8
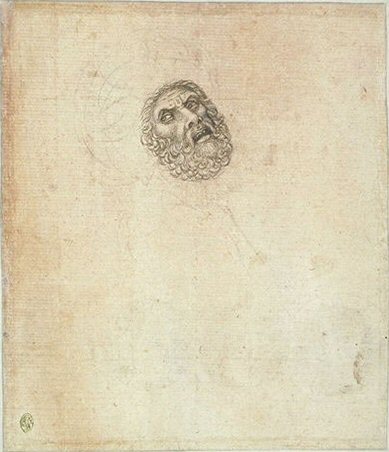
Kop van een man met baard, inv. 2315 v, ca. 1433-1438, pen en potlood op roze papier, 22 × 19,5
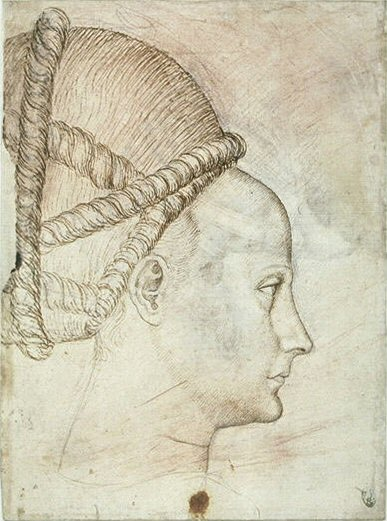
Vrouwenhoofd in profiel naar rechts, inv. 2343r, ca. 1433-1438, pen en potlood op rood papier, 24,5 × 18,2
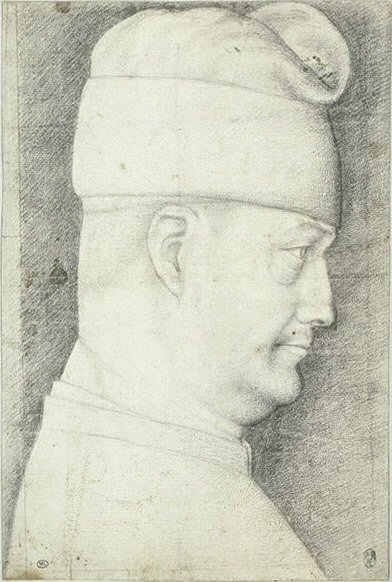
Profiel van Filippo Maria Visconti, inv. 2483, ca. 1440, potlood op papier, 28,9 × 19,6
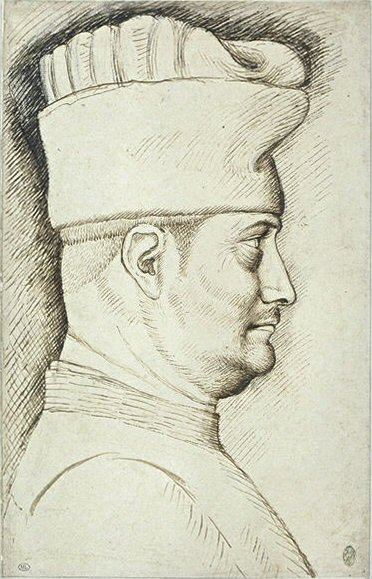
Profiel van Filippo Maria Visconti, inv. 2484, pen en bruine inkt op papier, 29,1 × 18,7
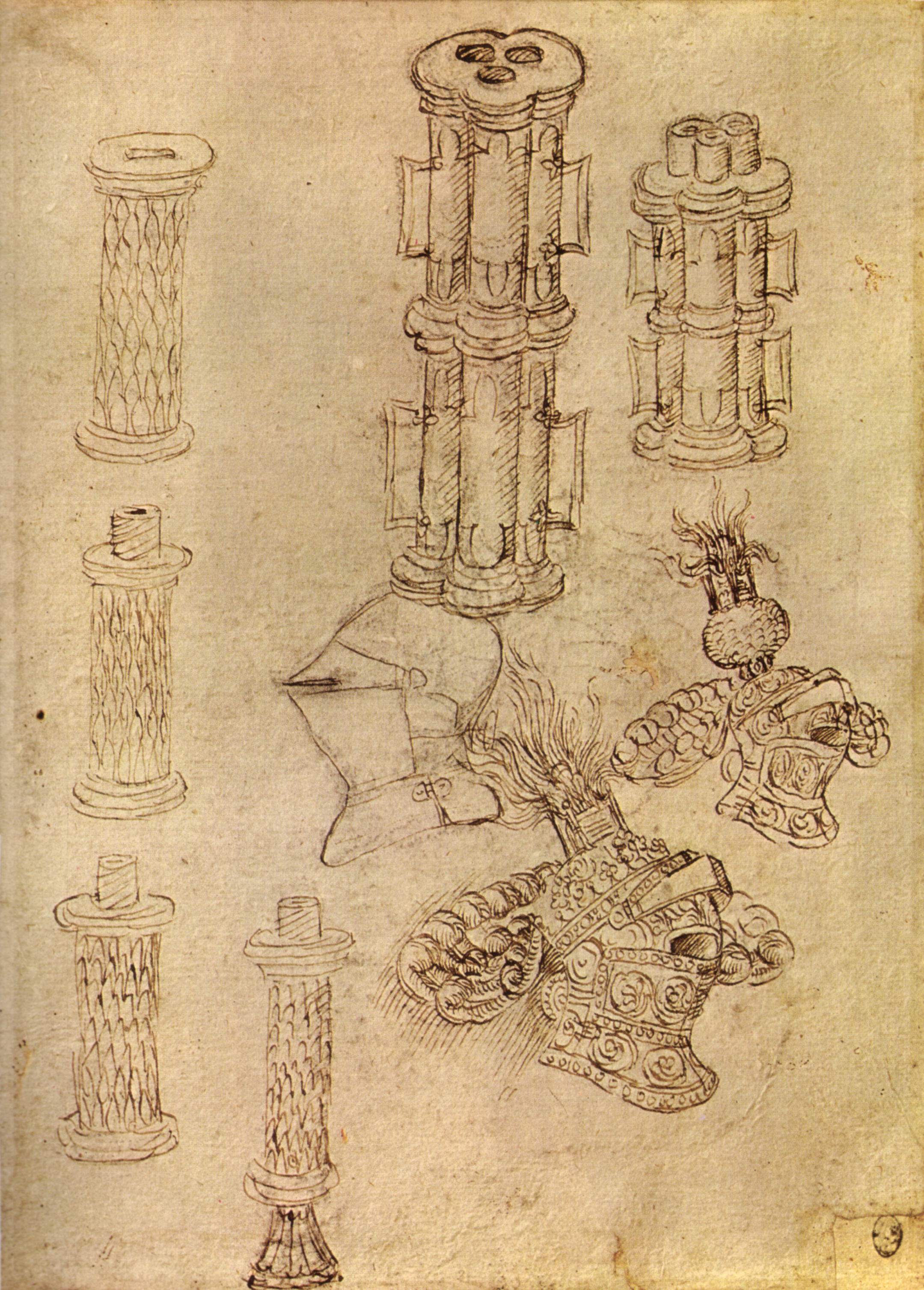
Vuurwapens, drie helmen, inv. 2295r, ca. 1440-1450, pen en sporen van potlood op papier, 28 × 20,7
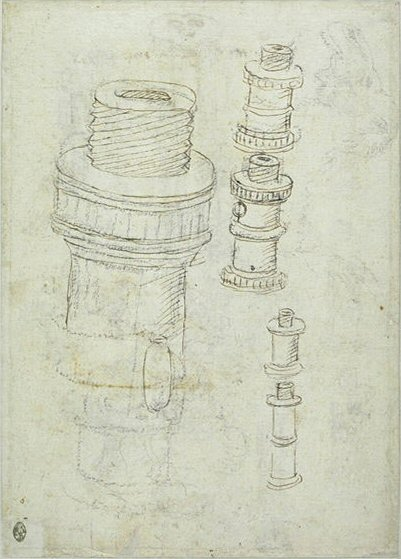
Vuurwapens, inv. 2295v, ca. 1440-1450, pen en sporen van potlood op papier, 28 × 20,7
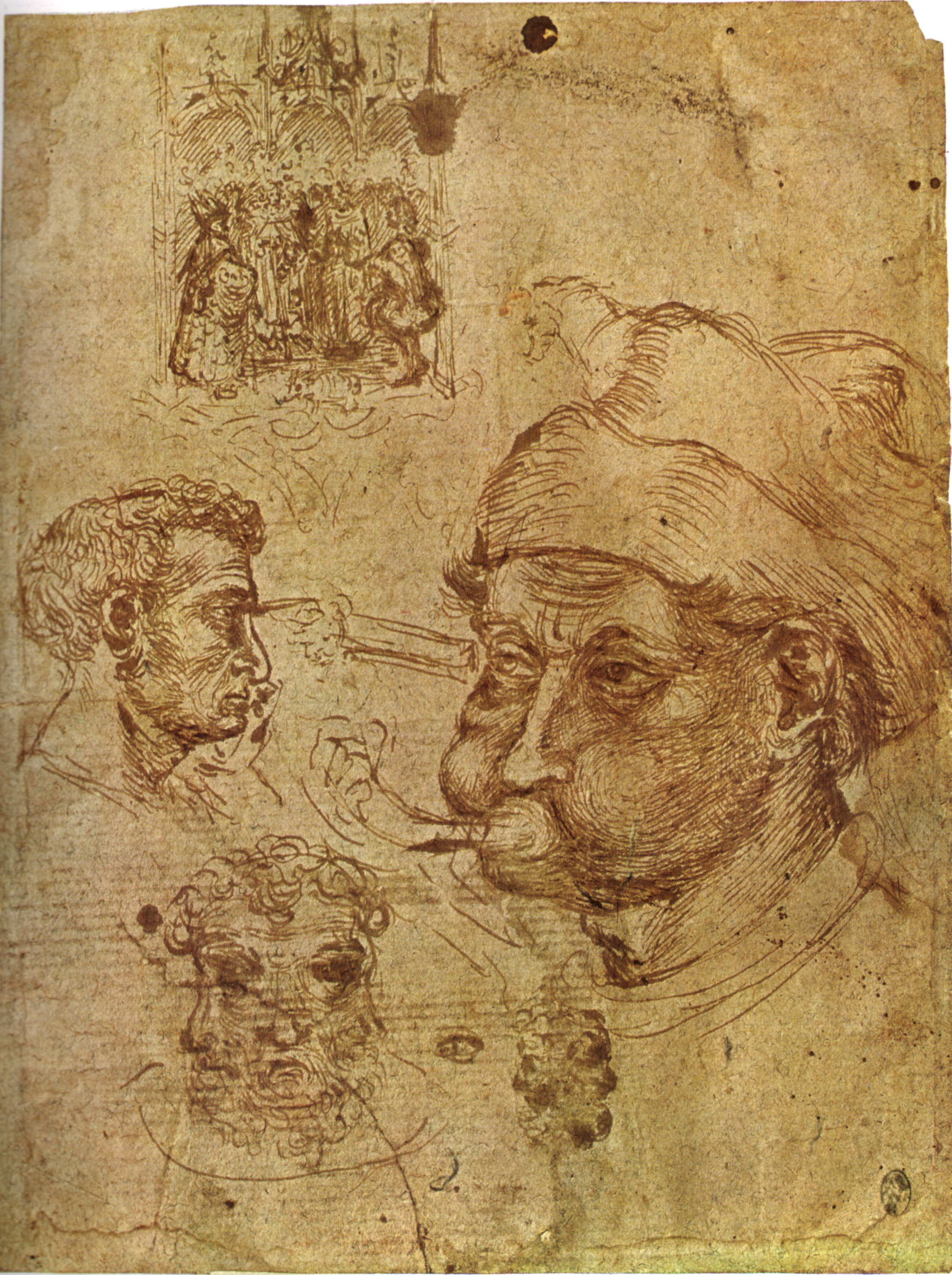
Verloving van Maria (?), twee mannenkoppen, hoofd in driekwart, inv. 2300, ca. 1440-1450, potlood op roze papier, 27,2 × 20,5
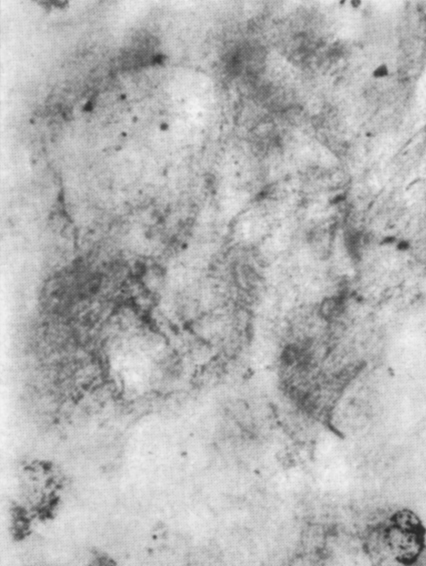
Hoofd van een vrouw met kap, inv. 2301, ca. 1440-1450, zilverstift op perkament, 11,5 × 9,3
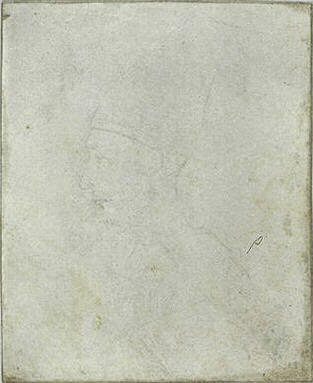
Hoofd van een bisschop, inv. 2308, ca. 1440-1450, zilverstift op perkament, 10,2 × 8,5
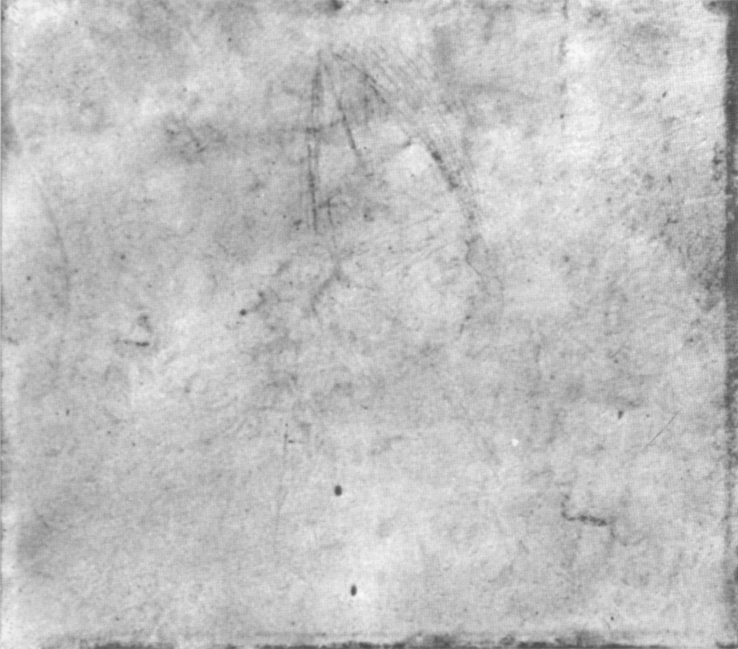
Hoofd van een bisschop, hoofd in profiel, inv. 2309, ca. 1440-1450, zilverstift op perkament, 12,3 × 13,8
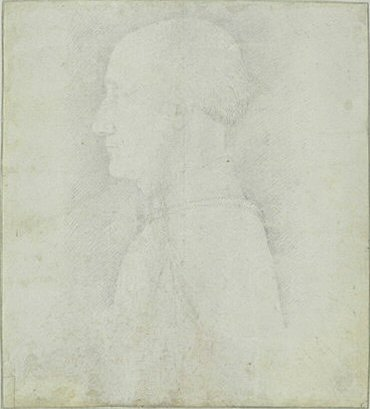
Hoofd van een kale man, inv. 2310, ca. 1440-1450, zilverstift op perkament, 14,9 × 13,5
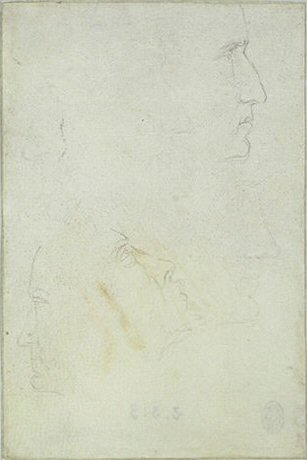
Mannenkop in profiel, inv. 2313, ca. 1440-1450, zilverstift op perkament, 13 × 9,5
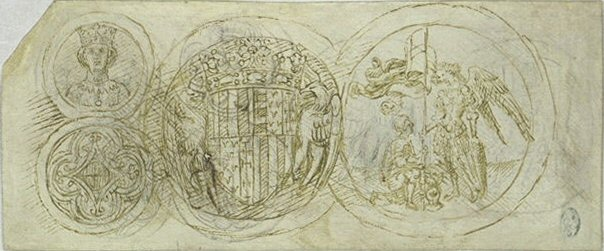
Vier medailles, inv. 2318r, ca. 1440-1450, pen en inkt op papier, 8 × 19
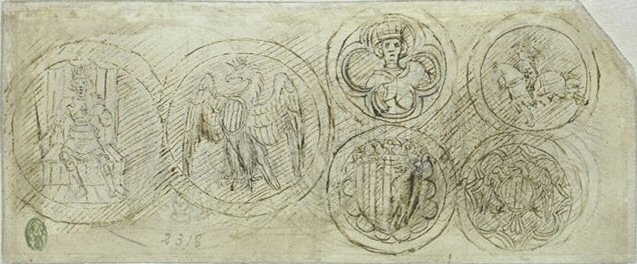
Zes medailles, inv. 2318v, ca. 1440-1450, pen en inkt op papier, 8 × 19
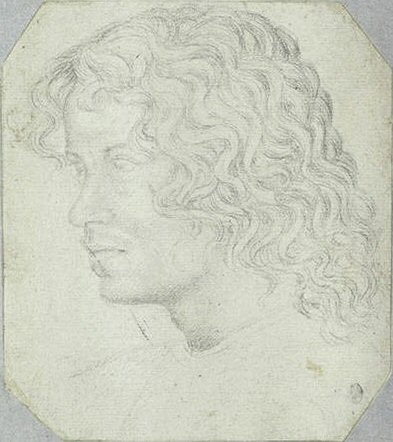
Mannenkop in driekwart, inv. 2330, ca. 1440-1450, potlood op papier, 20,8 × 18,4
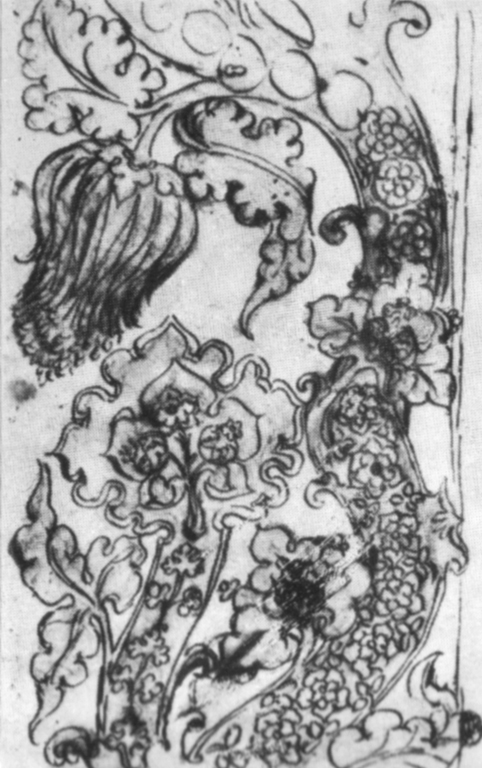
Siermotief en ranken, inv. 2533, ca. 1440-1450, pen, potlood en bister op papier, 22 × 14,4
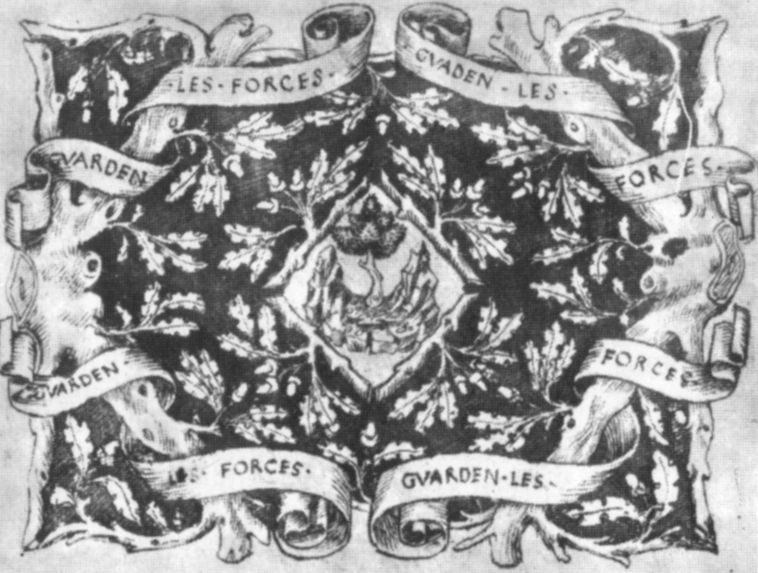
Siermotief, inv. 2539, ca. 1440-1450, pen, bister en sporen van potlood op papier, 19,2 × 24,6
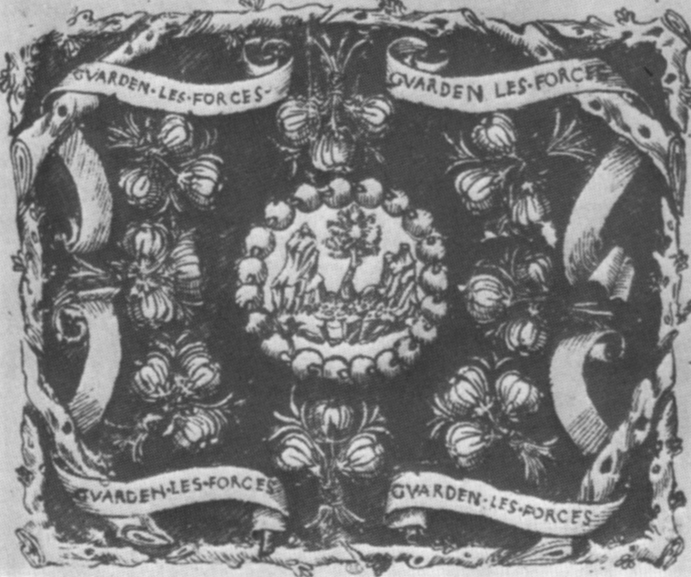
Siermotieven, inv. 2540, ca. 1440-1450, pen, bister en sporen van potlood op papier, 19,7 × 23,7
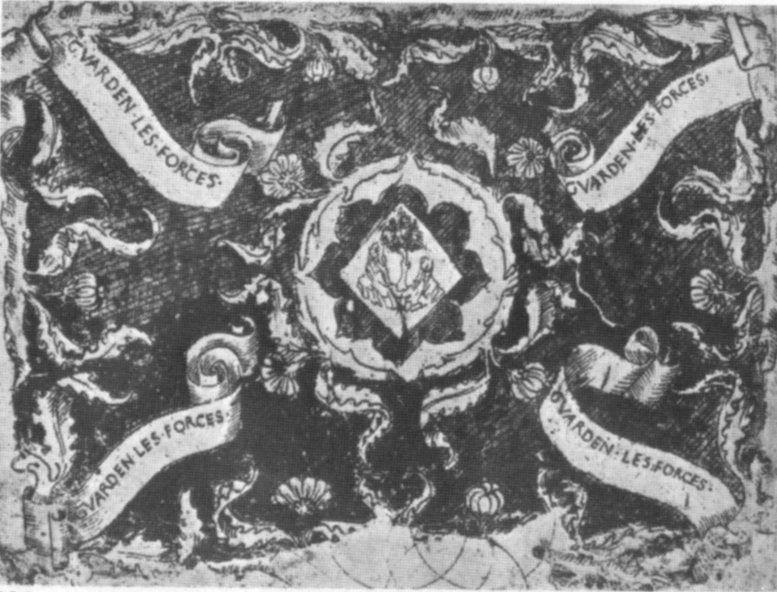
Siermotieven, inv. 2538r, ca. 1440-1450, pen, bister en sporen van potlood op papier, 21,5 × 28,5
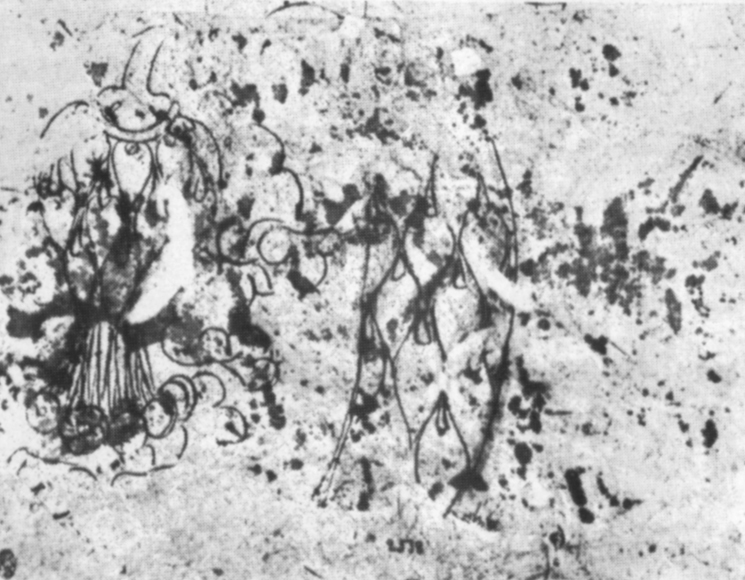
Bloem van kaardenbol, inv. 2538v, ca. 1440-1450, pen, bister en sporen van potlood op papier, 21,5 × 28,5
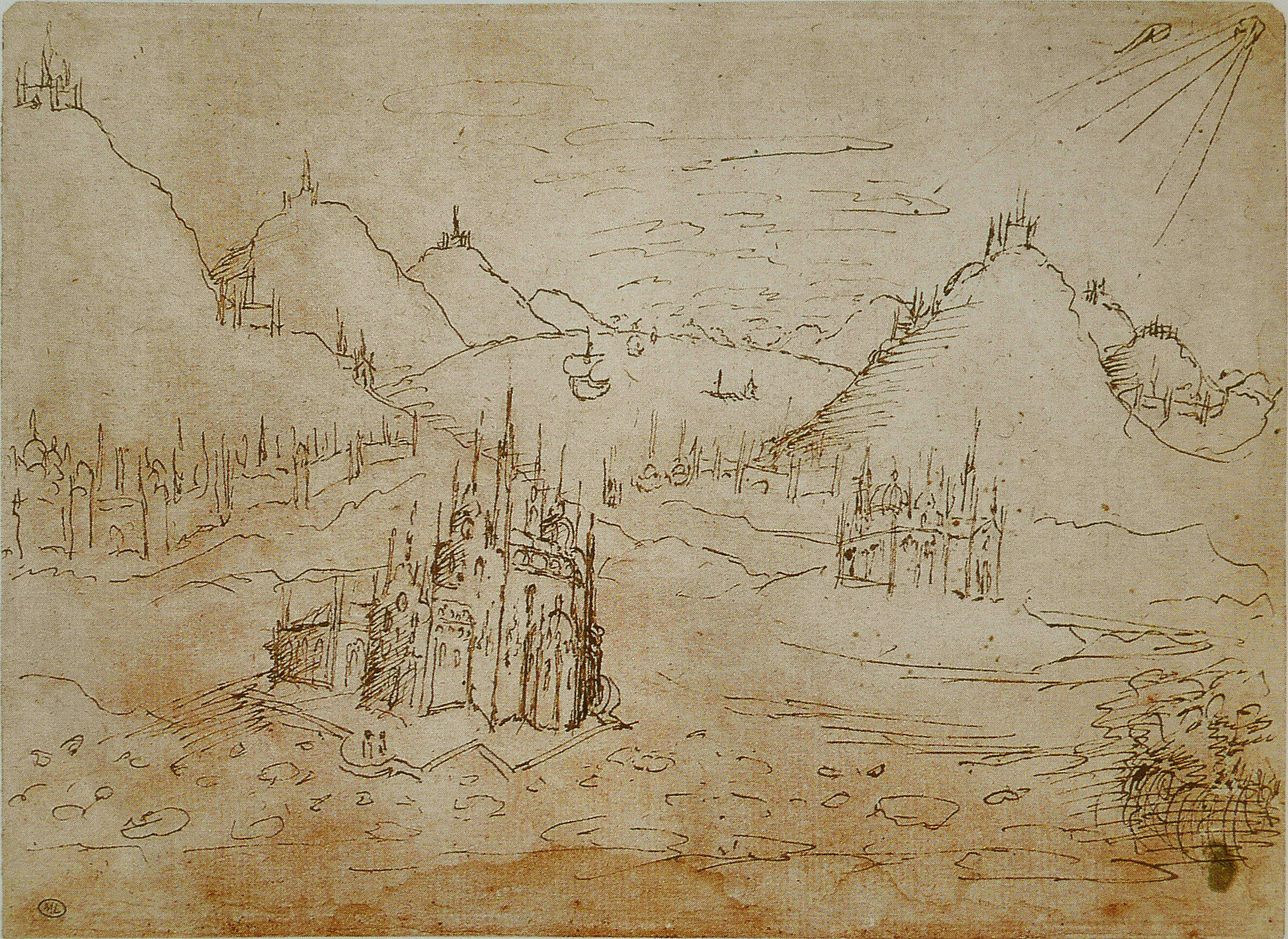
Heuvellandschap met gotische bouwwerken, inv. 2280, ca. 1441, pen en inkt op papier, 19,5 × 29
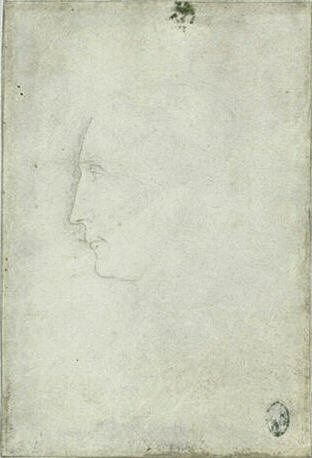
Mannenkop in profiel, inv. 2314, ca. 1441-1444, zilverstift op perkament, 13 × 9
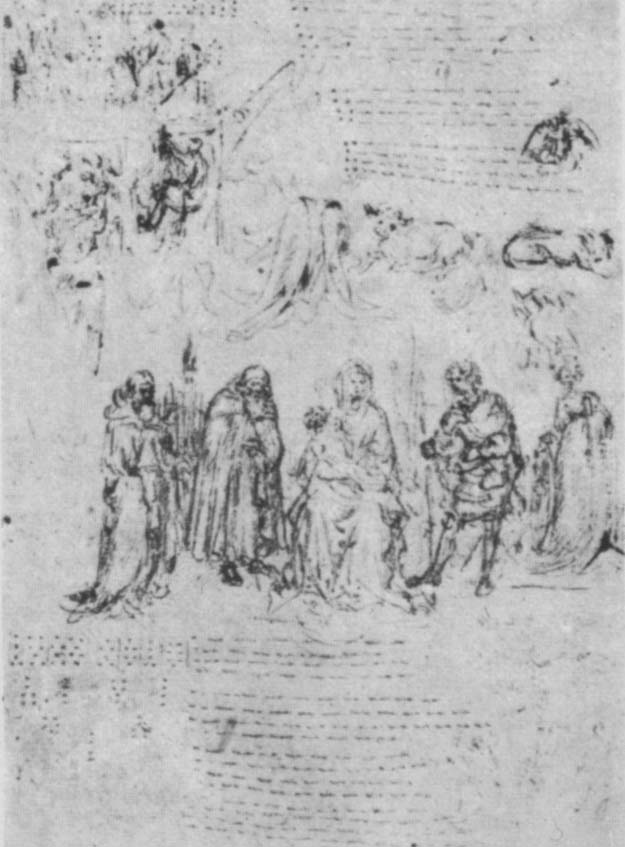
Maria met Kind en de symbolen van de evangelisten, inv. 2631r, ca. 1445, pen en inkt op papier, 25,3 × 18,4
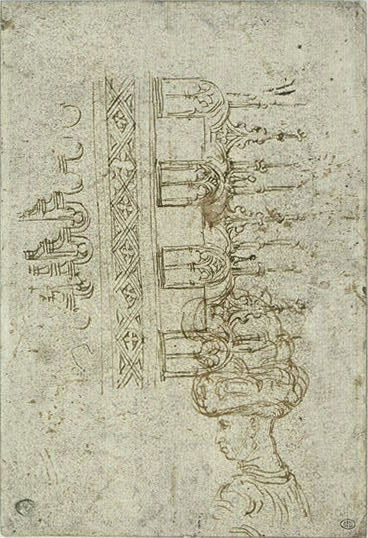
Architectonische motieven, mannenkop in profiel, inv. 2276r, ca. 1446-1447, pen en inkt op papier, 20,8 × 14,3
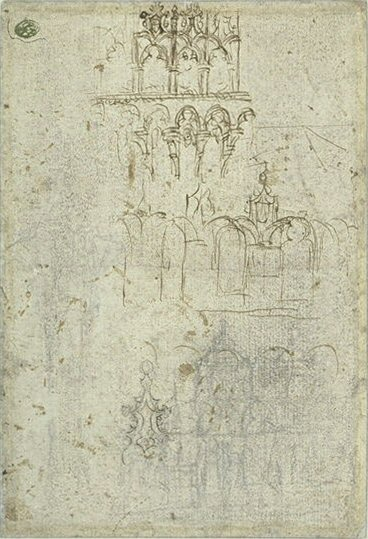
Architectonische motieven, inv. 2276v, ca. 1446-1447, pen en inkt op papier, 20,8 × 14,3
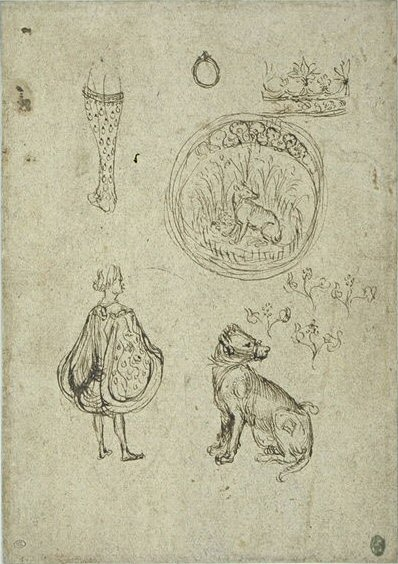
Been, medaille, page, hond, ornamenten, inv. 2277, ca. 1446-1447, pen en inkt op papier, 27,7 × 19,7
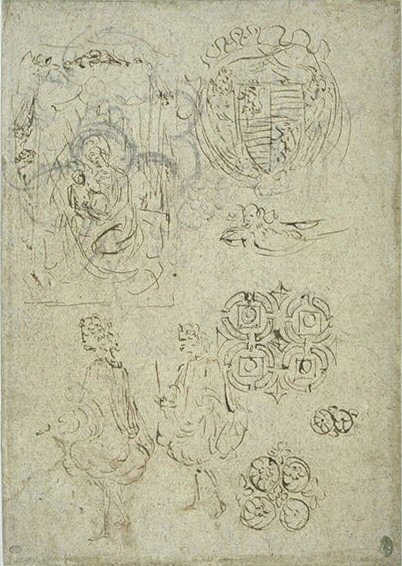
Maria met Kind, twee pages, schild en ornamenten, inv. 2278, ca. 1446-1447, pen en sporen van zwart potlood op papier, 27,7 × 20
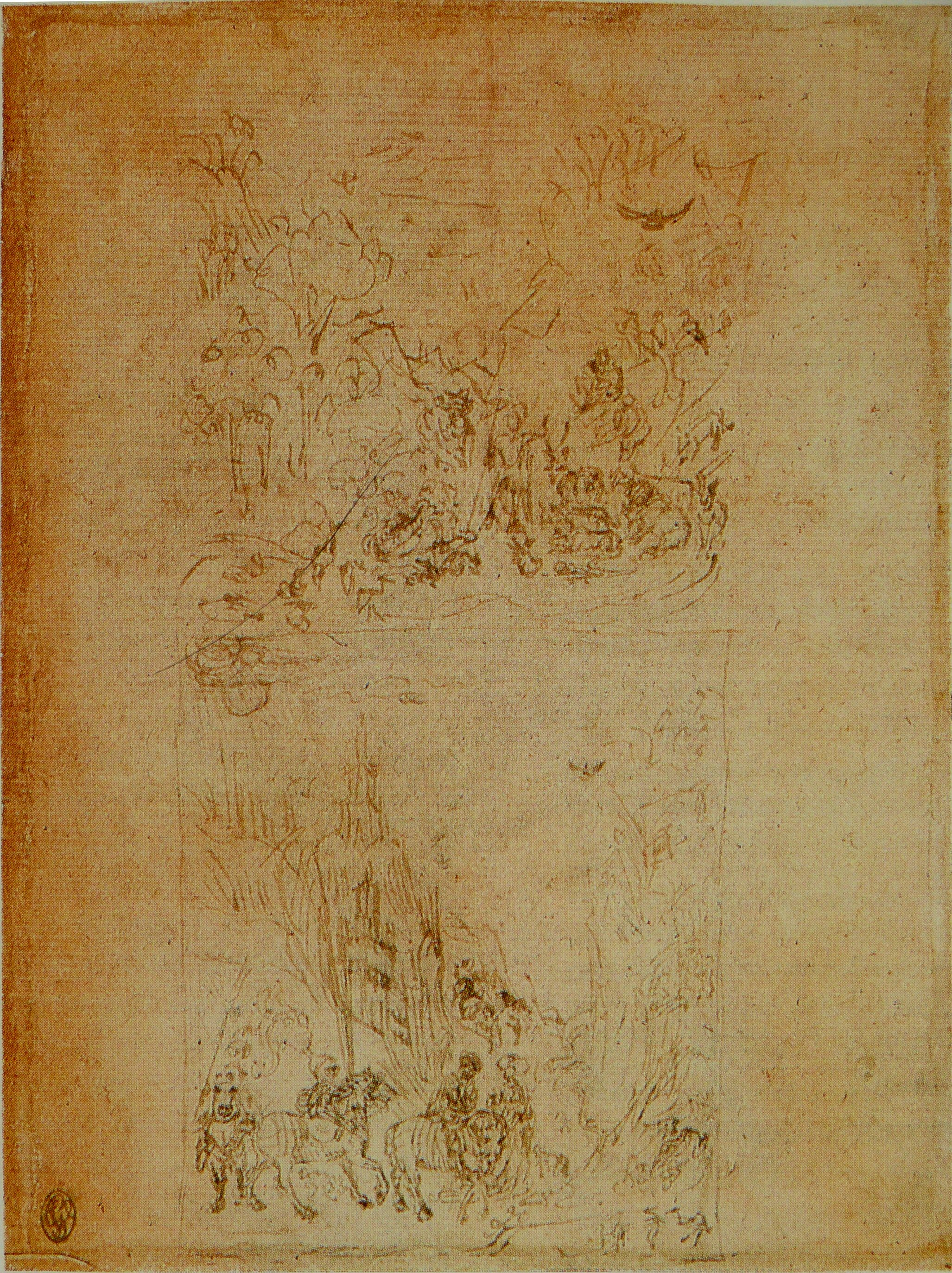
Figuren en dieren in een berglandschap, inv. 2594r, ca. 1446-1447, pen en inkt op rood papier, 24,2 × 17,9
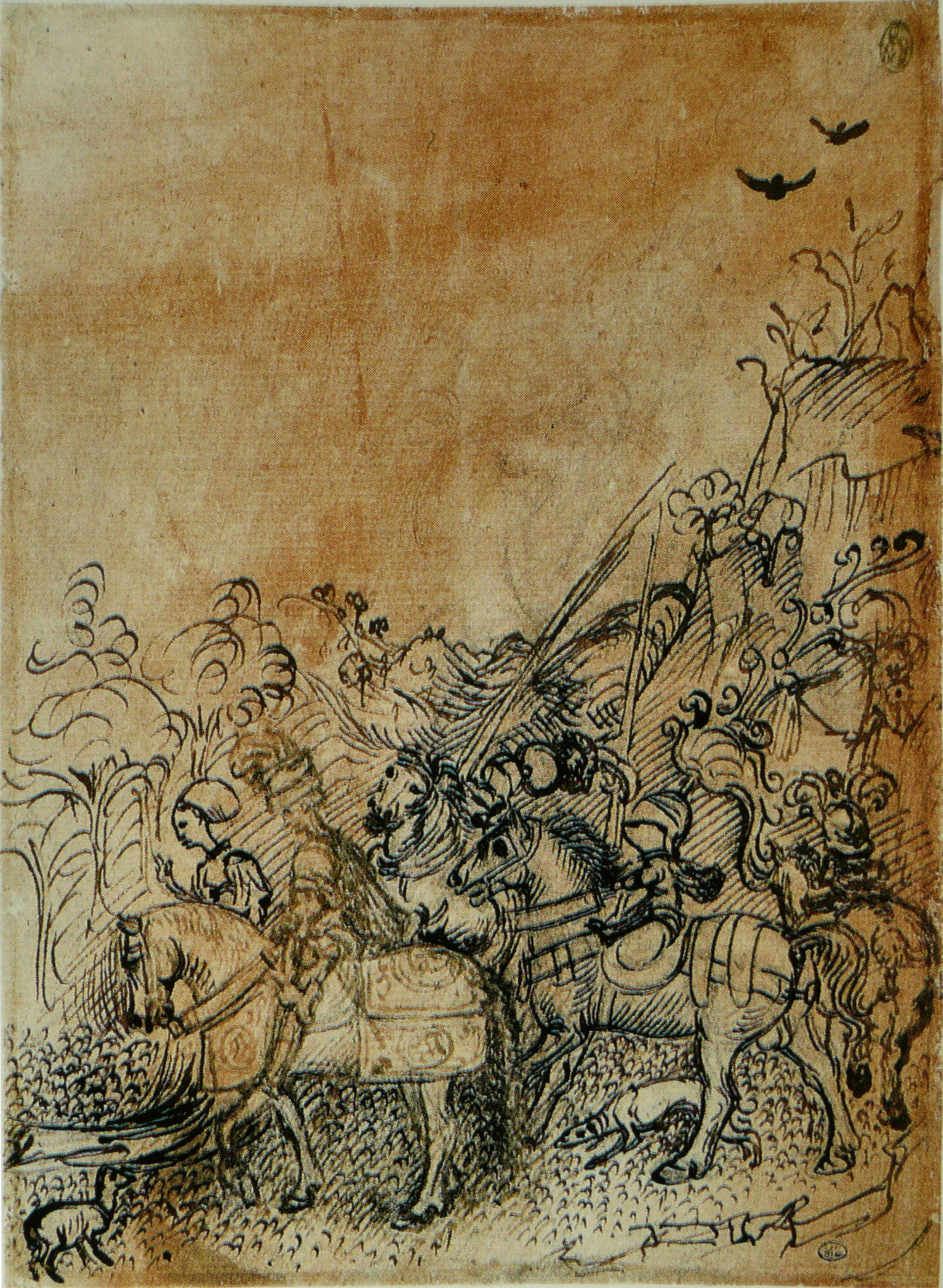
Ruiters in een berglandschap, inv. 2595 v, ca. 1446-1447, pen en sporen van potlood op rood papier, 25,6 × 19
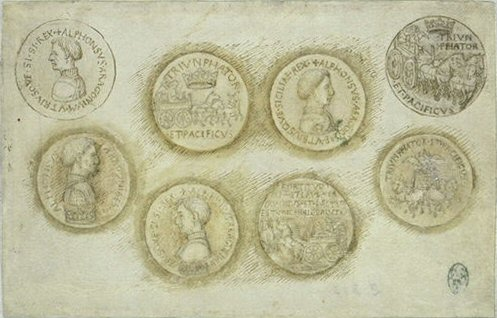
Acht medailles, inv. 2317, ca. 1449, pen en bister op perkament, 10 × 15,2
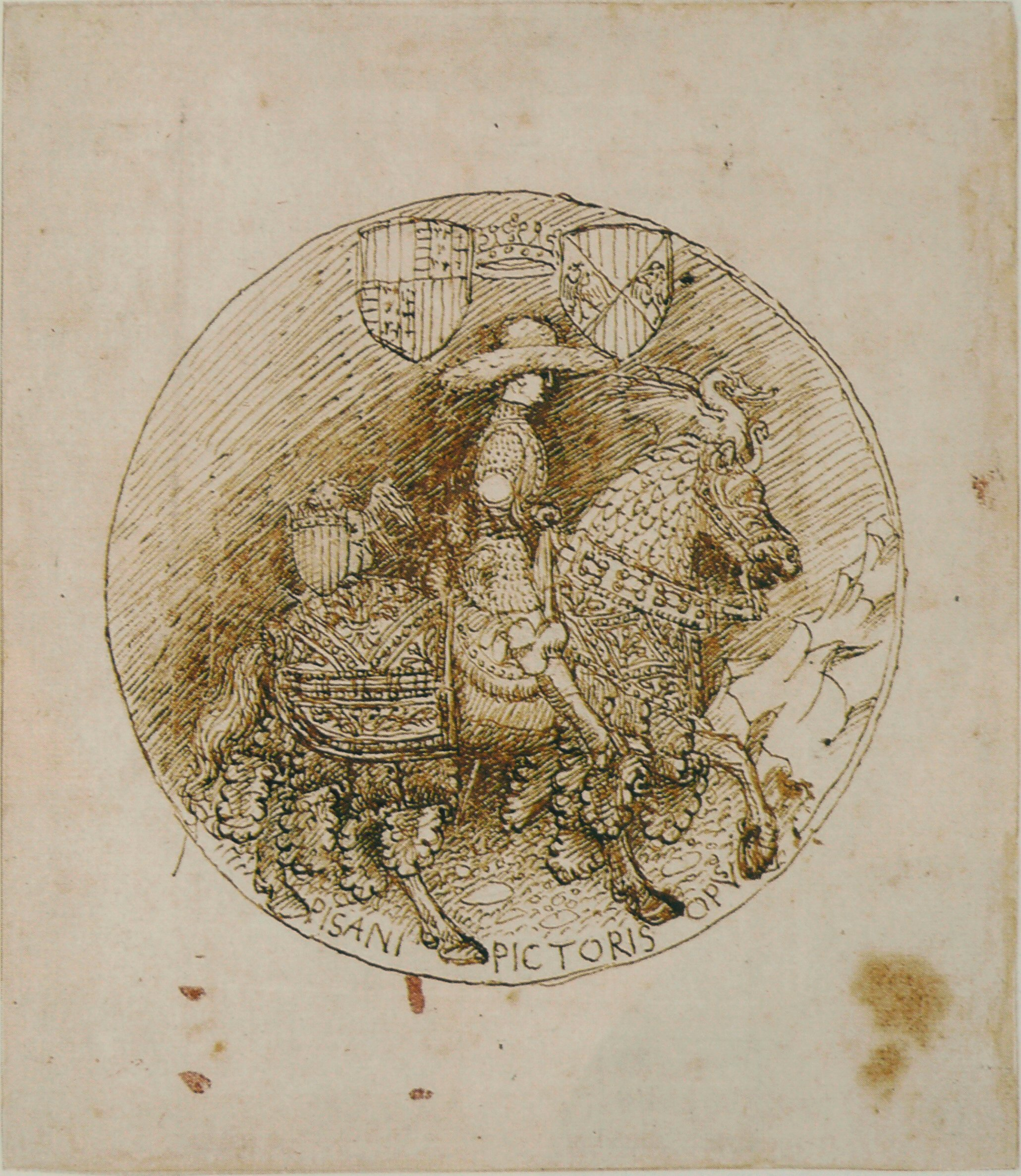
Ruiter op een medaille, inv. 2486, ca. 1449, pen en inkt op papier, 16,5 × 14,2
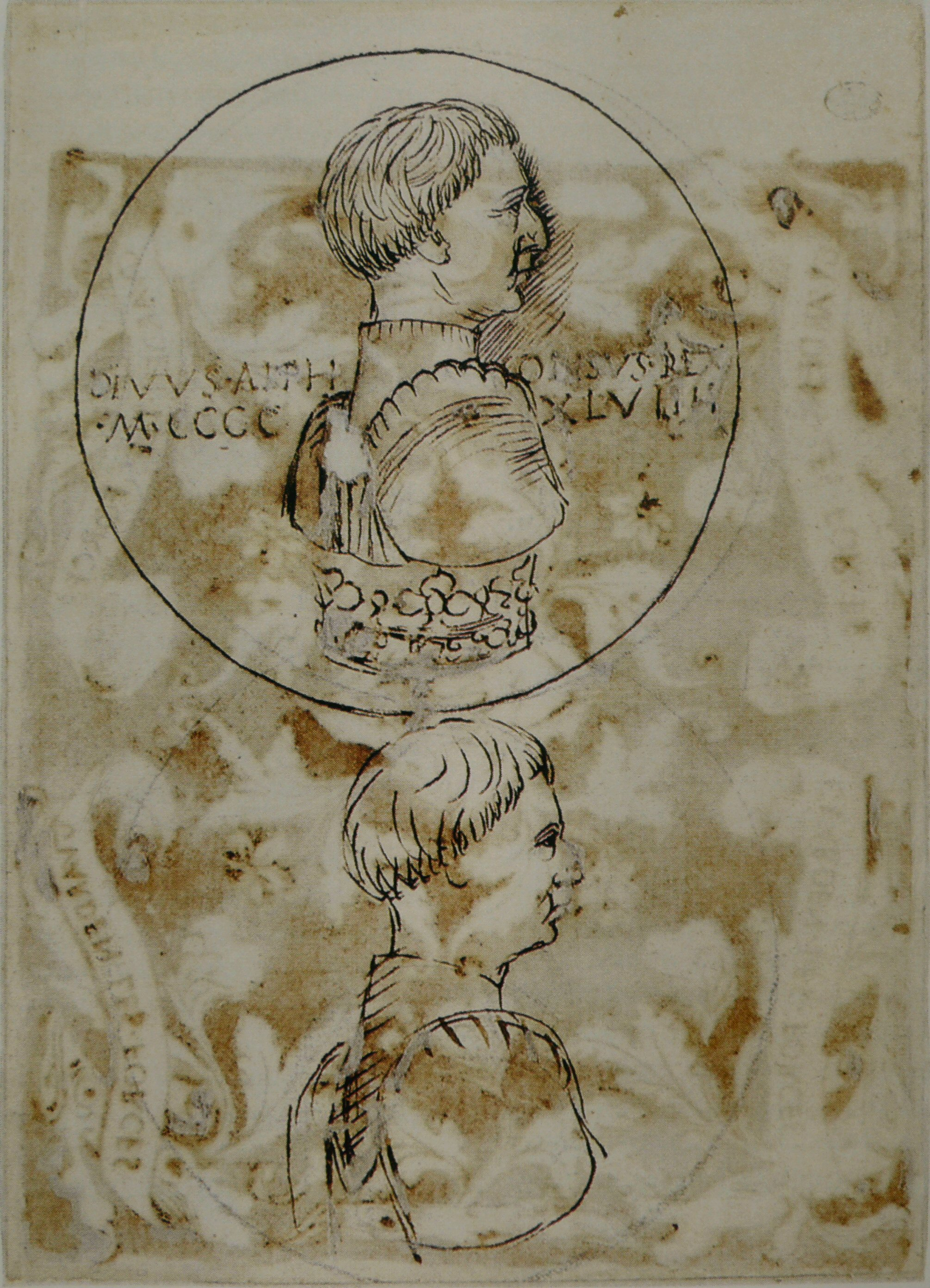
Studie voor een medaille en een buste van Alfonso V van Aragón, inv. 2306r, ca. 1449v, pen en inkt op papier, 14,8 × 20,5
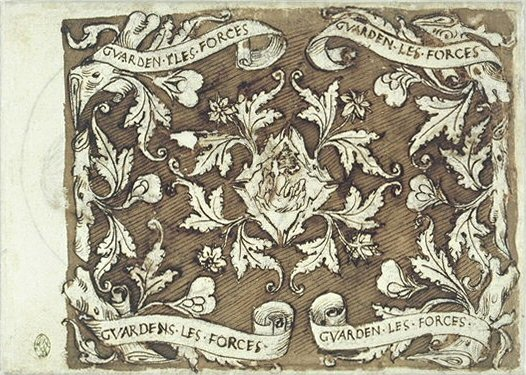
Siermotieven, inv. 2306v, ca. 1449, pen en inkt op papier, 14,8 × 20,5
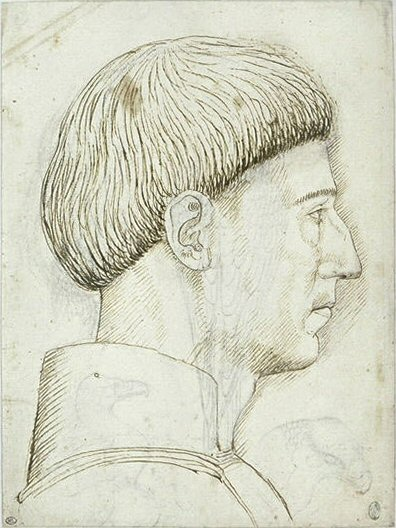
Portret van Alfonso V van Aragón in profiel, inv. 2481r, ca. 1449, pen en sporen van zwart potlood op papier, 28 × 21,2